# 福岡県立修猷館高等学校
福岡県立修猷館高等学校（ふくおかけんりつしゅうゆうかんこうとうがっこう、英: Fukuoka Prefectural Shuyukan High School）は、福岡県福岡市早良区西新に所在する公立高等学校。略称は「修猷館（しゅうゆうかん）」、「修猷（しゅうゆう）」。1784年（天明4年）開館の福岡藩藩校・甘棠館（西学問稽古所）、同修猷館（東学問稽古所）に起源を持つ。

## 概要

### 組織
かつては定時制と通信制も存在したが、現在は全日制普通科のみである。募集定員は11クラス440名。教室設備の都合上、3年に一度は定員を10クラス400名とし、全校で32クラス計1280名の生徒が通う。
2年次から文系・理系のクラスに分かれる。文系・理系普通クラスのほかに、文系・理系英数クラス（通称英数）、医学部進学クラス（通称医進）が設置されている。
かつては補習科（浪人生を対象として普通科の高等学校に設置された学科）を前身とする予備校・修猷学館が存在した。学校の裏手にある西南学院大学に隣接し、教員や模試も高校と共通であったため、「修猷は四年制高校」とも揶揄されたが、1995年に閉校となり、跡地は西南学院大学により図書館の敷地の一部として買収された。

### 校名

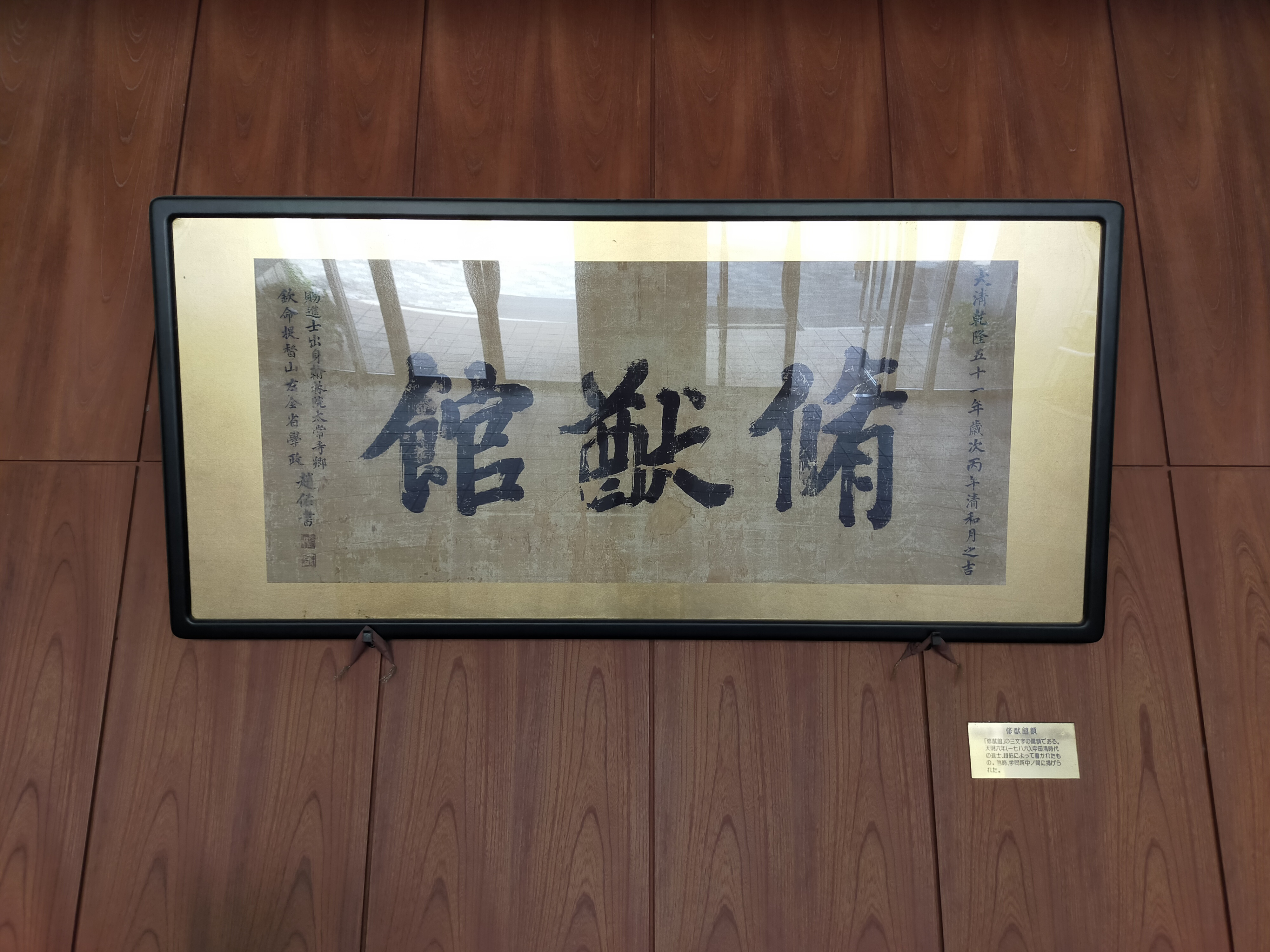
「修猷館」の扁額

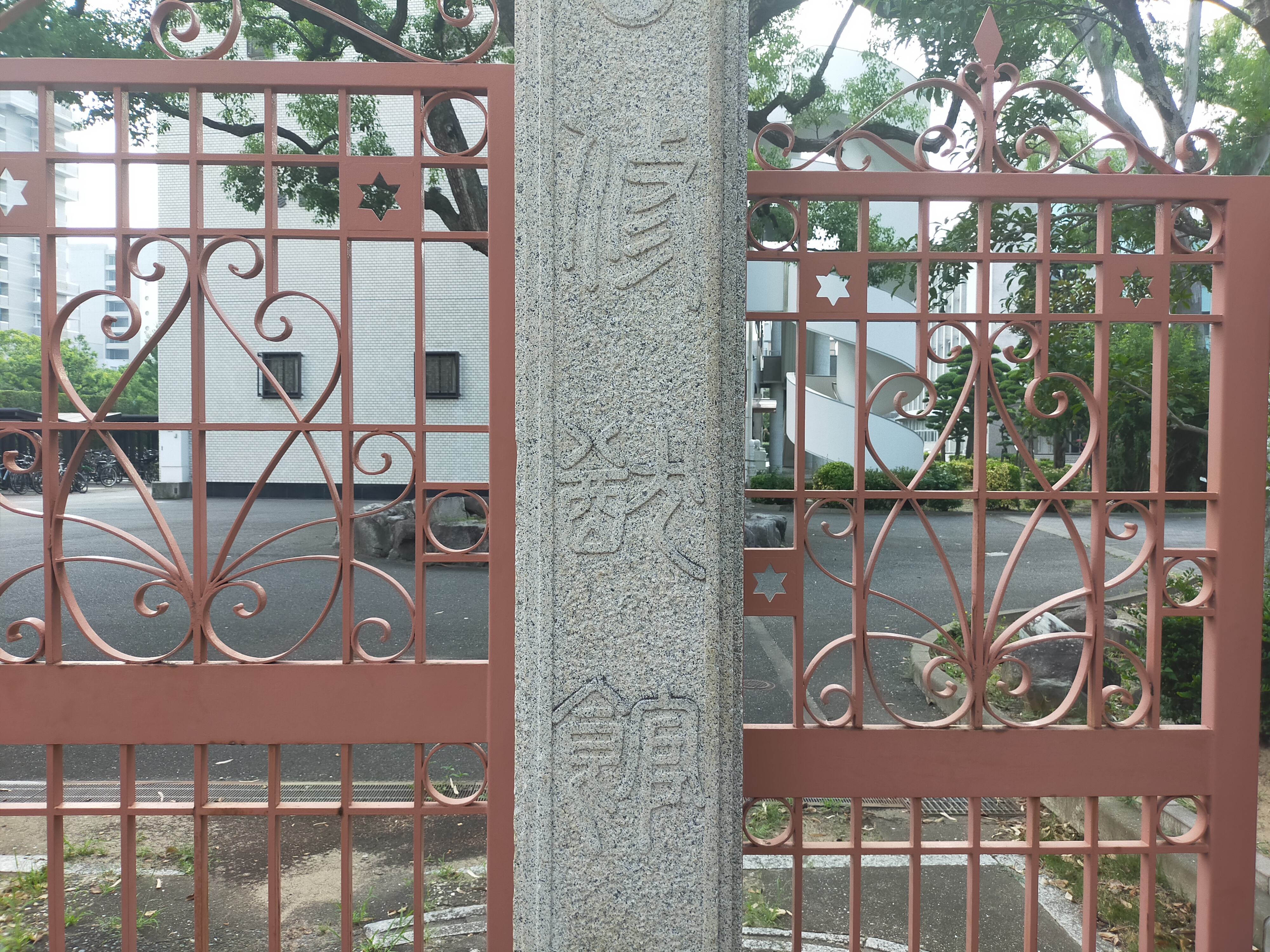
東門の門柱に刻まれた「修猷館」の文字

修猷館の名は『尚書』「微子之命」の章句「践修厥猷（せんしゅうけつゆう）」から取られた。「微子之命」は周の黄金時代を築いたとされる成王が、殷の王族である微子啓に殷王室の後継者となることを命じた文章である。「践修厥猷」は「厥の猷を践み修む」と書き下し、「成湯の偉大な道を実践し修める」ということを意味する。典拠となった章句は以下の通り。
書き下し文：嗚呼、乃の祖成湯、克く斉聖広淵なり。皇天眷佑し、誕に厥の命を受く。民を撫するに寛を以てし、其の邪虐を除く。功時に加はり、徳後裔に垂る。爾惟れ厥の猷を践み修め、旧しく令聞あり。
現代語訳：ああ、お前の祖である成湯は慎み深く賢明で、度量は広く物事に通じていた。そこで大いなる天は成湯を助け、天命を受けた。成湯は民を寛大な政治によって治め、桀の悪虐を除いた。功業はますます潤い、徳は後世の子孫にまで及んだ。お前はその成湯の偉大な道を実践し修めており、久しく立派な評判がある。
藩校が廃藩置県で閉鎖された後、県立中学として再興されようとした際に、文部大臣から「旧藩校時代の校名は不適切」との理由で校名の変更を迫られたが、旧藩士はこれに猛反発し、旧福岡藩主黒田長溥が「学校経費は全て黒田家が出すから館名を残せ」と決意したことにより館名は守られた。実際に学校の財政は1893年まで黒田家が全額負担しており、黒田家の援助から離れて完全に県費負担となるのは1900年になってからである。
さらに、学制改革に伴い、県立高等学校として再編されようとした際には、GHQから「修猷館」という名が封建的であるとして改名を示唆されたが、修猷館OBの粘り強い努力によって館名は守られた。
このように、藩校設立から現在に至るまで幾度となく改名の危機にさらされながらも、240年もの歴史の中で一貫して校名に「修猷館」を掲げている。
また、生徒を「館生」、校長を「館長」、校歌を「館歌」、校旗を「館旗」と称するなど、「館」にちなんだ呼称が広く浸透している。

### 校風
自由な校風で知られ、校則などを定めず、生徒に学校運営を大きく委ねる自治が認められている。学校の定めた校訓などはないものの、「質朴剛健」「不羈独立」「自由闊達」といった言葉が気風として現在まで連綿と受け継がれているほか、「世のため人のため」という言葉も大切にされている。また、修猷館をもじった「Sure, you can!」という言葉もよく用いられる。

### 徽章

六光星

六芒星の形をした徽章は「六光星（ろっこうせい）」と呼ばれている。1894年（明治27年）12月、当時の館長隈本有尚によって、朱舜水の「楠公賛」の冒頭の句「日月麗乎天」をもとに制定された。教室棟生徒昇降口（南棟側）の傍の柱には六光星の由来が記されている。内容は以下の通り。

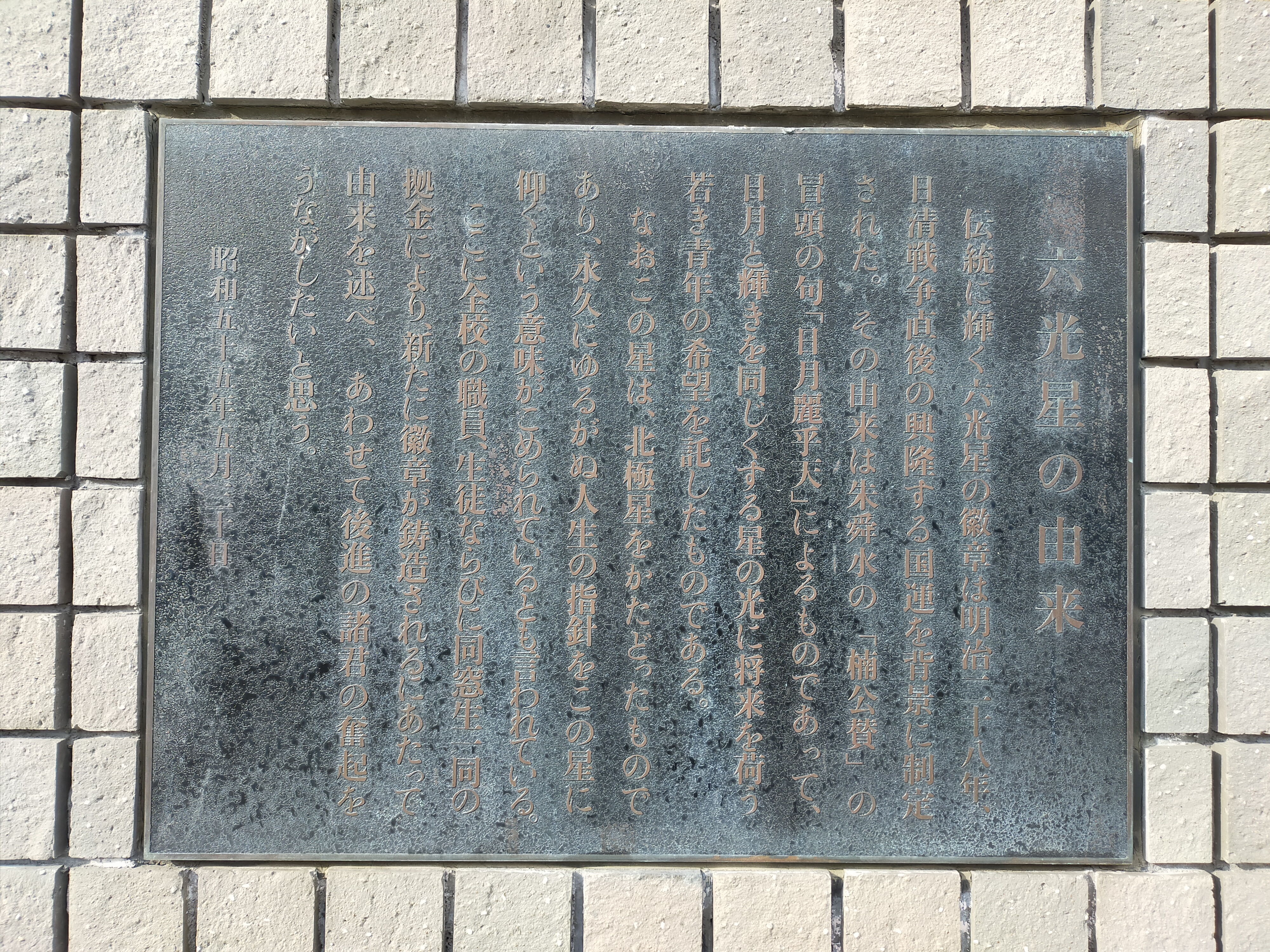
六光星の由来を記した石板

六光星は、上下逆転させた2つの正三角形を重ねた形（等辺六芒星）が正式な形であり、各頂点の内角は60°である。制定者の隈本有尚は、1934年（昭和9年）に当時の館長古賀毅への書簡において六光星の由来を記しており、その中でデザインについて、「技術上にも等辺三角形を重ねるのであれば職人に於て手落あるまじく」と述べている。なお、一部の古い旗や制帽では六芒星の各頂点の内角が60°より小さく、鋭くなっているものがある。このようなデザインは校内のデザインやステッカー、刊行物にもしばしば見られた。

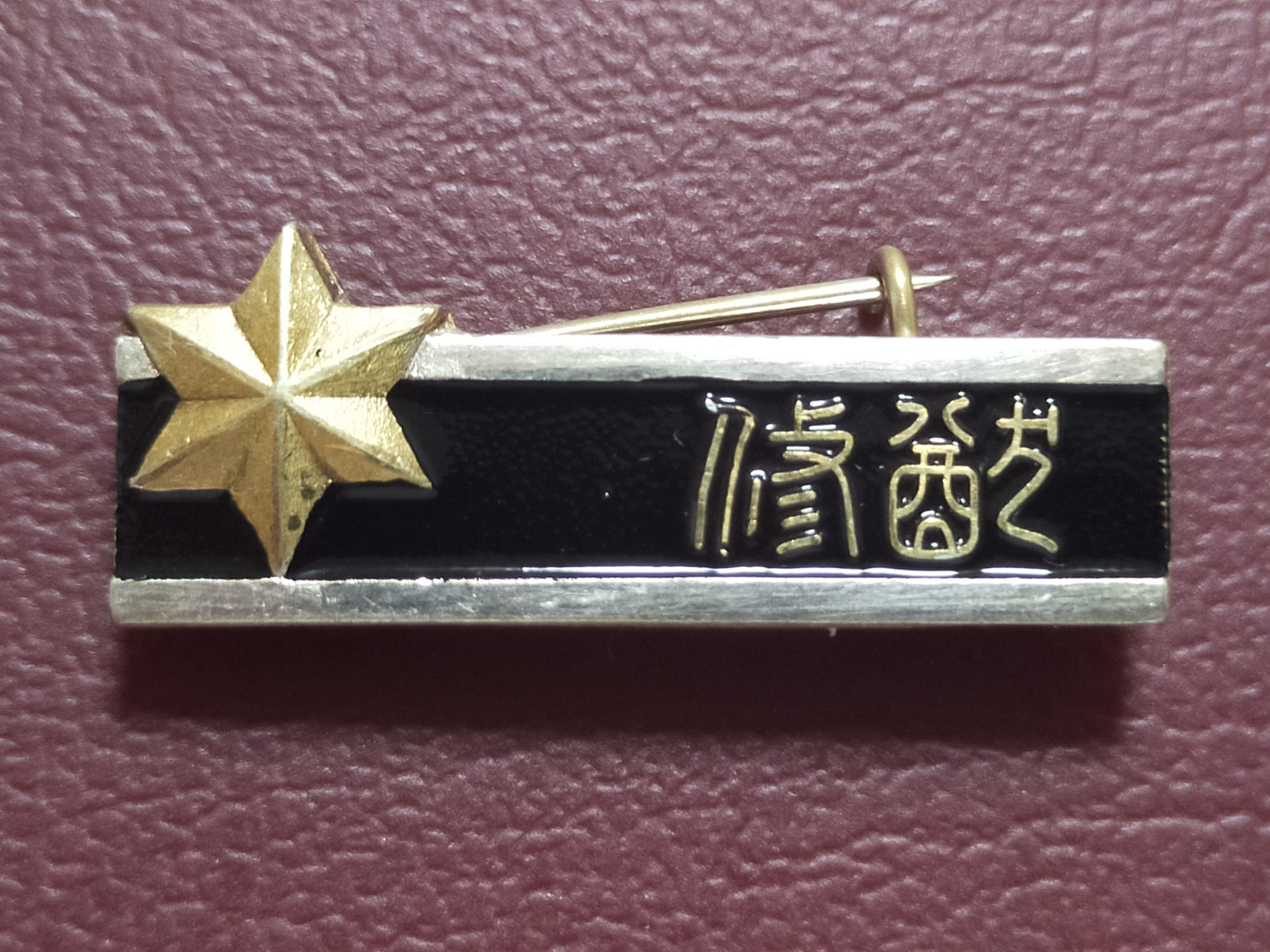
校章

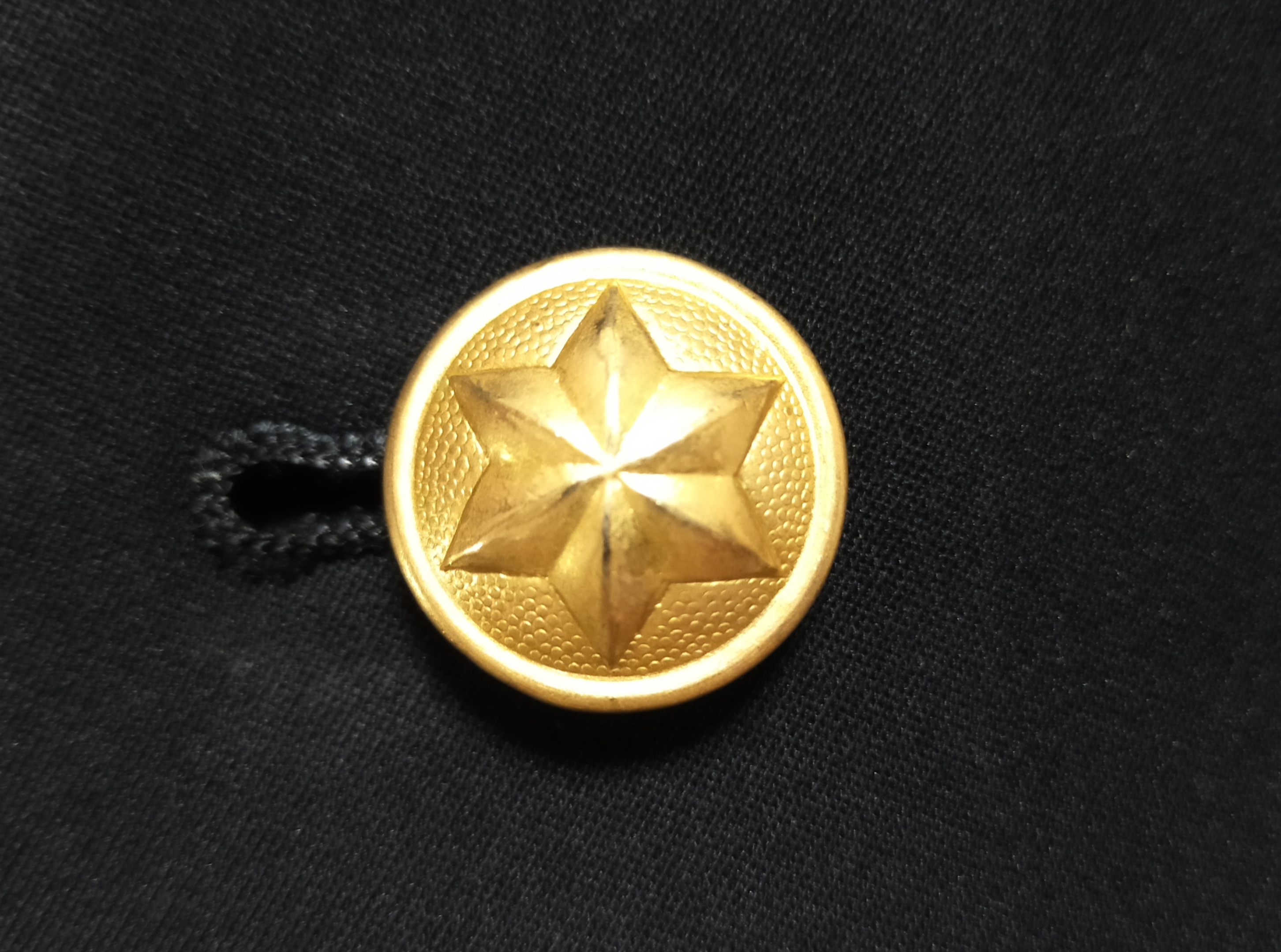
学生服のボタン

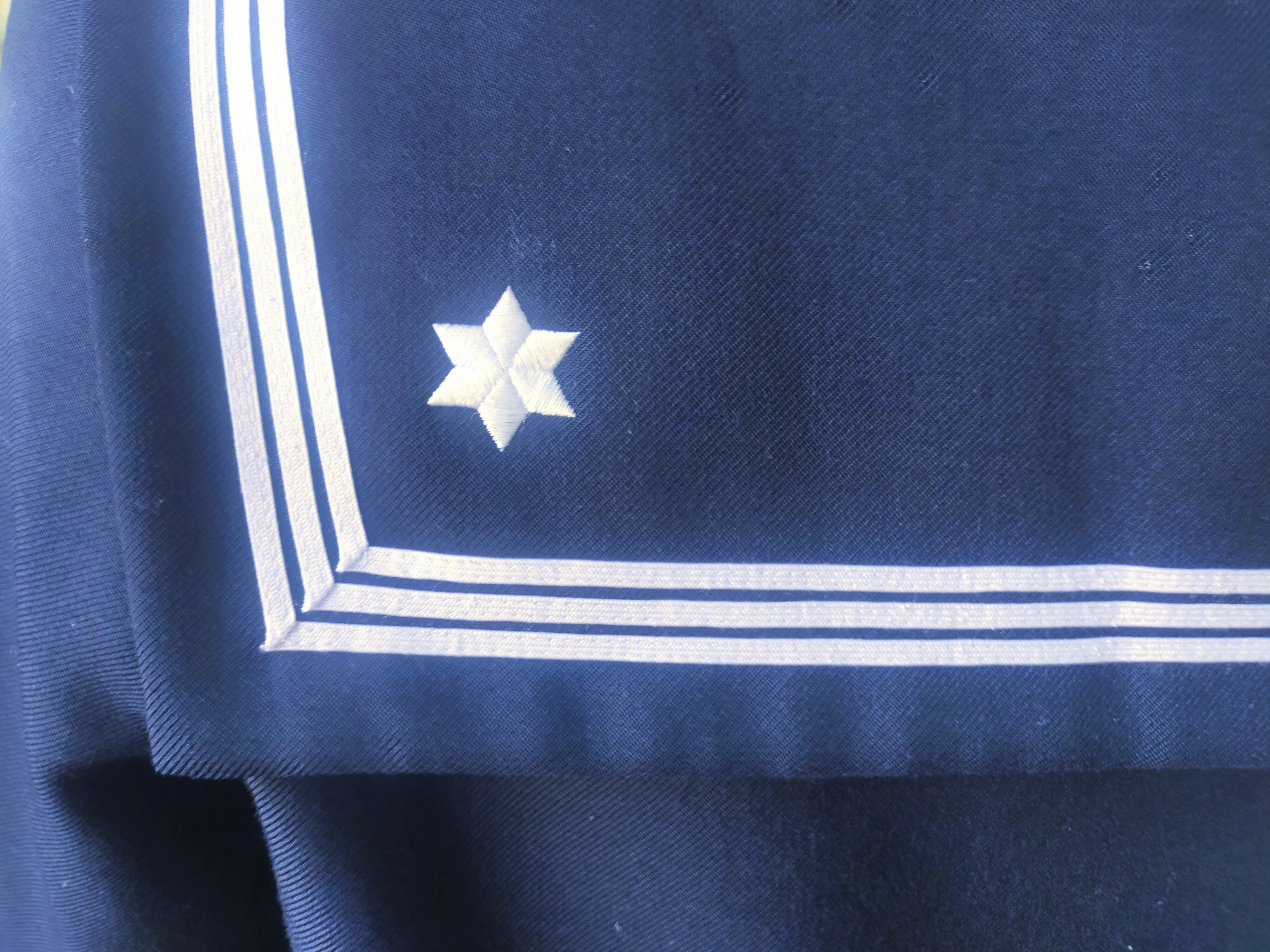
セーラー服（冬服）の襟

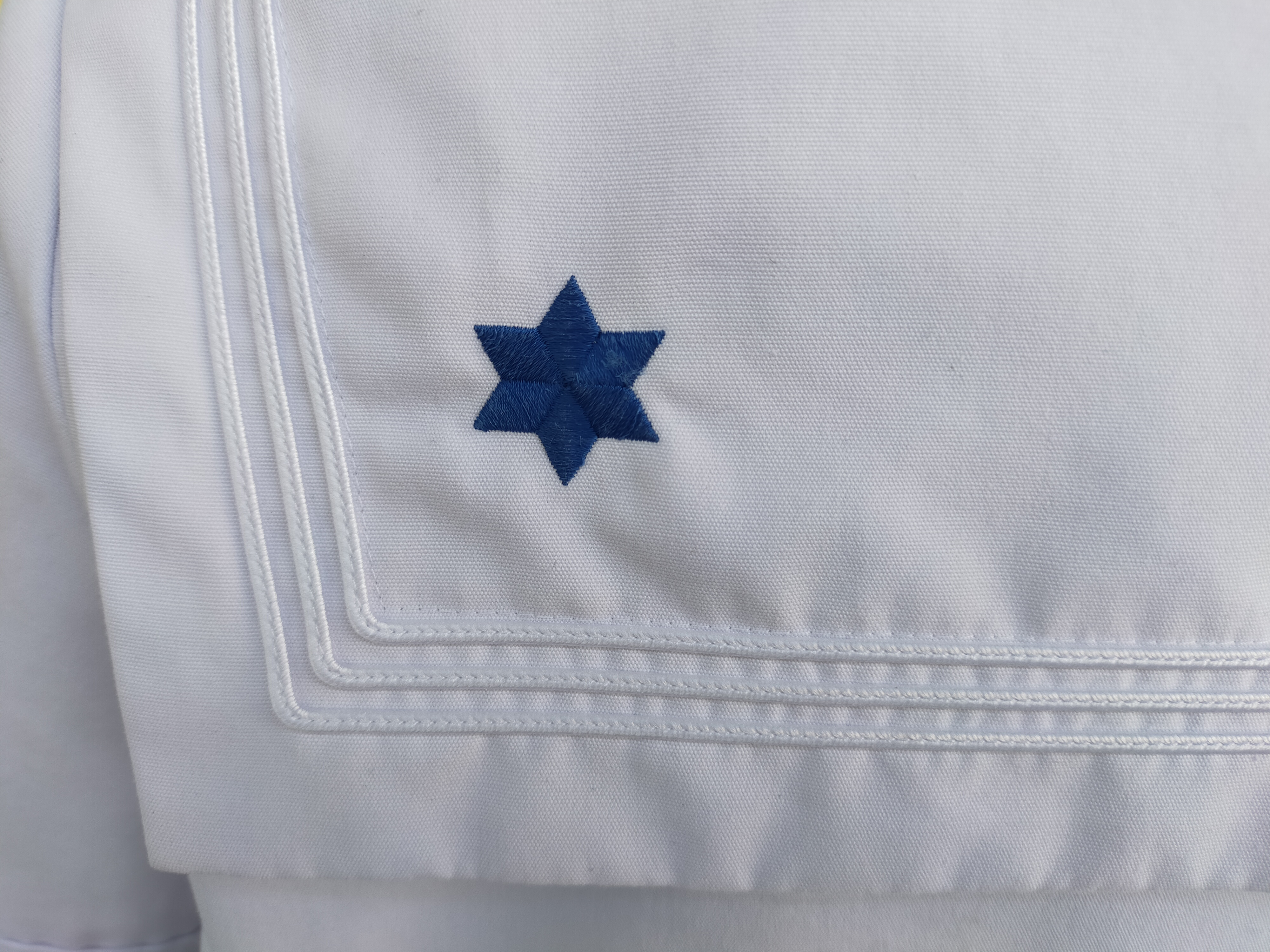
セーラー服（夏服）の襟

また、1894年（明治27年）には初めて制帽の徽章に六光星が用いられた。（制帽のデザインとしては3代目にあたる。）現在では制帽は廃止されているが、校章や学生服のボタン、セーラー服の襟など、様々なところにその姿を見ることができる。

### 館旗

館旗

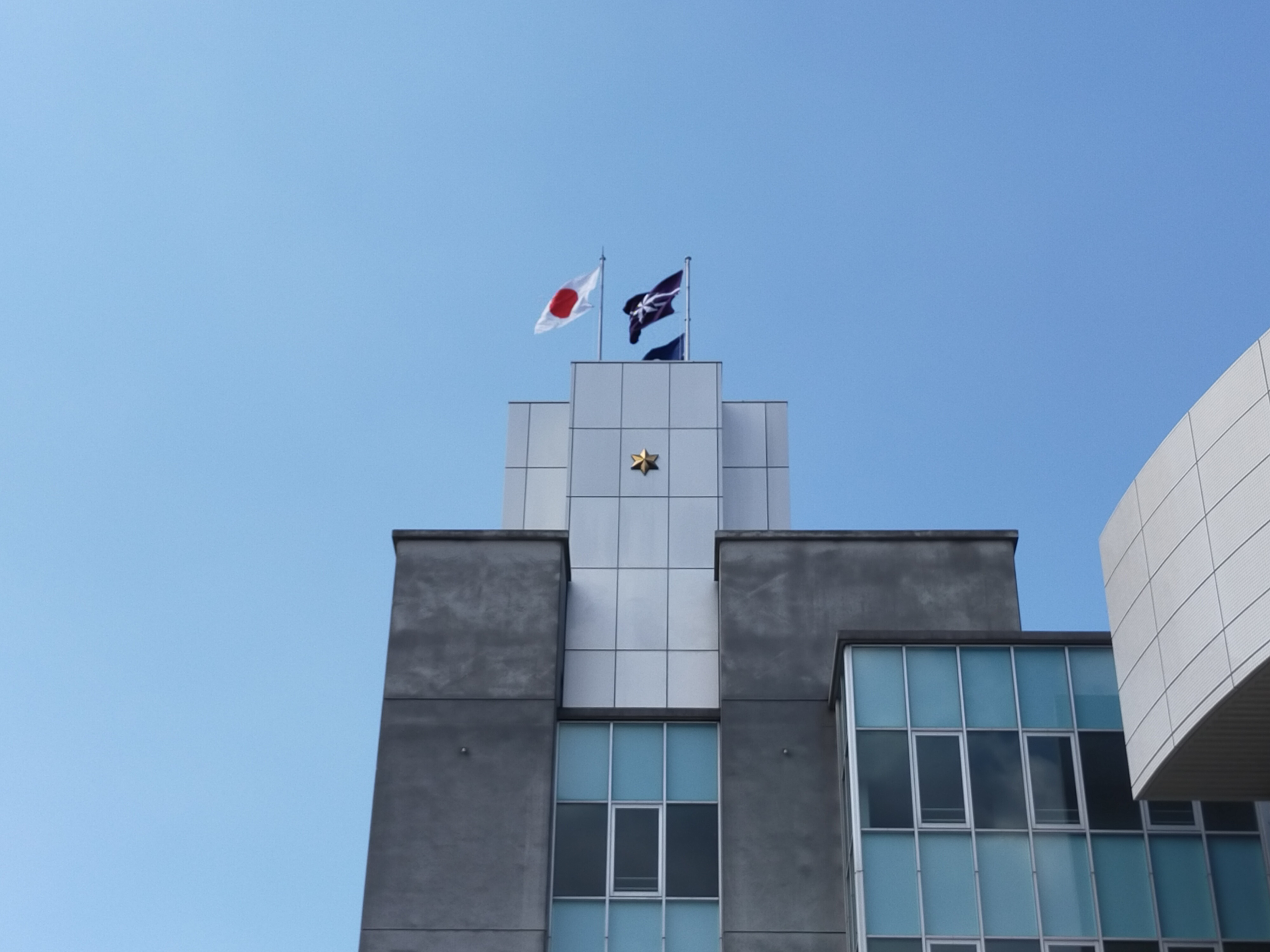
掲揚台にはためく旗

紫紺の地の中央に2本の横線と六光星が白く抜かれたデザインとなっている。館旗は1935年（昭和10年）の創立50周年に先立ち、1934年（昭和9年）9月17日に制定された。9月17日午後1時から館庭で館旗制定式が行われ、古賀毅館長の訓話ののち館旗に対して分列式を行った。
なお、現在資料館にて保存されている旧館旗は、福岡市麴屋町の中牟田喜兵衛から寄贈されたものである。現在は創立200周年の際に同窓会より寄贈された館旗が使用されている。
南棟屋上にある掲揚台には国旗と県旗、そしてこの館旗がはためく。

### 館歌
作詞・作曲は中学修猷館教諭であった藤沢雄一郎、横田三郎（横田は福岡県女子専門学校教授も兼任）がそれぞれ担当した。校閲は1895年（明治28年）卒業の第五高等学校教授、八波則吉に依頼され、さらに宮内省御歌所寄人、武島羽衣が再閲を行った。館歌の歌詞には明治期の修猷館設立理念が込められており、在校生のみならず同窓生にも長く歌い継がれている。
 館歌
（指揮：荒谷俊治、管弦楽：九州交響楽団）
- 1923年（大正12年）制定
- 作詞：藤沢雄一郎（中学修猷館教諭）
- 校閲：八波則吉
- 再閲：武島羽衣
- 作曲：横田三郎（中学修猷館教諭）

#### 館歌沿革
- 1916年（大正5年） - 中学修猷館は設立から30年を過ぎ、校歌を必要とする機運が高まった。そこで、生徒に校歌の歌詞を応募したところ、優秀作2作が入選した。しかし、当時は唱歌（現在の音楽）の授業もなく作曲まではなされなかった[17]。
- 1922年（大正11年） - 県立中学校学則が改訂され、導入を先送りにしていた唱歌が授業として採用される[17]。
- 1923年（大正12年）
  - 3月5日 - 旋律を持った正式な館歌が制定され、第35回卒業式で初めて発表された[17]。
  - 7月 - 館歌制定を祝い、当時では大変貴重だったグランドピアノが卒業生3人より寄贈。この年に寄宿舎の食堂を改築して建てられた講堂に設置された[17]。
- 1978年（昭和53年）11月15日 - 館歌や後述の応援歌など、修猷館に伝わる歌の数々を収録した『修猷歌集』が発行。楽譜・歌詞の検討・校正は修猷館教諭の花田嘉博、佐藤忠邦が行った。
- 2012年（平成24年）3月3日 - 『修猷歌集』新装版が発行。音源映像付き歌集として再編集された。この歌集は現在でも毎年新入生に送られている。

### 応援歌
音楽の授業も十分でなかった時代に、部活動の試合など学校の名誉をかけて他校と対峙する際に口伝えで伝承された歌が応援歌の始まりである。長い歴史の中で数々の応援歌やエールが誕生し、應援團（後述）が中心となって生徒に指導を行ったり行事で指揮を取ったりしてその伝承に努めてきた。戦後、高等学校になってからは大運動会において部活動紹介の後、全校生徒による全体応援が行われるようになった。そこで、主要応援歌と館歌が披露され、運動部の1年間の健闘を称え、部活動生全員にエールを送るのが伝統として定着した。代表的な応援歌は以下の通り。
- 玄南の海

作詞：内海拾楼
原曲の「アムール川の流血や」は、旧制第一高等学校の寮歌のひとつで、正式名称は「第11回紀念祭東寮寮歌」だが、冒頭の歌詞の一節から取られたタイトルで知られている。
「玄南の海」を歌い終わった後は「ダッシュ ダッシュ 修猷フレー」の掛け声とともに選手を試合へと送り出す。
- 彼の群小[ヘルプ/ファイル]

「彼の群小」は「やつら雑魚ども」を格調高く表現したもの。雑魚を蹴散らして深紅の優勝旗を勝ち取った、溢れんばかりの喜びを歌にしている。
- 輿望は重し[ヘルプ/ファイル]

この歌には、「臥薪嘗胆の時代」と呼ばれた、1895年の三国干渉から1905年の日露戦争勝利までの10年間における国民精神が反映されている。衆望を一身に担う選手たちがこの歌で次回の勝利を誓った。
- 夫れ北筑[ヘルプ/ファイル]

「北筑」は修猷館の所在する筑前国の北部を指す。この歌が作られた時代は正確には分からないが、日露戦争後であると考えられている。
「夫れ北筑」で志気を高め、続けて「玄南の海」で選手たちを送り出し、試合後には選手たちの健闘を称えるために、勝った時は「彼の群小」で勝利を祝福し、負けた時は「輿望は重し」で次回の勝利を期した。現在でも部活動の試合や壮行会、試合後の祝勝会などでこれらの応援歌が歌われている。また、卒業式が行われた後、中庭にて「玄南の海」を卒業生全員で歌うことが慣例となっている。
このほかにも「行く手を照らす」、「フレー フレー 修猷の健児」、「立てや修猷」など、様々な応援歌が存在する。

### 応援団

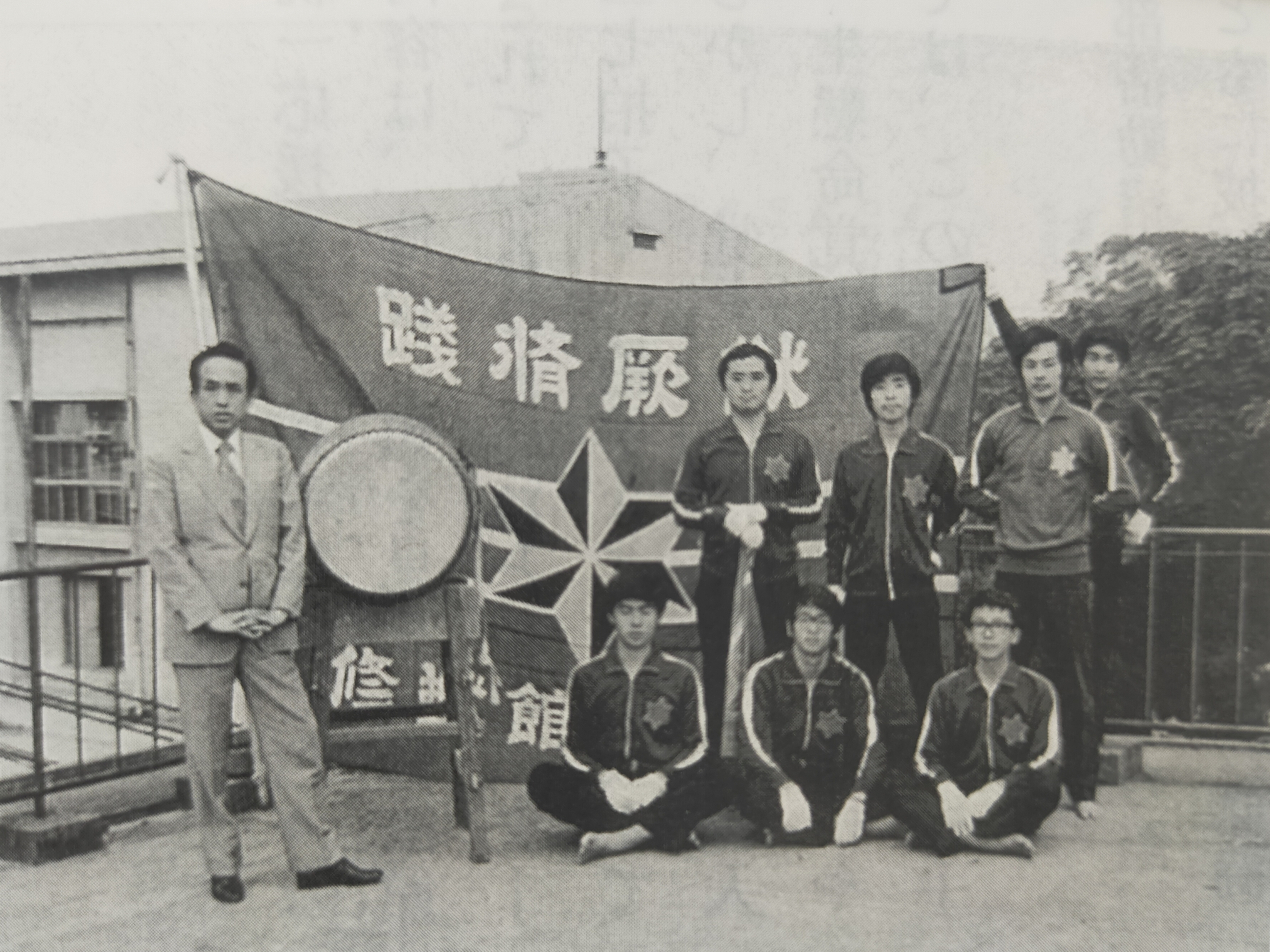
昭和50年頃の応援団

修猷館応援団は1958年（昭和33年）、執行部内に応援局として発足した。この時から、それまで上級生が主導してきた館歌や応援歌の歌唱指導を応援団が行うようになった。発足後は、旧制高等学校や大学などの様々な応援スタイルを取り入れ、独自のスタイルを整えていった。代表的なものに全校生徒が参加する「エール」などがある。

### 修猷と福高
福岡県立福岡高等学校とは、その前身である旧制福岡中学が1917年に修猷館の寄宿舎の一部を借りて開校したことや、1927年の火災で福岡中学校舎が全焼した際に全校で復興支援を行ったこともあり特別に関係が深い。
また、武士の町・福岡の代表としての修猷館高校と、対する商人の町・博多の代表としての福岡高校という良きライバル関係を互いに受け継いでいる。ラグビー部では毎年天皇誕生日に福高定期戦を行っているほか、バスケットボール部、バレーボール部、剣道部も福岡高校と、現役選手およびOBを交えた定期戦を行っている。
さらに、東京修猷会の周年行事やラグビー部・野球部などの長い伝統を持つ部の周年行事には良きライバル校として福岡高校の関係者も招待することが慣行となっている。2024年には、福岡高校ラグビー部創部100周年記念試合として、両校の試合がJAPAN BASEで行われた。
また、両校は福岡市にある公立高校の中でも特に入試難易度の高い高校として知られており、福岡県立筑紫丘高等学校とともに御三家と称されている。

### 百道原
1900年（明治33年）に修猷館は大名町堀端（現・福岡市中央区赤坂一丁目）から西新町へと移転した。西新移転後の修猷館の敷地は海に近く、学校から少し歩けば百道の浜に行くことができた。百道の浜は海水浴場として1965年（昭和40年）頃まで福岡市民の憩いの場となっており、修猷館の体育の授業も百道の浜で行われていたが、高度経済成長による水質汚濁により遊泳禁止となった。1982年（昭和57年）に埋め立て工事が始まり百道原の風景は大きく変わったが、現在でも百道浜では運動部の練習や大運動会のエール練習などが行われている。また、館歌の2番は「常盤の松の百道原」で始まり、当時の百道原の様子をうかがい知ることができる。

## 沿革

### 藩校時代

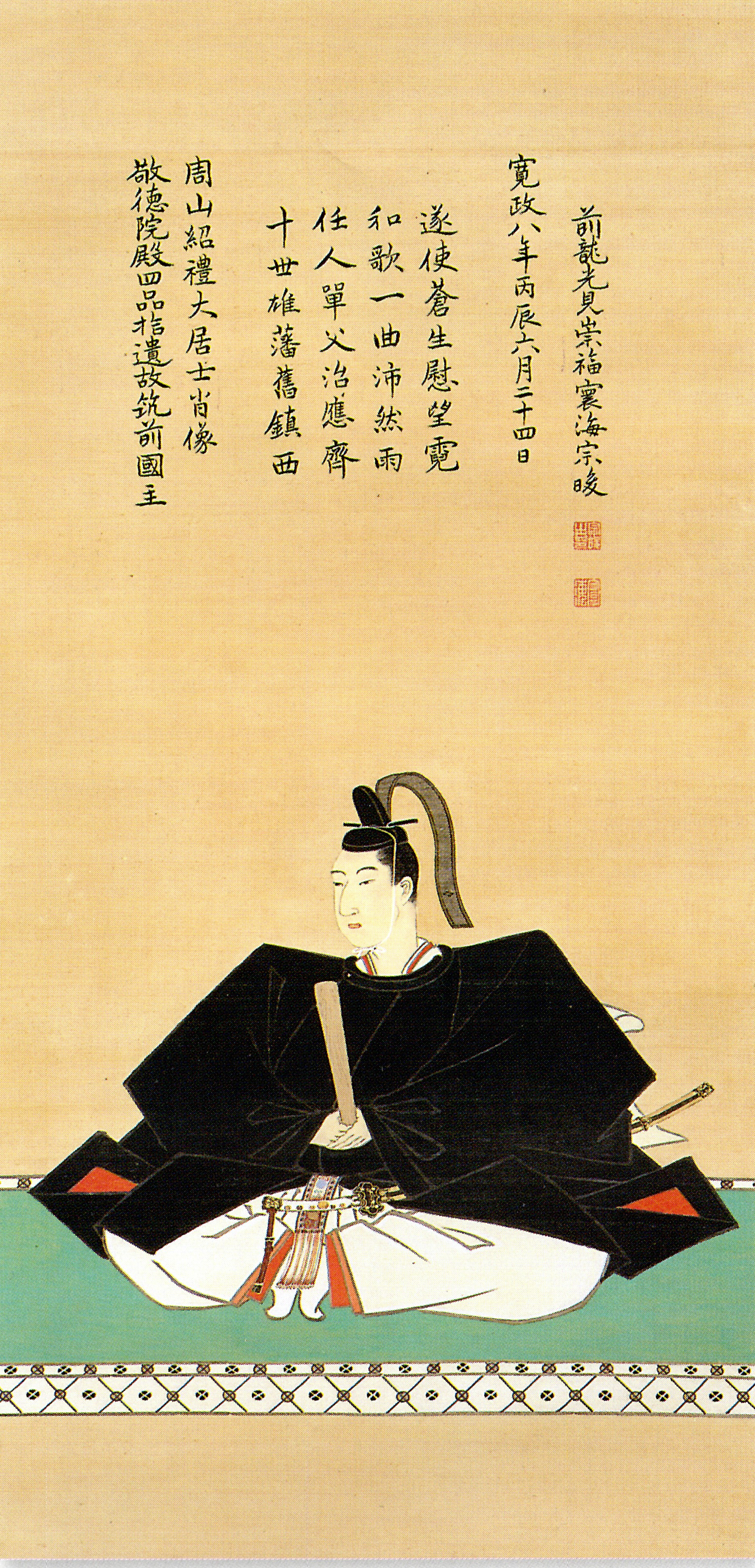
創建を命じた黒田斉隆

- 1783年（天明3年）6月24日 - 福岡藩第9代藩主黒田斉隆（江戸幕府第11代将軍徳川家斉の実弟）が、宰臣黒田美作一庸(隆庸)、浦上数馬正昭、大音伊織厚通等と議し[30]、藩儒竹田定良、儒医亀井南冥に藩校創建を命じる。
- 1784年（天明4年）
  - 2月1日 - 福岡藩の藩校として甘棠館（西学問稽古所）が開館。初代総受持は亀井南冥。
  - 2月6日 - 同じく福岡藩の藩校として修猷館（東学問稽古所）が開館。初代総受持は竹田定良。
  - 2月23日 - 志賀島で金印が発見。福岡藩は亀井南冥・竹田定良両名に金印の考証を命じた。その後、南冥は『金印弁』、定良は『金印議』を提出。
- 1786年（天明6年）4月 - 清の進士趙佑が「脩猷館」の扁額を書く。学問所中ノ間に掲げられる。（現在は正面玄関に掲げられている。）
- 1798年（寛政10年）
  - 1月29日 - 唐人町より発した大火により甘棠館焼失。
  - 6月 - 甘棠館の教師を罷免。生徒は皆修猷館に編入し以後福岡藩の藩校は修猷館のみとなる。
  - 6月23日 - 初代総受持竹田定良死去。
  - 7月 - 敷地内に武術稽古所を設置。

### 断絶期

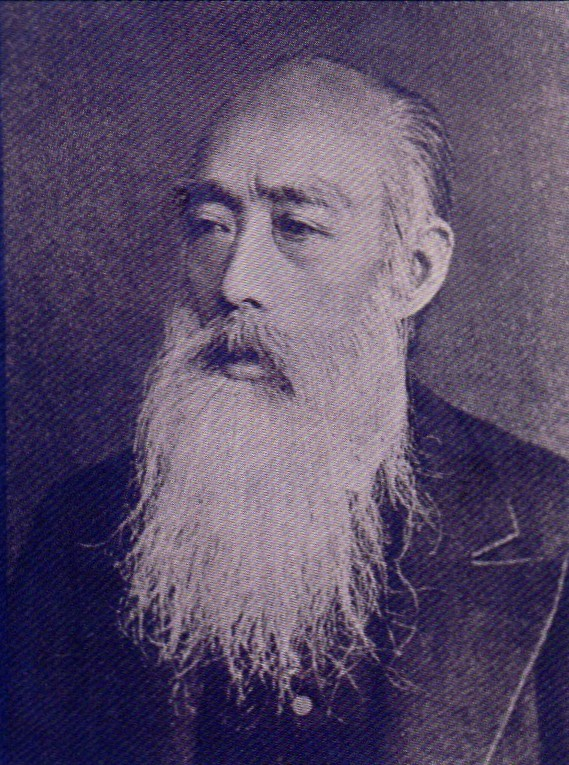
黒田長溥

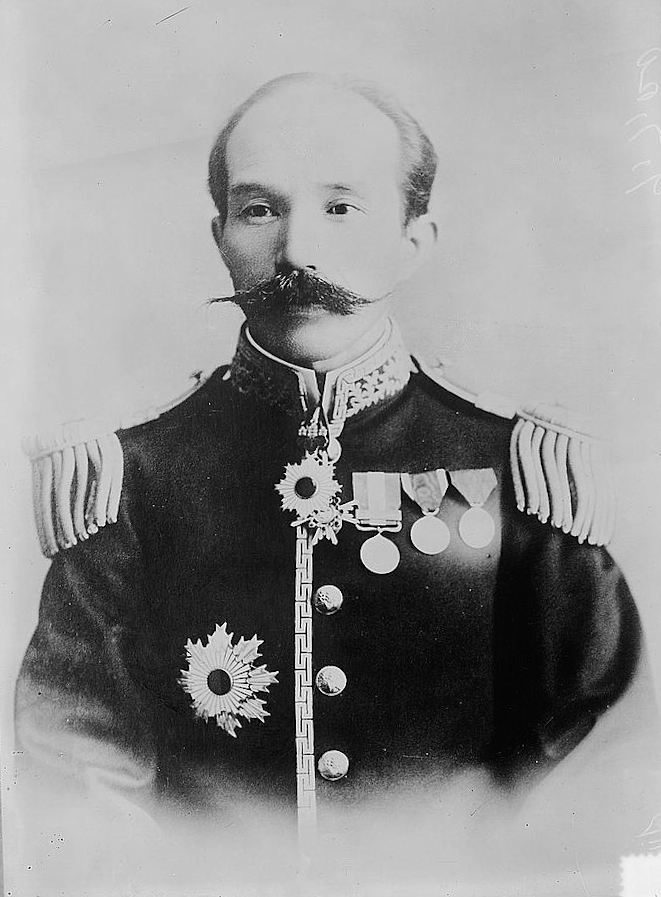
金子堅太郎

- 1871年（明治4年）10月25日 - 廃藩置県により、福岡県が成立。全ての藩校は廃止された。
- 1874年（明治7年） - 福岡県は藩校跡地に診療所を設置。これが九州大学の起源となる。
- 1879年（明治12年）1月5日 - 向陽社（後の玄洋社）により向陽義塾設立。校長は吉田鞆二郎。
- 1881年（明治14年）1月7日 - 向陽義塾閉塾。向陽義塾を引き継ぎ、旧福岡藩主黒田家により藤雲館設立[31]。館長は吉田鞆二郎。
- 1885年（明治18年）1月 - 侯爵黒田長溥や金子堅太郎、旧福岡藩士らの尽力により、廃止から14年ぶりに修猷館を再興することが決定[32][33][34]。

### 再興
- 1885年（明治18年）

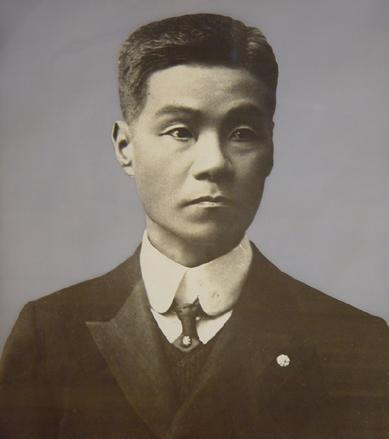
初代館長 隈本有尚

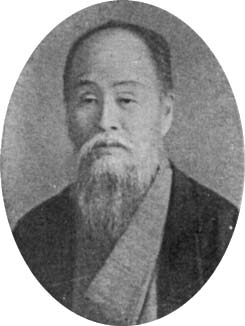
2代館長尾崎臻

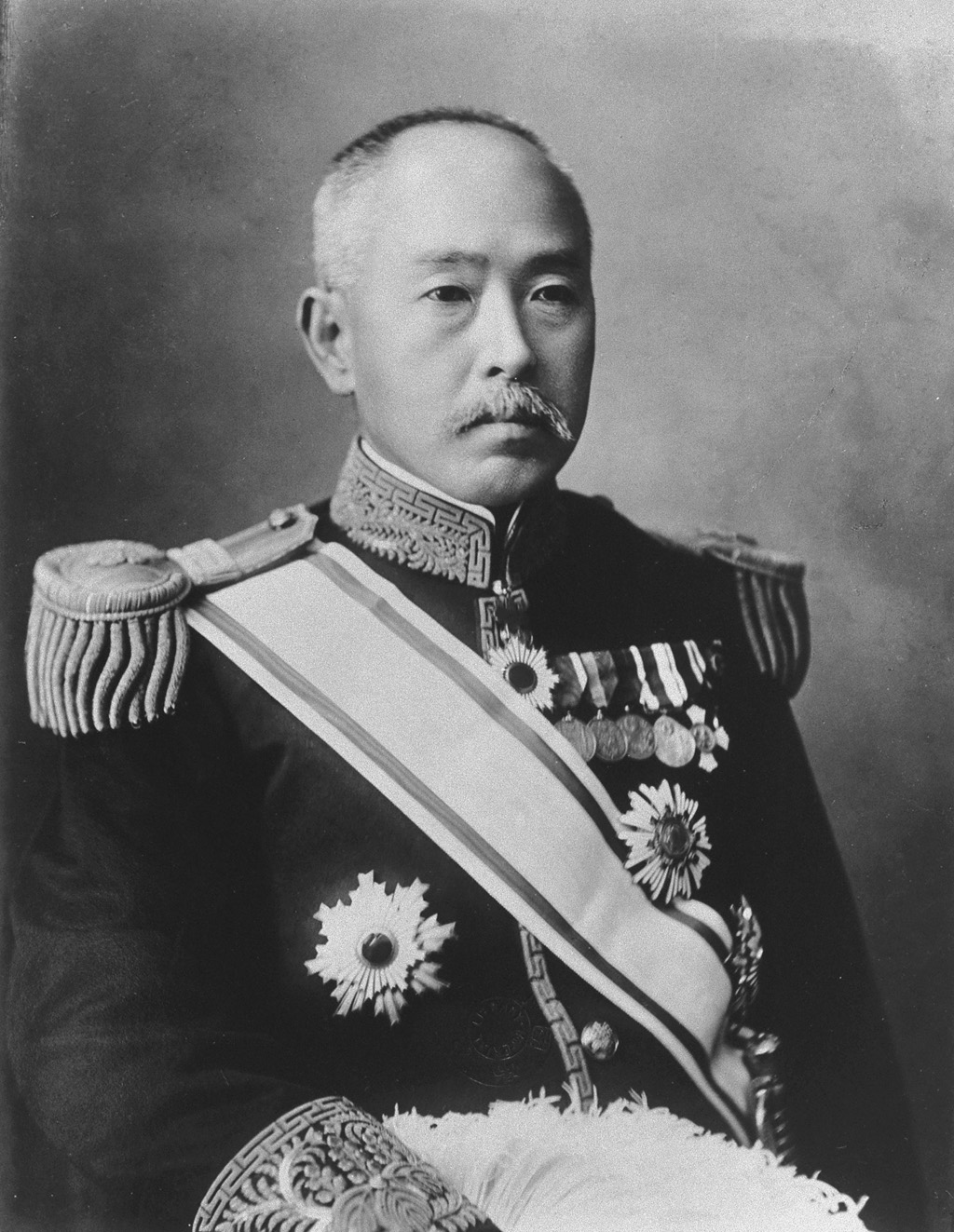
3代館長 黒田長成

  - 5月30日 - 福岡県令より、福岡県立英語専修修猷館 の設置が告示される。（同日を創立記念日としている。）
  - 9月10日 - 福岡県立英語専修修猷館を開館し、開館式を行う。初代館長は隈本有尚。黒田家の寄付により藤雲館の校舎・什器一切を引き継ぐ。
- 1887年（明治20年）
  - 3月26日 - 原因不明の出火により全焼。一時的に旧警固小学校に移転。
  - 4月 - 旧警固小学校にて授業開始。
  - 6月 - 文部省規定による普通学科を加える。
- 1888年（明治21年）7月 - 第1回卒業式（卒業生4名）。
- 1889年（明治22年）
  - 3月13日 - 福岡県立尋常中学修猷館と改称。
  - 3月15日 - 隈本有尚館長、金子堅太郎、栗野慎一郎らの尽力により旧藩校跡地である大名町堀端（現・福岡市中央区赤坂一丁目）に再建・移転。
- 1891年（明治24年）
  - 3月24日 - 投石事件が起こる。
  - 11月 - 尾崎臻館長、依願退職。その後7か月間、館長空席となる。
- 1892年（明治25年）8月 - 金子堅太郎の勧誘により、教職員と卒業生の会である「修猷館館友会」創設。同会会報が同窓会誌の起源となる。
- 1894年（明治27年）12月 - 六光星の徽章を制定。
- 1895年（明治28年） - 柔道部、剣道部、陸上部、野球部が創設。
- 1896年（明治29年）5月 - 西新の現校地を購入。（20,867坪、12,393円17銭8厘）
- 1899年（明治32年）4月1日 - 中学校令改正に伴い、新年度より福岡県中学修猷館と改称。
- 1900年（明治33年）7月17日 - 大名町から西新町（現校地）へ移転。
- 1901年（明治34年）5月4日 - 福岡県立中学修猷館と改称。
- 1902年（明治35年）1月21日 - 西新校地内に寄宿舎西寮竣工。
- 1914年（大正3年）5月12日 - 職員生徒から寄贈図書を募り、264冊をもって図書館創設。
- 1915年（大正4年）5月30日 - 卒業生より、菁莪堂献堂。
- 1917年（大正6年）4月1日 - 寄宿舎の一部を仮校舎として福岡県立福岡中学校（現・福岡県立福岡高等学校）が開校。
- 1923年（大正12年）3月5日 - 館歌制定 。
- 1925年（大正14年）4月1日 - 福岡県中学修猷館と改称。この年にラグビー部創設。
- 1926年（大正15年）菁莪堂建設。
- 1927年（昭和2年）
  - 3月 - 寄宿舎廃止。
  - 6月22日 - 福岡中学校舎火災に伴い修猷館の一部を仮校舎として貸与。
- 1934年（昭和9年）9月17日 - 館旗制定式挙行。
- 1945年（昭和20年）6月19日 - 福岡大空襲により大きな被害を受ける。

### 戦後
- 1946年（昭和21年）11月3日 - 修猷館同窓会発足。
- 1947年（昭和22年）
  - 6月 - 修猷新聞創刊。
  - 10月 - 修猷文化展開催。（第1回文化祭）
- 1948年（昭和23年）
  - 4月1日 - 学制改革に伴い、新年度より福岡県立高等学校修猷館と改称。
  - 4月20日 - 新年度より男女共学となり、初めての男女共同入学式を実施。
- 1949年（昭和24年）8月31日 - 福岡県立修猷館高等学校と改称。
- 1965年（昭和40年）1月30日 - 安川第五郎東京オリンピック成功祝賀会挙行。五輪旗寄贈。
- 1970年（昭和45年）2月 - 1・2学年、第1回十里踏破遠足。
- 1976年（昭和51年）3月23日 - 修猷資料館落成式挙行。
- 1979年（昭和54年）
  - 3月 - 校舎正面の六光星落下。
  - 6月 - 六光星修復。
- 1982年（昭和57年）1月 - 修猷館200年記念事業委員会発足。
- 1985年（昭和60年） - 修猷館200年記念事業開始。同年3月26日、菁莪記念館竣工。
- 1994年（平成6年） - 高校入試に推薦制度導入。
- 1995年（平成7年）8月 - 第1回海外研修旅行（ニューヨーク・ワシントンD.C.）。
- 1998年（平成10年）3月 - 新校舎建設事業開始。卒業式を待ち、まず最初に講堂が解体される。
- 2000年（平成12年） - 第1期工事（教室棟）完了。
- 2002年（平成14年）
  - 4月 - 文部科学省よりスーパーサイエンスハイスクール（第1期）の指定を受ける。（2006年度をもって終了。）
  - 第2期工事（管理棟）完了。校舎建て替えや福岡県立博多青松高等学校の開校により定時制課程を閉課。
- 2003年（平成15年） - 第3期工事（体育館）完了。
- 2005年（平成17年） - 第4期工事（プール棟・弓道場・艇庫）完了。
- 2008年（平成20年） - 第5期工事（講堂・正門）完了。これにより10年にわたる新校舎建設事業が全て完了する。
- 2013年（平成25年）3月18日 - 東門が福岡市登録文化財に登録される。
- 2019年（平成31年/令和元年）
  - 3月 - 耐震基準に適合していなかった敷地西側のレンガ塀・東側のブロック塀が取り壊され、新たに鉄筋コンクリート造の塀が完成。
  - 4月 - 男女混合名簿を採用。菁莪記念館の大規模改修工事が完了。講堂正面の壁面に新たに六光星の徽章を設置。
  - 9月10日 - グラウンドの全面人工芝化工事に着手。西半分を占める野球場が閉鎖。
  - 9月30日 - レンガ造だった南門の鉄筋コンクリート造への置き換え工事が完了。
- 2020年（令和2年）8月 - グラウンドの全面人工芝化が完了。
- 2023年（令和5年）1月 - 2学年、第1回アジア研修（台湾）。

## 歴代館長
藩校時代は「総受持（そううけもち）」、再興後は「館長」が正しい呼称である。

### 藩校時代
| 代 | 歴代総受持 | 号   | 就任年月日                       | 備考                                                                    |
| -- | ---------- | ---- | -------------------------------- | ----------------------------------------------------------------------- |
| 1  | 竹田定良   | 梅廬 | 1783年7月23日 （天明3年6月24日） | 福岡藩藩儒竹田家第4代当主。                                             |
| 2  | 竹田定矩   | 復斎 | 1796年5月20日 （寛政8年4月14日） | 福岡藩藩儒竹田家第5代当主。 若槻幾斎門下。                              |
| 3  | 竹田定夫   | 梧亭 | 1807年 （文化4年）               | 福岡藩藩儒竹田家第6代当主。 若槻幾斎門下。                              |
| 4  | 竹田定簡   | 蕭韵 | 1840年8月27日 （天保11年8月1日） | 福岡藩藩儒竹田家第8代当主。                                             |
| 5  | 竹田定猗   | 謙窓 | 1867年 （慶應3年）               | 福岡藩藩儒竹田家第9代当主。 安積艮斎門下。 福岡県立尋常中学修猷館教導。 |

### 再興〜現在

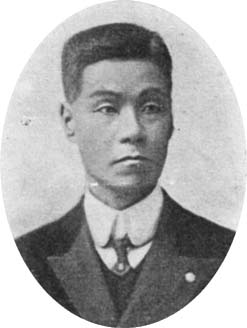
初代・4代館長隈本有尚

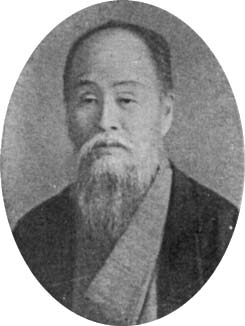
2代館長尾崎臻

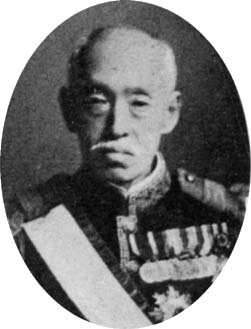
3代館長黒田長成

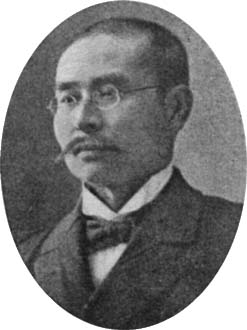
5代館長小寺甲子二

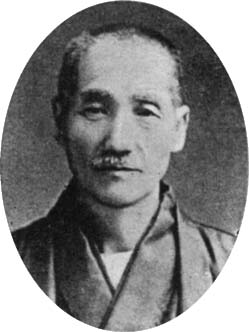
6代館長西村謙三

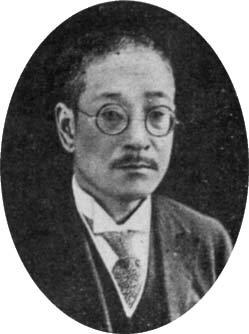
7代館長柴崎鉄吉

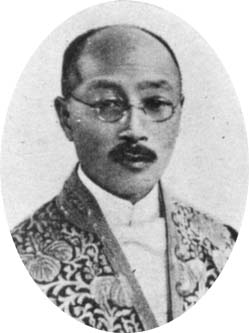
8代館長小松倍一

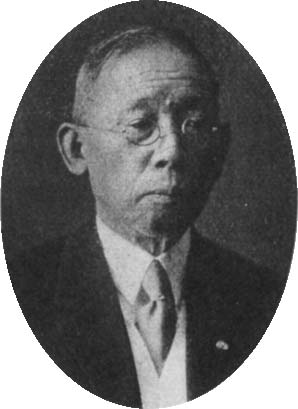
9代館長 白坂栄彦

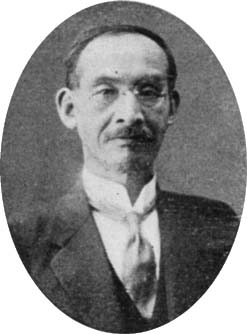
10代館長古賀毅

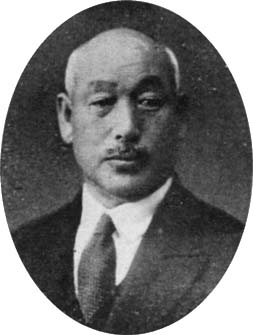
11代館長隈部以忠

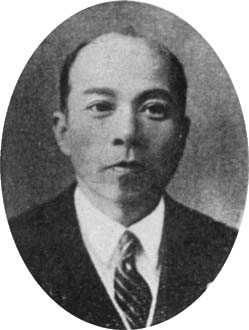
12代館長大内覚之助

| 代 | 歴代館長   | 就任年月日                | 備考 |
| -- | ---------- | ------------------------- | --- |
| 1  | 隈本有尚   | 1885年（明治18年）7月15日 | 前：東京大学予備門教諭（夏目漱石、正岡子規の師）、東京大学理学部准助教授 後：旧制山口高等学校教頭 |
| 2  | 尾崎臻     | 1889年（明治22年）6月27日 | 藩校修猷館副訓導、光雲神社宮司、玄洋社社員 |
| 3  | 黒田長成   | 1892年（明治25年）7月15日 | 黒田家第17代当主、福岡藩最後の藩主黒田長知の長男、貴族院副議長・議員、枢密顧問官、議定官、侯爵 |
| 4  | 隈本有尚   | 1894年（明治27年）8月7日  | 再任 後：長崎高等商業学校（現・長崎大学経済学部）初代校長、朝鮮総督府中学校（現・ソウル高等学校）初代校長 |
| 5  | 小寺甲子二 | 1901年（明治34年）8月10日 | 前：札幌農学校（現・北海道大学）助教授 後：福岡県立東筑中学校（現・福岡県立東筑高等学校）校長、長野県立長野中学校（現・長野県長野高等学校）校長、朝鮮総督府中学校（現・ソウル高等学校）初代教頭                                                                |
| 6  | 西村謙三   | 1905年（明治38年）9月14日 | 前：福井県武生中学校（現・福井県立武生高等学校）初代校長、滋賀県立第一中学校（現・滋賀県立彦根東高等学校）校長 後：長崎県立長崎中学校（現・長崎県立長崎西高等学校）校長、成美高等女学校校長、佐賀徴古館初代館長                                                |
| 7  | 柴崎鉄吉   | 1911年（明治44年）9月6日  | 前：岐阜県大垣中学校（現・岐阜県立大垣北高等学校）校長、山形県中学校（現・山形県立山形東高等学校）校長、京都府師範学校（現・京都教育大学）校長、大阪府立天王寺中学校（現・大阪府立天王寺高等学校）校長 後：朝鮮総督府京城中学校（現・ソウル高等学校）第2代校長 |
| 8  | 小松倍一   | 1913年（大正2年）3月26日  | 前：静岡県立掛川中学校（現・静岡県立掛川西高等学校）校長 後：旧制松江高等学校初代校長、第六高等学校校長、第四高等学校校長 |
| 9  | 白坂栄彦   | 1913年（大正2年）12月13日 | 前：私立岡山実科女学校（現・就実学園）発起人（岡山県視学官）・初代校長 後：福岡県教育会長、帝国教育会理事 |
| 10 | 古賀毅     | 1930年（昭和5年）11月11日 | 前：鹿児島県立第二鹿児島中学校（現・鹿児島県立甲南高等学校）校長、埼玉県立熊谷中学校（現・埼玉県立熊谷高等学校）校長 後：福岡県女子専門学校（現・福岡女子大学）校長                                                                                            |
| 11 | 隈部以忠   | 1937年（昭和12年）8月16日 | 前：山梨県立甲府中学校（現・山梨県立甲府第一高等学校）校長 後：京都府立京都第一中学校（現・京都府立洛北高等学校・附属中学校）校長、甲南中学校・高等学校校長（新制初代）                                                                                        |
| 12 | 大内覚之助 | 1941年（昭和16年）5月31日 | 前：旧制福岡高等学校教授 後：久留米大学附設中学校・高等学校校長、熊本女子大学（現・熊本県立大学）文家政学部長・名誉教授 |
| 13 | 井上孝太郎 | 1949年（昭和24年）4月1日  | 前：福岡県立高等学校伝習館（現・福岡県立伝習館高等学校）校長 後：常盤高等学校校長、純真女子高等学校（現・純真高等学校）校長、純真女子短期大学（現・純真短期大学）学長、福岡県教育委員長                                                                        |
| 14 | 山田茂     | 1958年（昭和33年）4月1日  | 前：福岡県立明善高等学校校長 |
| 15 | 重藤市之丞 | 1961年（昭和36年）5月1日  | 前：福岡県立鞍手高等学校校長 後：東海大学第五高等学校校長 |
| 16 | 石橋茂     | 1968年（昭和43年）4月1日  | 前：福岡県教育委員会教育次長 |
| 17 | 樗木昇一   | 1971年（昭和46年）4月1日  | 前：福岡県立城南高等学校校長 |
| 18 | 佐村和春   | 1975年（昭和50年）4月3日  | 前：福岡県立豊津高等学校（現・福岡県立育徳館中学校・高等学校）校長、福岡県立糸島高等学校校長 |
| 19 | 湊博文     | 1978年（昭和53年）4月1日  | 前：福岡県立小倉西高等学校校長 |
| 20 | 原岡鐵二   | 1982年（昭和57年）4月1日  | 前：福岡県立小倉南高等学校校長 後：福岡雙葉中学校・高等学校校長、東和大学附属東和高等学校・東和大学附属中学校校長 |
| 21 | 亀谷陽三   | 1989年（平成元年）4月1日  | |
| 22 | 吉田秀男   | 1990年（平成2年）4月1日   | 前：福岡県立玄界高等学校校長 |
| 23 | 船津正明   | 1993年（平成5年）4月1日   | 修猷館高校出身館長 前：福岡県立糸島高等学校教諭 |
| 24 | 前川昭治   | 1999年（平成11年）4月1日  | 前：福岡県立門司高等学校（現・福岡県立門司学園中学校・高等学校）校長、福岡県立東筑高等学校校長 |
| 25 | 末永照元   | 2002年（平成14年）4月1日  | |
| 26 | 古田智信   | 2004年（平成16年）4月1日  | 前：福岡県立東筑高等学校校長 後：久留米大学附設中学校・高等学校校長 |
| 27 | 中嶋利昭   | 2006年（平成18年）4月1日  | |
| 28 | 亀岡靖     | 2010年（平成22年）4月1日  | 前：福岡県立城南高等学校校長 |
| 29 | 中嶋利昭   | 2011年（平成23年）4月1日  | 再任 後：筑紫女学園中学校・高等学校校長 |
| 30 | 奥山訓近   | 2012年（平成24年）4月1日  | 前：福岡県立博多青松高等学校校長、福岡県立春日高等学校校長 |
| 31 | 江口善雄   | 2015年（平成27年）4月1日  | 前：福岡県立春日高等学校校長 |
| 32 | 高島孝一   | 2018年（平成30年）4月1日  | 前：福岡県立遠賀高等学校校長、福岡県立春日高等学校校長 |
| 33 | 岡本圭吾   | 2021年（令和3年）4月1日   | 修猷館高校出身館長 前：福岡県立特別支援学校北九州高等学園校長 |
| 34 | 中神智文   | 2023年（令和5年）4月1日   | 前：福岡県立朝倉高等学校教諭、福岡県立武蔵台高等学校校長 |
| 35 | 野本準二   | 2025年（令和7年）4月1日   | 現任 前：福岡県立三池高等学校校長、福岡県立修猷館高等学校教頭 |

## 200年記念事業
修猷館200年記念事業は、1981年（昭和56年）2月の幹事会で図書館の改築・菁莪記念館の建設が了承され、具体化への一歩を踏み出した 。その後、記念事業委員会結成大会を経て、学校・同窓会・父母教師会・修猷協会が一体となって進められた。そして、藩校設立から創立200年を経た1985年（昭和60年）に記念式典や音楽会をはじめとする様々な行事が催され、在校生や同窓生の多くが出席した。200年の歴史をまとめた『修猷館二百年史』も刊行。記念式典の様子は新聞に掲載され、西日本新聞、朝日新聞、読売新聞では、連載記事が組まれた。

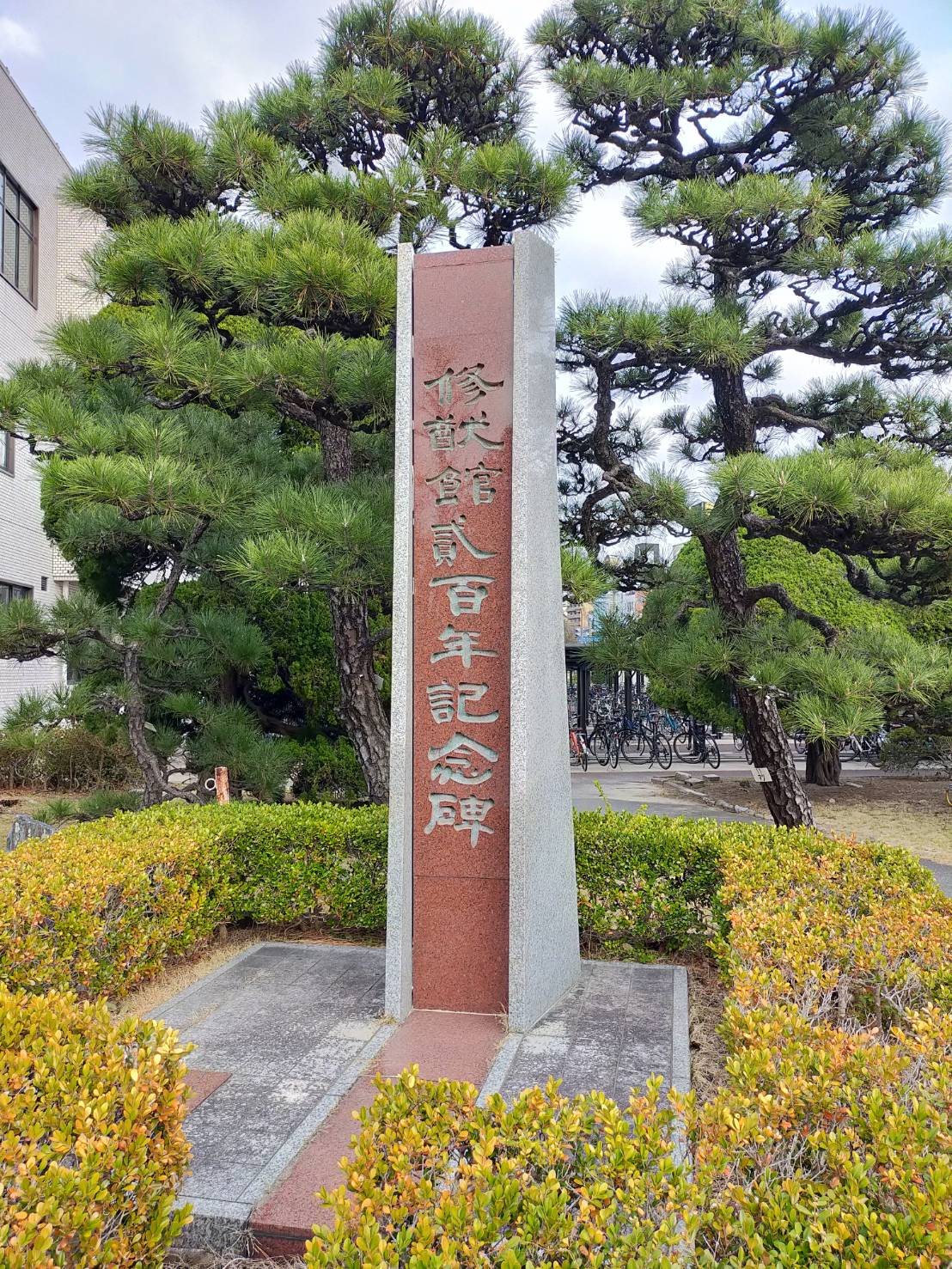
修猷館貳百年記念碑

### 日程
- 3月26日 - 菁莪記念館竣工。落成式挙行。
- 5月29日
  - 13:00～13:30 - 前庭にて記念碑除幕式挙行。修猷館貳百年記念碑が除幕される。
  - 14:00～15:00 - 菁莪記念館にて慰霊祭挙行。
- 5月30日
  - 09:00～11:00 - 講堂にて記念式典挙行。箏曲演奏や記念講話が行われる。
  - 11:10～11:20 - 前庭にて記念植樹が行われる。
  - 11:30～13:00 - 第一体育館にて祝賀会挙行。
  - 13:00～17:30 - 福岡サンパレスにて音楽会挙行。
  - 18:00～ - 福岡国際センターにて大同窓会挙行。
- 5月30日～6月3日 - 岩田屋7階特設会場にて展覧会が催される。
- 5月～7月 - 野球部や剣道部などで招待試合が行われる。

### 菁莪記念館

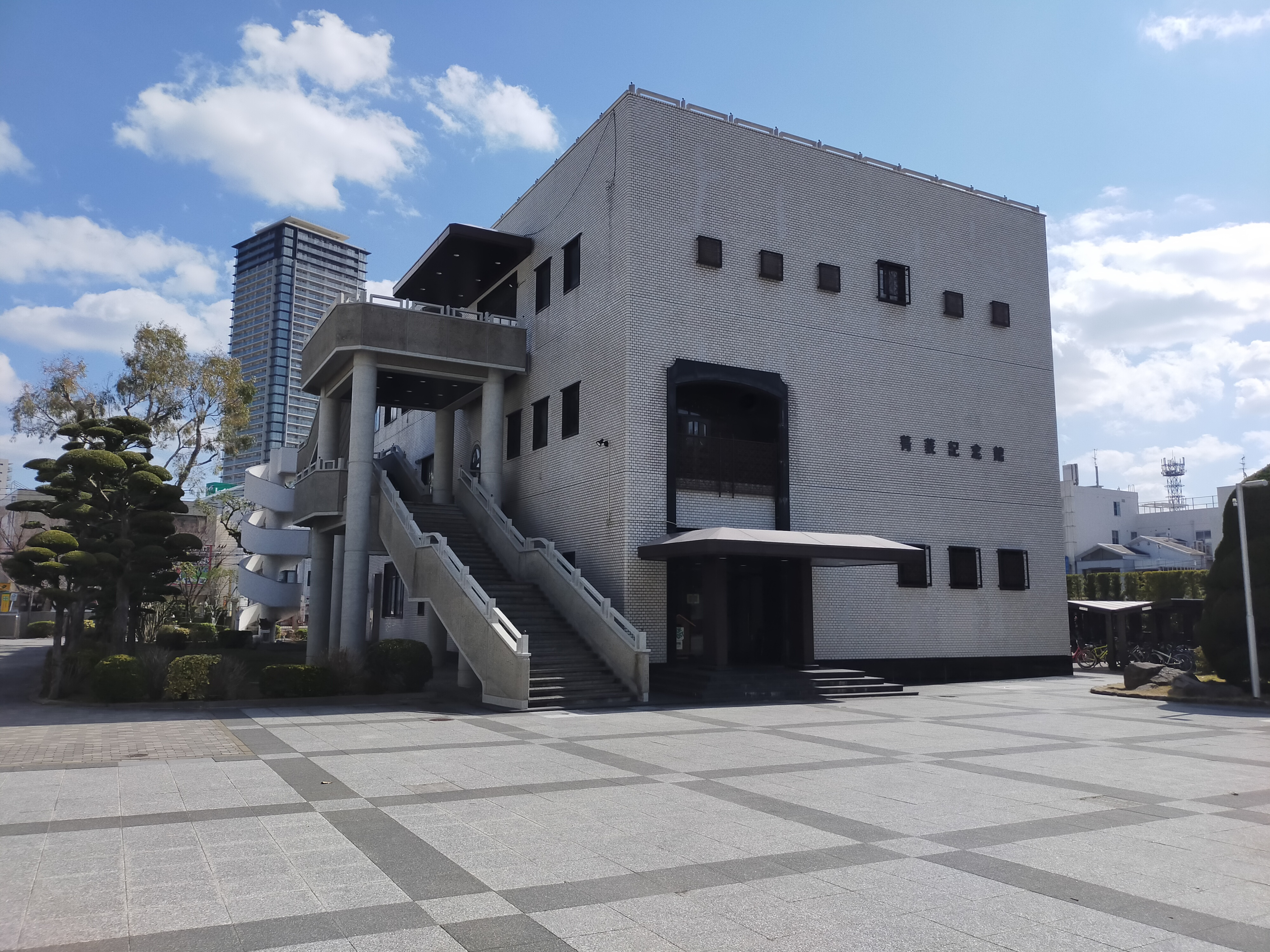
菁莪記念館

200年記念事業の大きな目玉として、菁莪記念館が建設された。1984年（昭和59年）8月に着工、翌年3月に竣工した。老朽化した菁莪堂は、県費1億3千万円と同窓会募金1億9千万円の総工費3億2千万円を投じて、鉄筋コンクリート造三階建て、延べ1731.31平方メートルの菁莪記念館へと生まれ変わった。同年3月には安全祈願祭や落成式も執り行われた。

#### 図書館沿革
- 1914年（大正3年）5月12日 - 図書館創設。職員や生徒から寄贈図書を募り、264冊をもって閲覧に供した。
- 1926年（大正15年）12月4日 - 松原伍藤教諭の尽力により、四三文庫開館。
- 1955年（昭和30年）11月27日 - 創立70周年記念図書館開館。蔵書数約10,000冊。
- 1956年（昭和31年）3月10日 - 図書館報創刊。
- 1973年（昭和48年）10月4日 - 新装開館。開架式挙行。
- 1981年（昭和56年）2月17日 - 読書感想文集創刊。
- 1983年（昭和58年）2月4日 - 第28回青少年読書感想文全国コンクールにおいて、全国学校図書館協議会長賞受賞。
- 1985年（昭和60年）
  - 2月6日 - 第30回青少年読書感想文全国コンクールにおいて、全国学校図書館協議会長賞受賞。
  - 4月5日 - 創立200周年記念図書館開館。
- 1990年（平成2年）10月27日 - 生徒図書委員会発案により、菁莪祭（図書館祭）実施開始。
- 1993年（平成5年）
  - 4月6日 - 図書館利用のしおり「知性の海へ…」創刊。
  - 5月14日 - コンピュータCD-ROM書誌データソフト導入。検索サービス開始。
- 1998年（平成10年）11月16日 - デジタル検索コーナー設置。
- 2001年（平成13年）
  - 3月1日 - 読書感想文集21集発行。この年より「オロール　極光」に変更する。
  - 9月20日 - 朝の読書試行。
- 2002年（平成14年）4月15日 - 朝の読書開始。
- 2004年（平成16年）
  - 4月7日 - 学校図書館管理ソフト「探検隊」導入。図書情報の電算化開始。
  - 10月1日 - 福岡県立図書館との相互貸借開始。
- 2005年（平成17年）
  - 9月 - 検索用端末3台追加導入。
  - 10月 - 小論文コーナー設置。
- 2007年（平成19年）10月 - 授業関連図書コーナー設置。
- 2009年（平成21年）
  - 3月 - 福岡県立図書館との相互貸借終了。
  - 11月 - ブックポスト（返却箱）設置。
- 2013年（平成25年）9月 - 1年生全クラスに学級文庫設置。
- 2014年（平成26年）10月 - 古書燻蒸。
- 2023年（令和5年） 11月 - 修猷館メディアコーナー設置。

### 記念音楽会
音楽会「カンタータ・修猷讃歌―はるかなる時間の輝きのために―」は2度公演され、在校生全員が参加し、一般公開もされた。九州交響楽団と合唱団により演奏され、指揮は1948年（昭和23年）卒の荒谷俊治が務めた。そのほかにも多くの卒業生が公演に参加した。また、創立200周年を祝して新たな歌も作られた。「修猷館200年讃歌」は1951年（昭和26年）卒の来嶋靖生が作詞、荒谷俊治が作曲し、新応援歌「燃えよ修猷」は来嶋靖生が作詞、佐藤忠邦が作曲したものである。

## 修猷資料館

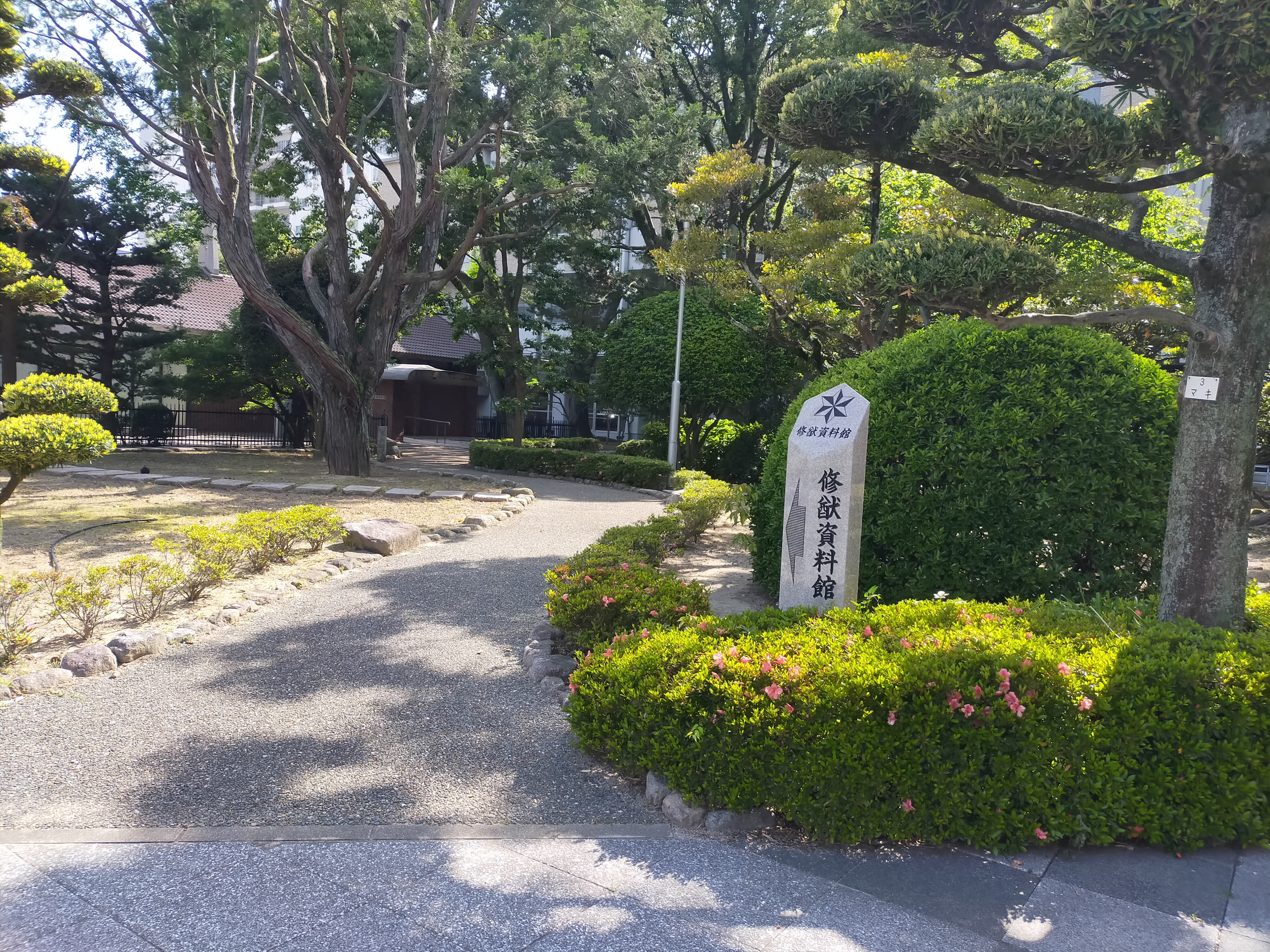
Shuyukan_High_School_Museum_(2)

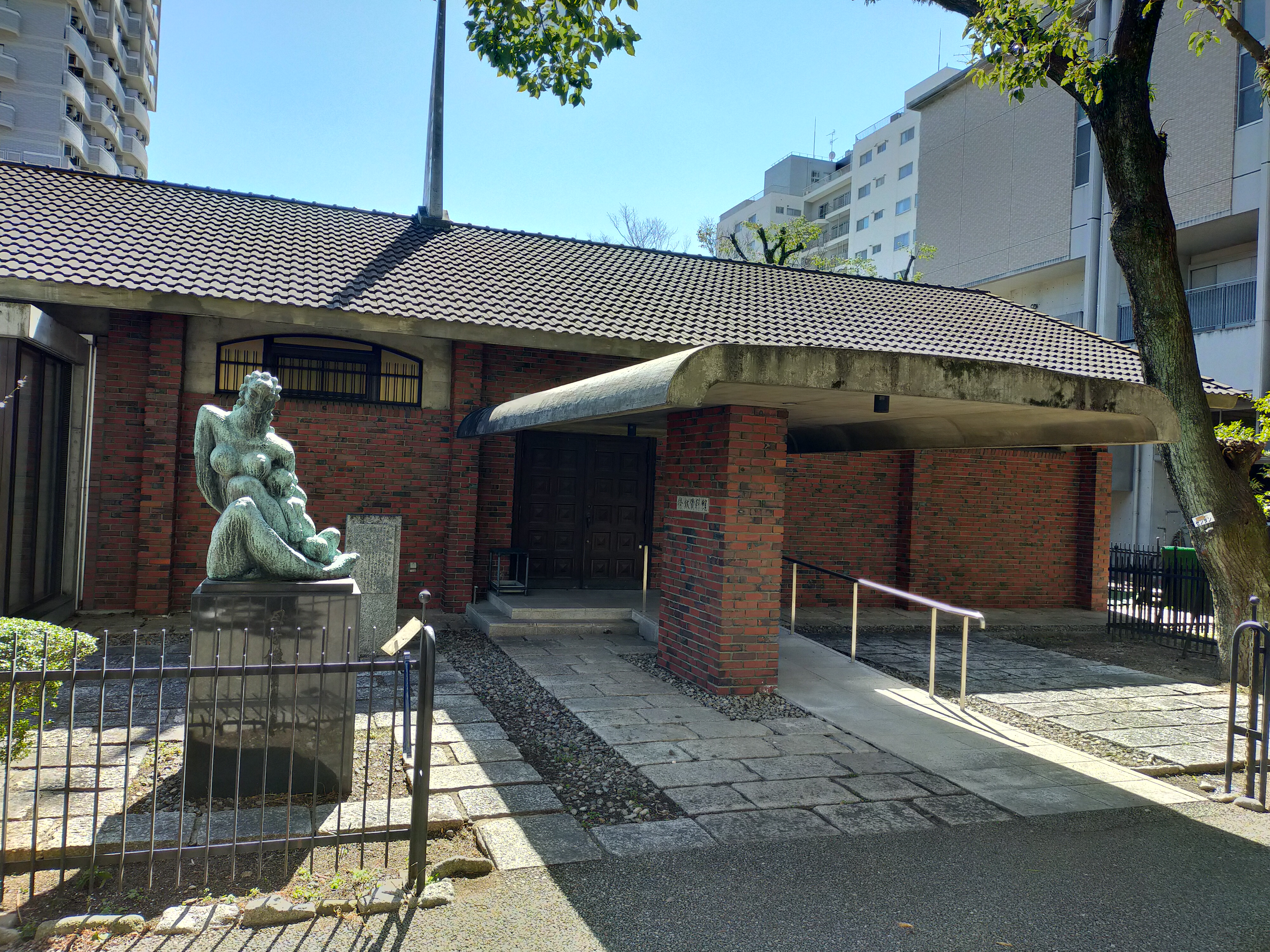
資料館入口

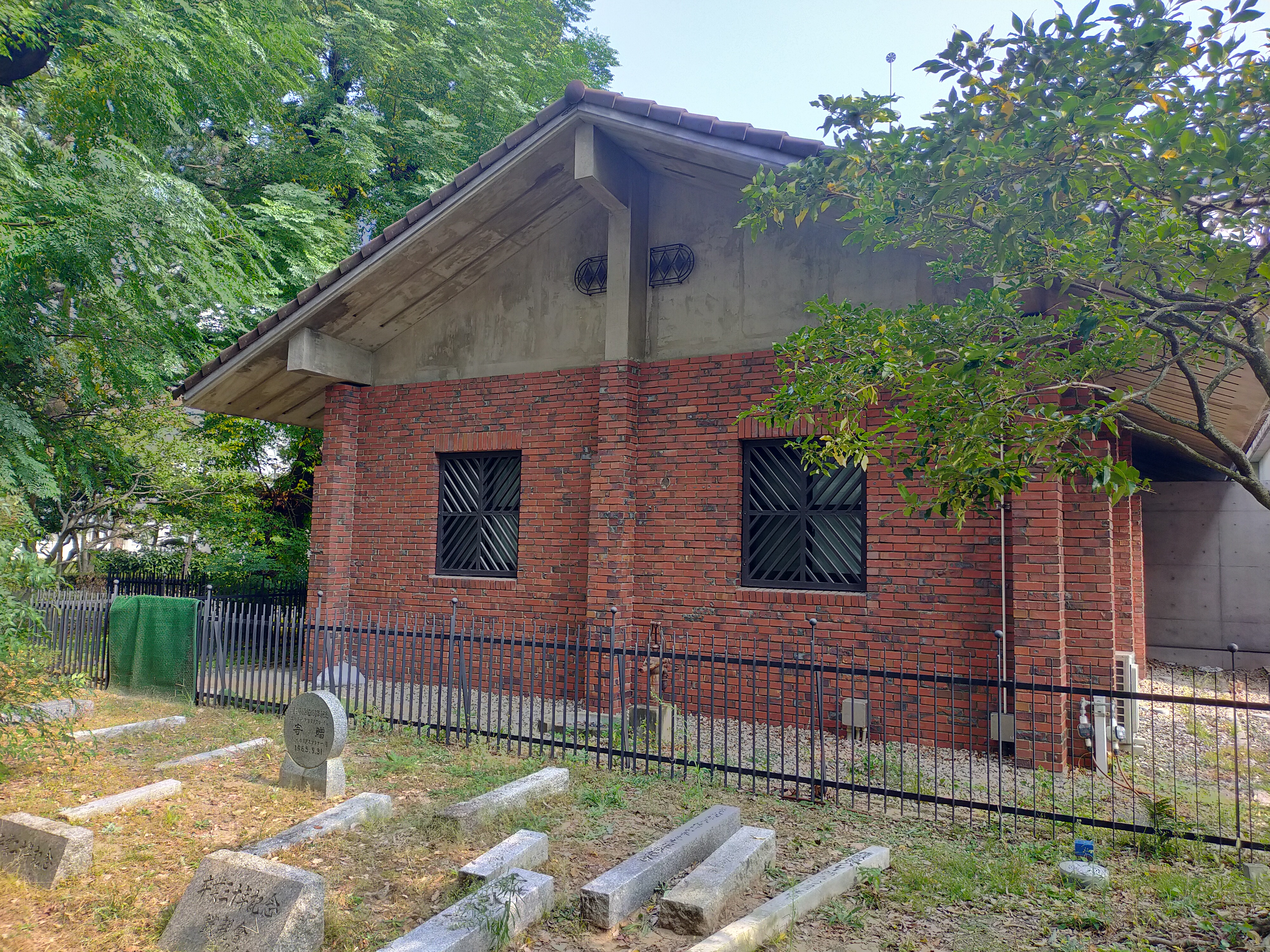
Shuyukan_High_School_Museum_(10)

### 概要
南門そばの雑木林の中に位置し、修猷館の長い歴史を物語る数多くの資料を収蔵している。当時の同窓会長江浦重成の寄贈により1976年（昭和51年）に竣工した。建物の工事は株式会社黒木工務店が請け負った。資料館内の防犯施設・陳列ケースなど、卒業記念品として寄贈されたものも多い。建物は壁式鉄筋コンクリート造平家建で、展示室、管理事務室、収納室からなり、延べ面積は149.5平方メートル。収納室は2階に分かれており、1階は書画、2階は書籍を保管している。展示室の壁面には書画、陳列ケースには記念品類を展示している。展示室は2つあり、第1展示室にはいずれも本校卒業生である、金子堅太郎、広田弘毅、緒方竹虎、田中耕太郎などの書・印、児島善三郎、中村研一、吉田博、和田三造などの絵画・書状などが展示されている。第1展示室を囲むように回廊状に設置された第2展示室では、藩校時代から現在までの修猷館の歴史をたどることができる。1784年（天明4年）の藩校開校の儀式の際に掲げられた孔子像、1885年（明治18年）に英語専修修猷館として再興される前後の諸史料、歴代の生徒手帳や制帽、東京オリンピックで国立競技場に翻った五輪旗など、各時代の様々な資料が展示されている。資料館の前庭には廃止された西鉄路面電車の敷石が配されている。現在の資料館は2016年にリニューアルされたものであり、以前の外観を保ちつつ、展示スペースが2倍となり、空調設備など収蔵品の保全環境も改善されたものとなった。このため、資料館が所蔵する多数の資料がより充実した形で展示されるようになり、一般公開日が設定され、現在では学校外の人も見学できるようになっている。なお、資料館の管理は図書課資料館・菁莪堂係が担当している。

### 沿革
『修猷資料館記』には、修猷資料館の由来について以下のように記してある。
- 1975年（昭和50年）10月 - 当時の同窓会長江浦重成の支援により着工。
- 1976年（昭和51年）3月23日 - 落成式挙行。
- 2016年（平成28年）
  - 修猷館創立230周年事業の一環として財団法人修猷協会の支援により増改築がなされる。
  - 3月12日 - リニューアル記念式典挙行。

### 収蔵品
資料館創立の趣旨と同窓生の呼びかけにより、収蔵品は増加の一途をたどっている。

#### 孔子像

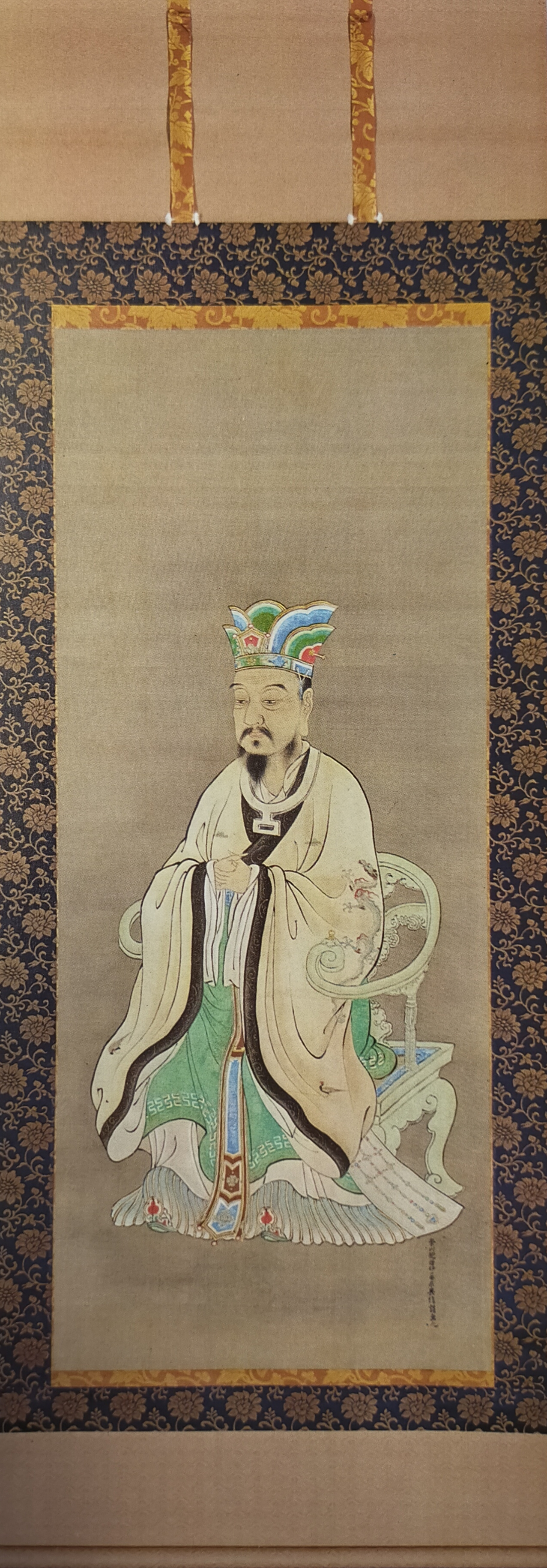
孔子像

狩野典信によって描かれ、開校にあたり時の家老大音伊織が藩へ差し出したものである。1784年（天明4年）2月6日に行われた藩校修猷館開校の儀式の際に、初代総受持竹田定良は講堂正面に掲げられた像に礼拝して孔子に告文を捧げた。その後、毎年1月8日の開講式で講堂に掲げ、釈菜の礼を行った。現在でも毎年4月に行われる入学式の際に掲げられる。

#### 五輪旗
1964年東京オリンピックにおいて国立競技場にはためいていた五輪旗の実物である。これは、アベリー・ブランデージIOC会長から同校出身の組織委員会会長の安川第五郎に寄贈され、その後安川から母校である修猷館高校へと寄贈されたものである。安川は「若い人たちの奮起のために役立つなら」と寄贈を決め、1965年（昭和40年）1月に行われたオリンピック記念講演会に先立って贈呈された。毎年9月上旬に行われる大運動会の入場行進の際に、先頭に立つ運営委員会がこの五輪旗を掲げて進み、その由来が会場にアナウンスされてきたが、五輪旗の劣化が進んだため現在ではレプリカが使用されている。五輪旗は和田三造が描いた安川の肖像画とともに展示されている。

#### ワリヤークの鐘
1904年（明治37年）、日露戦争仁川沖海戦で日本海軍の瓜生戦隊に攻撃されて大破した際に自沈したヴァリャーグ防護巡洋艦の艦上で使用されていた鐘。戦後、日本海軍によって引き揚げられた際にこの鐘も引き揚げられ、博多の磯野鉄工場の手にわたっていたが、1908年（明治41年）1月21日、修猷館が寄宿舎「報国寮」開設6周年を記念して、当時の鉄工場主であった磯野七平から購入し、明治末から大正年間にかけて寄宿舎の号鐘として用いられた。創立200周年を記念して執り行われた音楽会「カンタータ・修猷讃歌―はるかなる時間の輝きのために―」では演奏の初めにワリヤークの鐘が鳴らされた。

#### 夏目漱石の報告書
1897年（明治30年）、当時第五高等学校の英語教授であった夏目漱石が、文部省の依頼を受けて中学修猷館の英語授業を参観した際の報告書。漱石は特に「訳解」の授業について、教師・生徒とも日本語を用いず訳読・会話・文法の授業を行っているとして高く評価した。以下は報告書の一部である。

#### 制帽
制帽が制定された当初のものから廃止された時のものまで時代順に1号から7号までの制帽が展示されている。なお、六光星の徽章が用いられたのは3号からである。
| 型  | 時期                | 備考                                               |
| --- | ------------------- | -------------------------------------------------- |
| 1号 | 明治18年 - 明治20年 | 徽章は黒田家藤巴にちなんだもの。                   |
| 2号 | 明治21年 - 明治27年 | フランス型。徽章は「修」の字の篆書体               |
| 3号 | 明治27年 - 明治31年 | ドイツ型。初めて徽章に六光星が用いられた。         |
| 4号 | 明治32年以降        | イギリス型。                                       |
| 5号 | 大正期 - 昭和18年頃 |                                                    |
| 6号 | 昭和16年頃          | 陸軍の戦闘帽を模したもの。国防色。                 |
| 7号 | 昭和21年 - 廃止     | 現在では制帽は廃止されているため、最後のデザイン。 |

#### 母子像

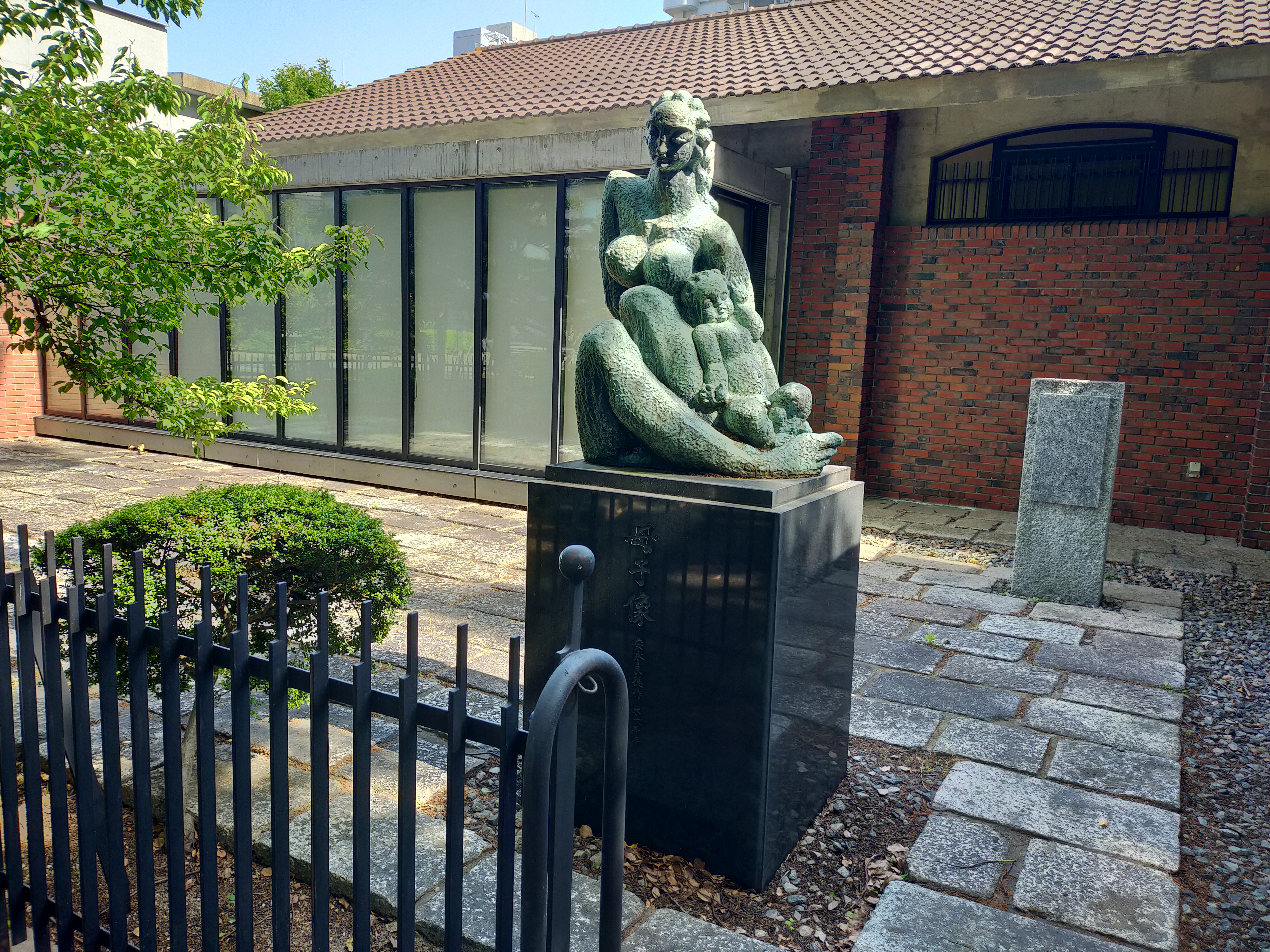
Shuyukan_High_School_Museum_(3)

安永良徳作のブロンズ像。高さ120センチメートル。資料館入口左側の庭に設置されている。修猷協会が鋳造したものであり、1950年（昭和25年）には卒業生から卒業30周年記念として台座が寄贈された。

## 逸話

### 修猷館と甘棠館
修猷館が上級武士を対象に幕藩体制を支える理論重視の朱子学を講じたのに対し、甘棠館は下級武士や町人らを対象に朱子学に批判的な実践重視の徂徠学を講じており、前者の系譜は東学、後者の系譜は西学と呼ばれた。
1790年（寛政2年）に江戸幕府老中松平定信が寛政の改革で行った寛政異学の禁による、朱子学以外の学問に対する厳しい圧迫が地方にも及び、藩の上層部は1792年（寛政4年）に亀井南冥を甘棠館総受持から罷免し、長男の亀井昭陽が家督を継いだ。
1798年（寛政10年）には甘棠館校舎が焼失し、遂には再興もならず閉校が決定された。西学は亀井昭陽が開いた私塾「亀井塾」としてその命脈を保ち、日田の広瀬淡窓や秋月の原古処、そして博多の興志塾を開いた高場乱などを輩出した。また、興志塾は後に玄洋社を興す頭山満、箱田六輔なども輩出している。

### 制禁
1784年（天明4年）の藩校創立時に、日常の戒めとして下記の制禁が定められた。

### 報国寮
1902年（明治35年）に通学に不便な生徒のために寄宿舎が設置され、1915年（大正4年）に「報国寮」と名付けられ、寮歌も作られた。最盛期には200人近い寮生が在籍したが、1922年（大正11年）に福岡県が県立高校の寄宿舎廃止を決定し、報国寮は閉舎された。

### モーカリ

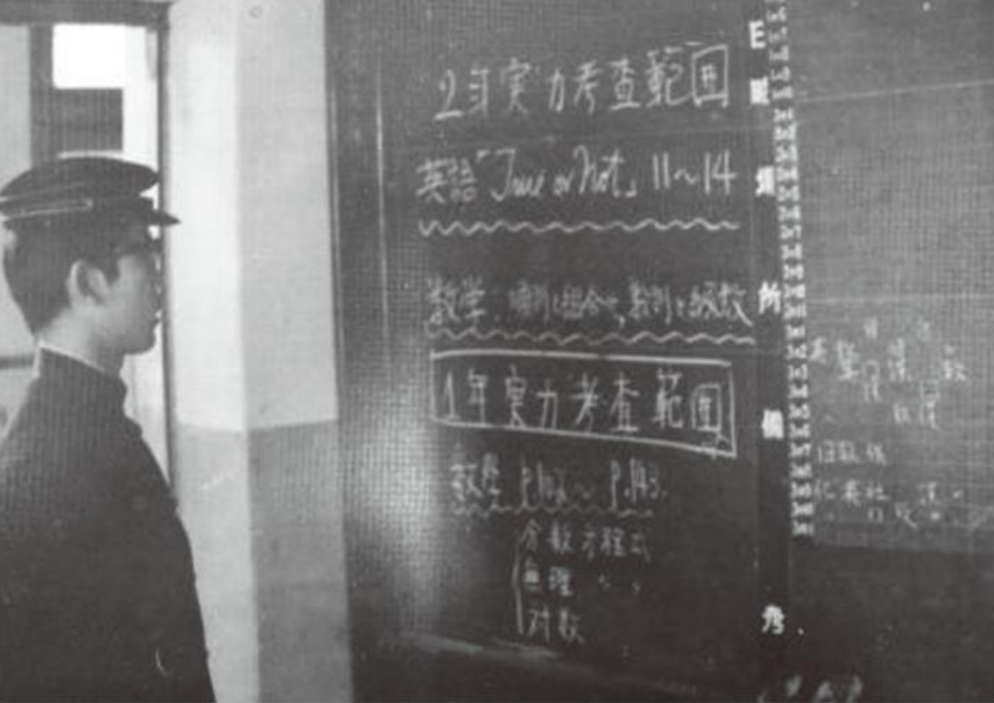
モーカリ黒板を見る生徒

1975年（昭和50年）頃まで続いた慣習に「モーカリ」というものがあった。これは、担当教員不在の場合、繰り上がりで当日の授業が早仕舞いするというものである。また、変更の都合がつかず自習が生じた場合に自習の後の授業を担当教員と交渉して自習にしてもらい早く放課にしてもらうことを「モーカリ交渉」と称した。生徒は毎朝、時間割変更（モーカリ黒板）を確認してからその日の授業に臨んだ。なお、モーカリによって早仕舞いした分は後日補充され、「ソンカリ」と呼ばれた。もともとこの制度は、戦後食糧難の時代に弁当を持ってくることができない生徒が多かったため、授業を早めに切り上げたのが始まりである。モーカリは1982年（昭和57年）に廃止された。

### 白木体育
1968年（昭和43年）から1988年（昭和63年）まで修猷館に勤めた体育科の白木教諭の授業は肩車でのダッシュや、愛宕山までのランニングなど非常に過酷なものであり、「白木体育」として恐れられた。

## 投石事件

### 概要

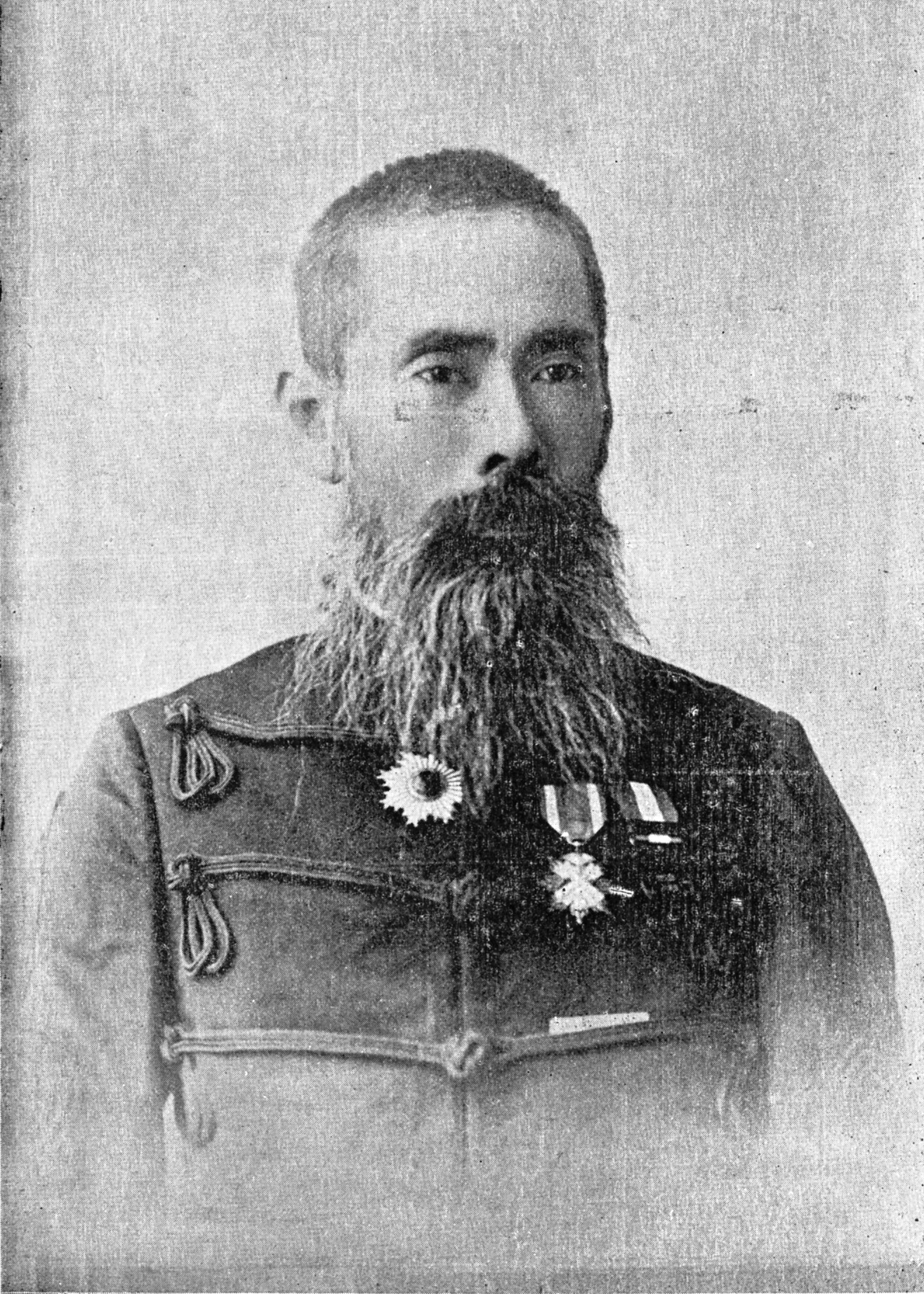
佐藤正連隊長

明治時代中期に修猷館が再興されてわずか6年後の1891年（明治24年）3月24日、修猷館の校庭から何者かによって投げられた瓦の破片が、通りを進んでいた歩兵第24連隊の隊列の兵士の小銃に当たったことに端を発し、ついには陸軍省と文部省の対立にまで発展した事件である。当時の尾崎臻館長が辞任、佐藤正連隊長が更迭されるに至った。
本事件は修猷館の歴史の中でも特筆すべき事件であり、修猷館再興の由来を記した『修猷館再興録』には、この事件について「本館の歴史中逸すべからざるものなり」と記されている。

### 経緯
この当時福岡城跡地 （現・平和台陸上競技場）には陸軍の歩兵第24連隊の兵営があり、この兵営が福岡城の堀を挟んで大名町上の橋にあった中学修猷館と向き合っていたので、軍隊が演習などで学校の近辺を行進することは、日常的な光景であった。
1891年（明治24年）3月24日正午過ぎ、1名の軍人が突然館内に入ってきて尾崎臻館長に1個の瓦片を見せ、「いま軍隊が館の前を通っていたところ、館内から飛んできたこの瓦片が行進中の兵卒の銃に当たった。この所為は軽々に扱う性質のものではない。隊伍を整えた軍隊に投石したことは軍隊を軽蔑したことで、天皇陛下に対して不敬の至りである。投石者を調べてほしい。」と要求した。館長はかねてから軍隊を尊敬すべきことは日常よく教えており、生徒が軍隊を蔑視して投石したとは思わなかったが、昼休みに砂利などを投げ合って遊んでいた際にそれが塀を越えたものかもしれないと考え、「生徒を取り調べた上で何分のお答えをしよう。」と答え、軍人は紙片に書きとめて軍曹岡村忠夫とともに帰った。学校は直ちに厳密な調査を行ったが、結局投石者はわからないまま、午後5時頃に生徒を帰宅させた。一方、館長は県庁に赴き、この事件について報告し、帰り道に香川連隊副官に挨拶をして帰宅した。
3月25日副島歩兵少尉が一中隊を率いて来館し、投石者はまだ判明しないのかとしきりに催促し、自分たちが直接取り調べの模様を見なければ納得できないと要求したが、館長と教頭は断固としてこれを拒絶した。校門は軍隊によって封鎖され、生徒は校内に監禁された。引率の兵士は武器を持ったまま館内を徘徊するなど、館内は軍隊によって蹂躙されたため、館長は県庁に連絡したところ、県庁からは後藤課長と属官の2名が来館し現状を視察した。午後5時、館長は明日午後6時までになんらかの確答をすることを約束して副島少尉は士卒2名を残して引き揚げたが、その後大野曹長が来館したので、県庁から山崎書記官が出張してきて、残兵を全て引き揚げるよう要求し、午後11時に軍隊は全て引き揚げた。取り調べは、結局何の証拠もつかめぬまま、生徒一同を帰宅させたのは午前0時を過ぎていた。
3月26日、館長は副島少尉を訪ね、前日の取り調べ状況と結果を報告した。県庁からは山崎書記官が再度来館し、今日からは軍隊と県庁とで交渉するので、軍隊と修猷館とは直接談判はせず、取り調べに尽力するよう指示した。しかし、午後5時までの取り調べでも確たる結果は得られなかったので、館長・教頭・寄宿舎取締一同は進退伺いを提出した。
3月27日、安場保和県知事が来館し、館長・教頭に罰俸、寄宿舎取締一同に譴責処分を行った。尾崎館長はその直後、辞表を提出した。事件の経過について館長から報告を受けた黒田家は4月24日県側の見解を質し、その中で「今回の行動は軍隊の行政干渉のように見受けられるが、陸軍の軍規に背戻しないか、よく審査する必要がある」としている。

### その後の経過
最終的に学校側から投石者は出なかったが、当初から尾崎館長に投石者を差し出す意思などなかった。尾崎館長には「軍規をもって威圧的に迫る軍隊が国家の干城であるなら、教育勅語を奉ずる学校の生徒もまた国家の干城であり、対等の存在である」という固い信念があったからである。尾崎館長は県知事あてに出した伺書の中で、「当館における軍隊の挙動が、軍規によるものなのか、士官の臨機の処置であったのか」を明らかにするよう求めており、また後日提出した「意見大意」の中でも教育の独立と尊厳を強調している。
投石事件に対する社会的反響は大きく、当時の新聞は筆を揃えて、教育に対する軍隊の態度を非難した。事件は中央にまで及び、文部省は陸軍省に福岡連隊長の更迭を強く要請し、当時の佐藤正連隊長は、10月28日付で歩兵第18連隊に転補となった。その後、尾崎館長は11月27日に依願退職した。学校経費を寄付し、管理を県庁に委任していた黒田家は7か月余りの館長空席の後の第3代館長を黒田家13代目当主黒田長成に決定した。その後、第4代館長には隈本有尚が再任する。

## 校内

### 概要

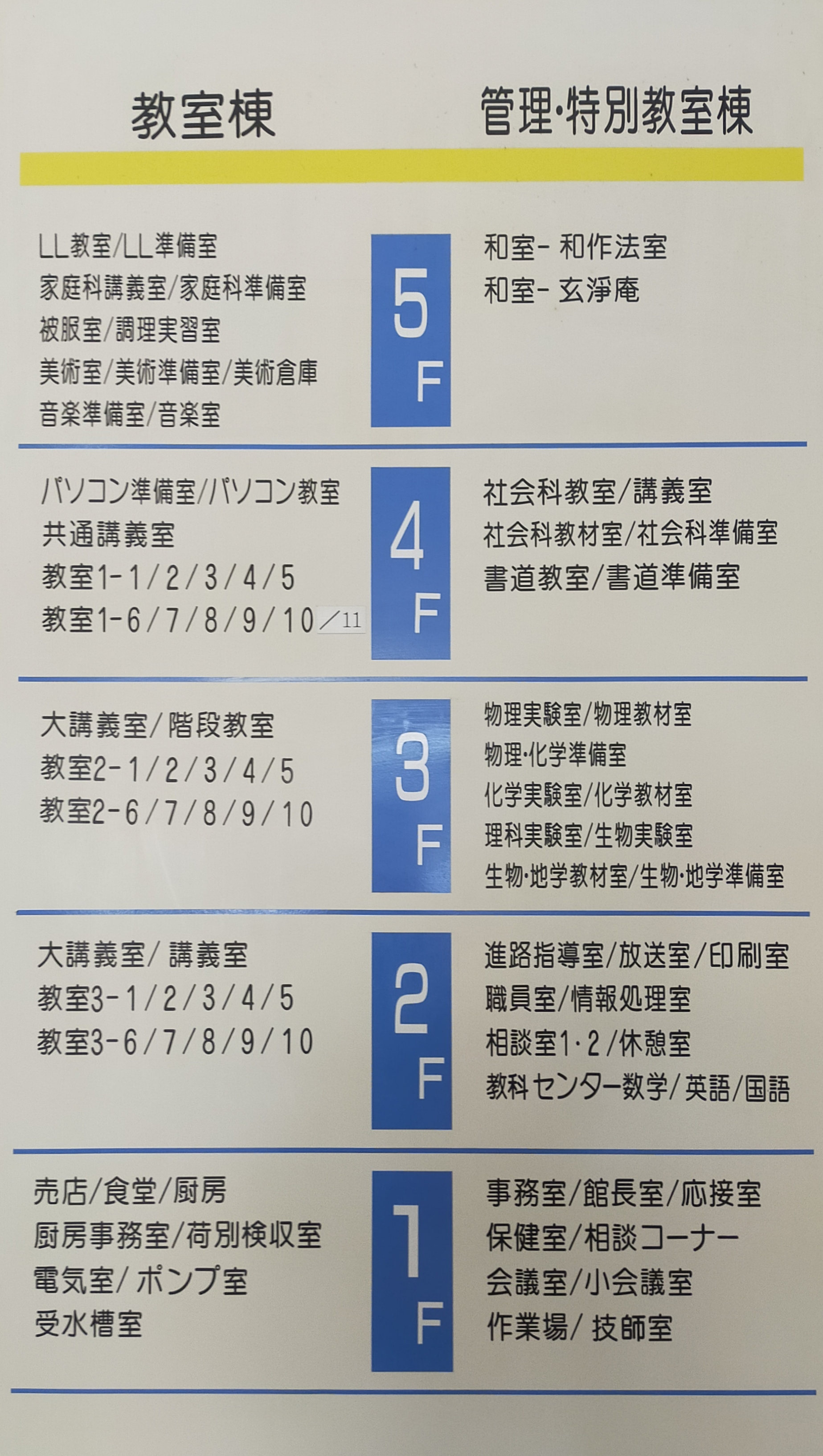
管理棟1階に設置されている案内板

教室棟、管理棟、プール棟、講堂、体育館、菁莪記念館、修猷資料館などからなる。校地総面積は58,738平方メートル。校地総面積の3分の2ほどをグラウンドが占め、各棟は校地全体の東側に位置する。各棟は教室棟・管理棟を中心として、プール棟・講堂が北側、体育館・菁莪記念館・修猷資料館が南側に位置する。現在使用されている校舎は菁莪記念館を除き、1998年から2008年まで10年にわたって行われた新校舎建設事業によって建設されたものである。菁莪記念館は修猷館200年記念事業の一つとして1984年に建設されたものであり、現在最も古い建物となっている。

### 施設
- 正門 - 2008年の第5期新校舎建設事業にて現南門から現正門へと正門が移された。教室棟の東側に面している。

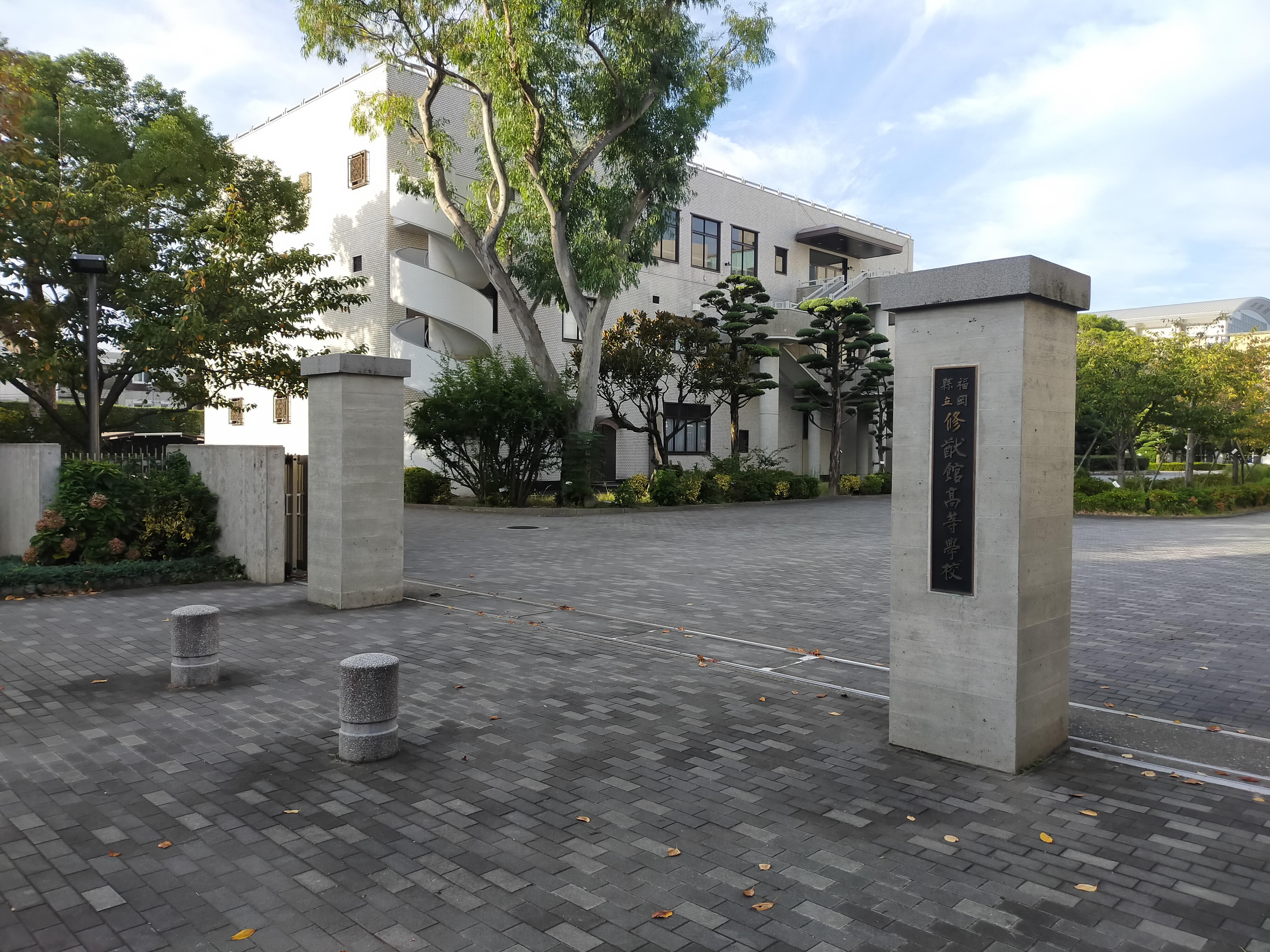
正門

- 東門 - 正門のそばにある東門は1900年の西新移転当初からあり、2013年に福岡市から文化財として登録された。石製の門柱と4枚の門扉で構成され、右側の門柱に「修猷館」の文字が彫刻されている。当時の構造であるレンガ塀や門柱が耐震基準に適合していなかったため、2018年冬から2019年秋にかけて新しい鉄筋コンクリート塀が建設された。現在では使用されていない。

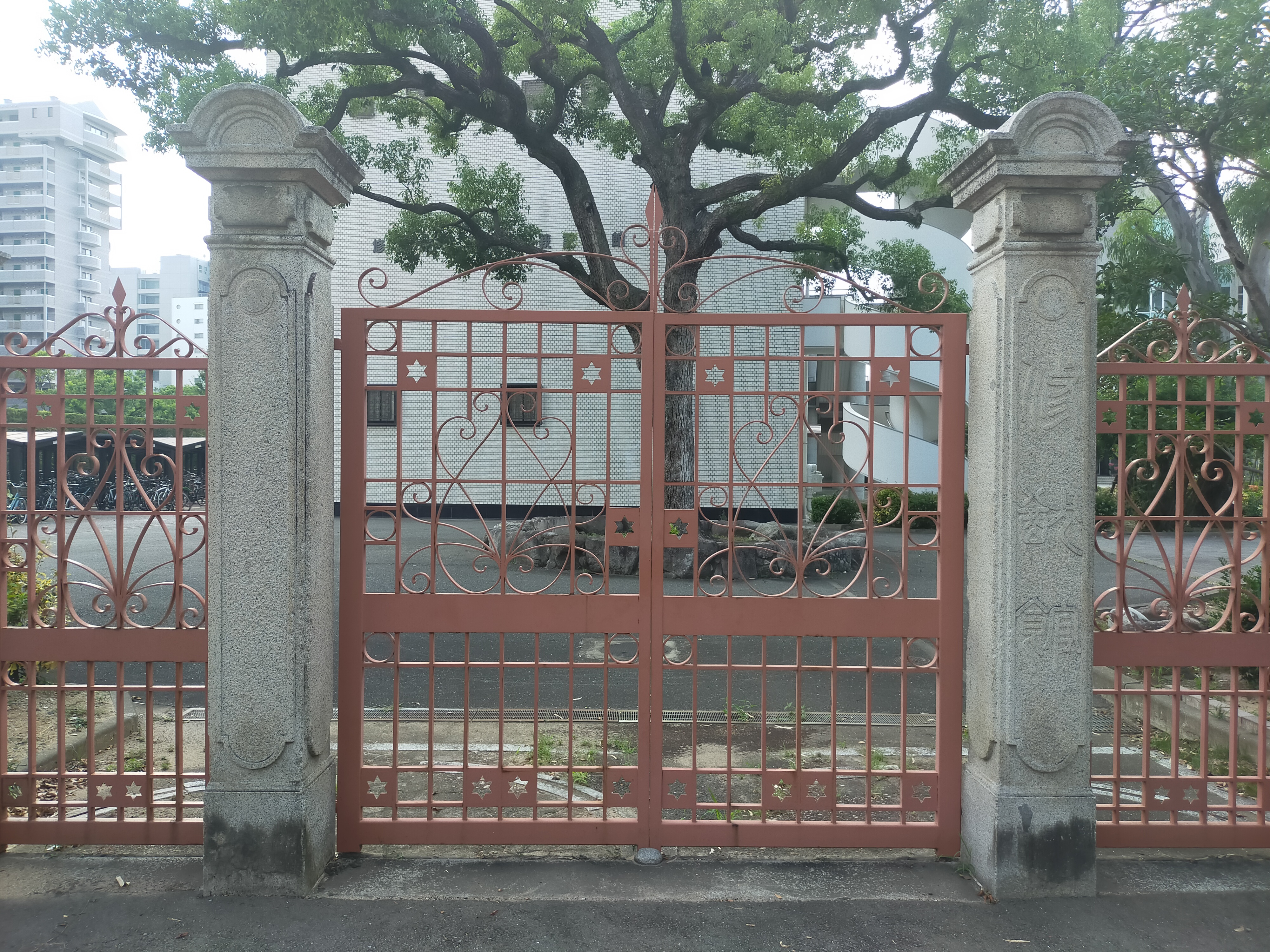
東門

- 南門（元正門）・北門（現在閉鎖） - 2008年まで正門であった現南門には西鉄バス修猷館前停留所が位置し、ソテツのロータリーや図書館の正面入口、教室棟の塔屋に面するなど、今も修猷の顔としての機能を担っている。南門の門柱にある「福岡縣立修猷館髙等學校」の文字は緒方竹虎の揮毫によるものであり、現正門にも継承されている。なお、北門は現在閉鎖されている。

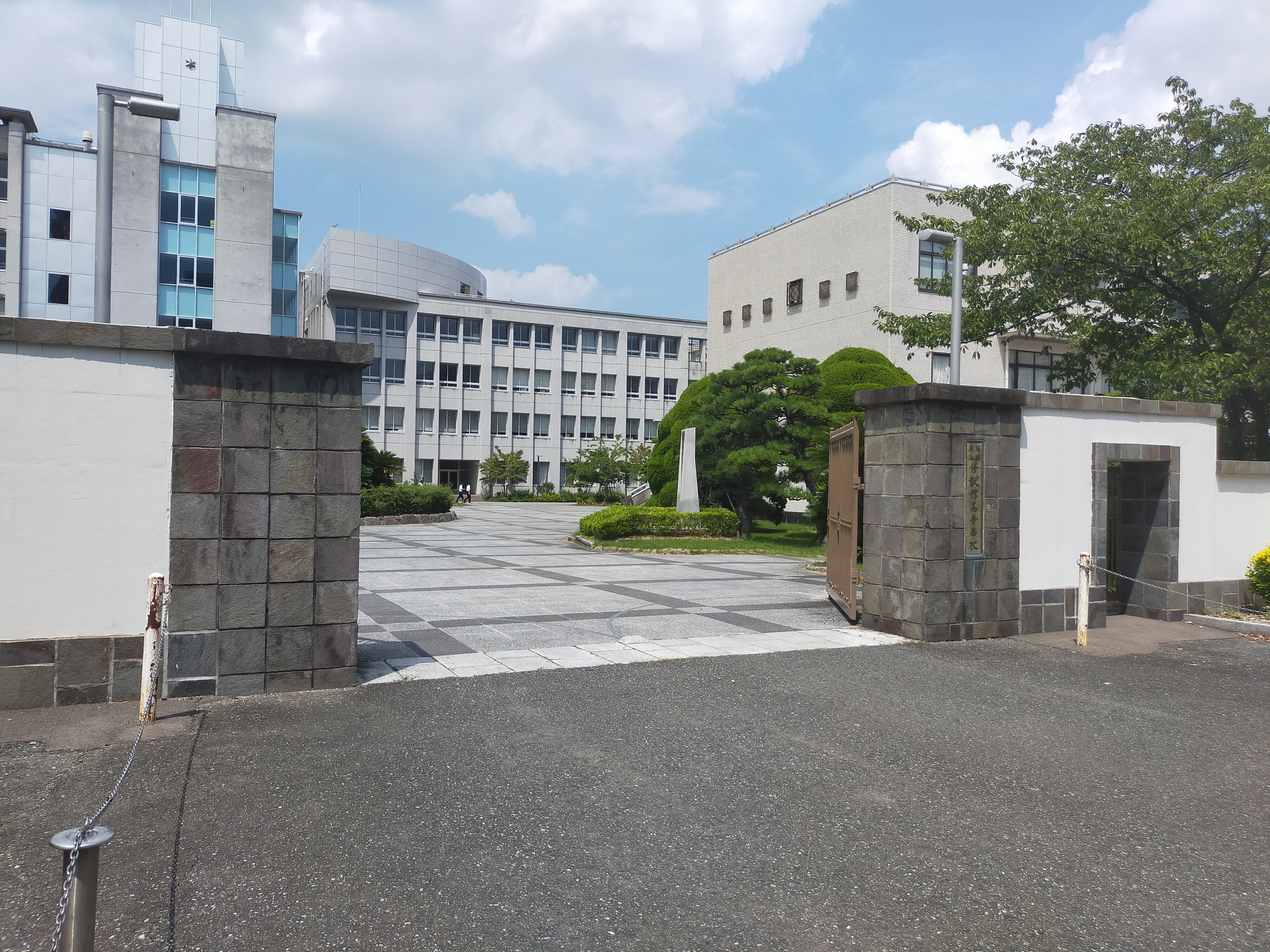
南門

- 黒松門（自動車用）・桜門（運搬車両用） - 黒松門・桜門の名は、江戸時代の防砂林の名残であるクロマツの保存樹や、かつて国道沿いに咲き誇った桜並木に由来している。

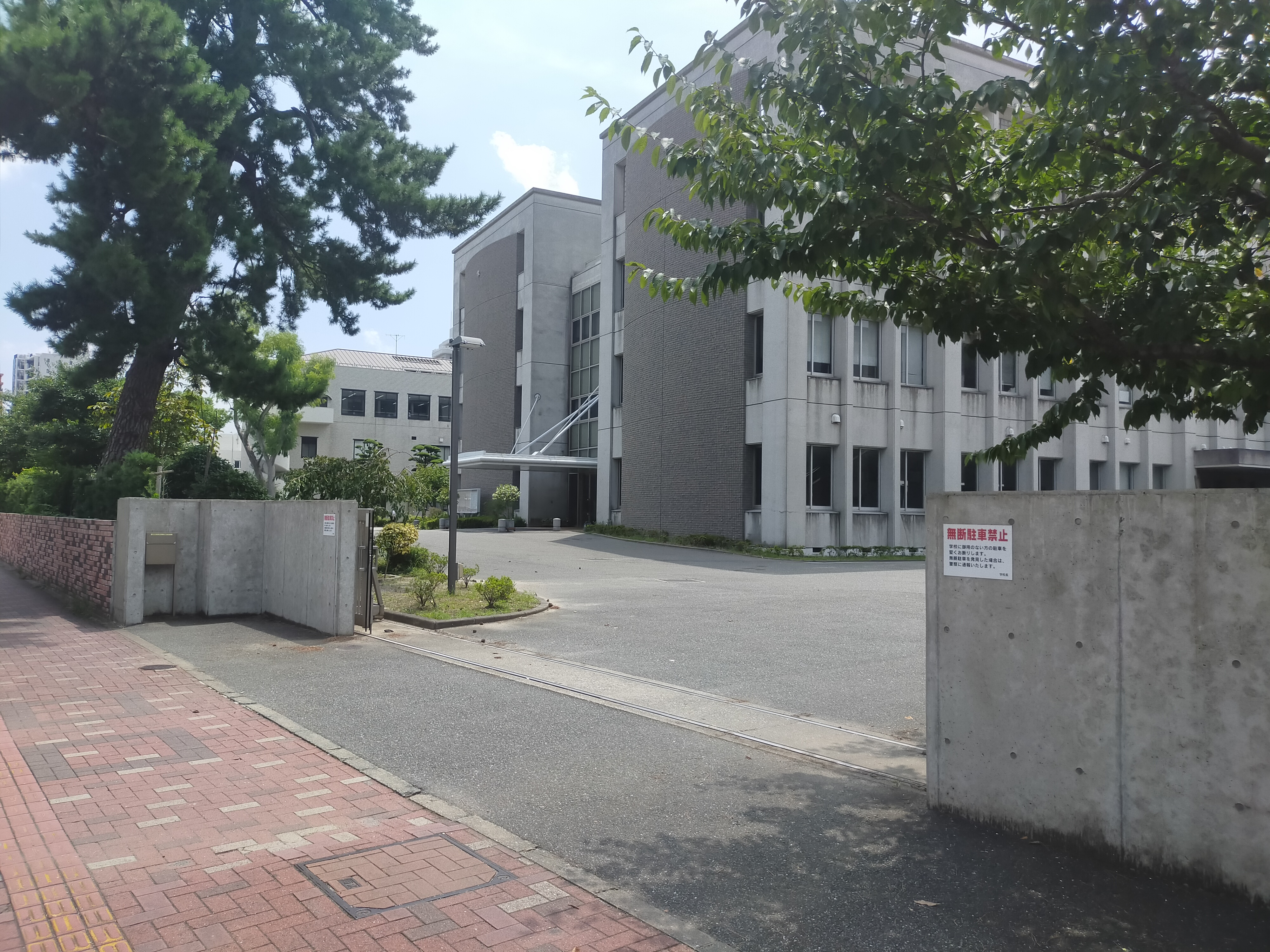
黒松門

- 教室棟 - コの字型の校舎はそれぞれ北棟・中棟・南棟と呼ばれている。南北棟の2階から4階までが、それぞれ3学年から1学年のHR教室となっており[46]、南北それぞれにホールと呼ばれる自習スペースが設けられている。中棟は2階が大講義室、3階が階段教室、4階がパソコン教室となっている[46]。教室棟5階には美術室、音楽室、被服室、調理実習室、家庭科講義室、LL教室がある[46]。コの字型の校舎に囲まれた芝生の広場（中庭）は応コン階段を通じて1階から降りることができ、全校集会などが行われる。

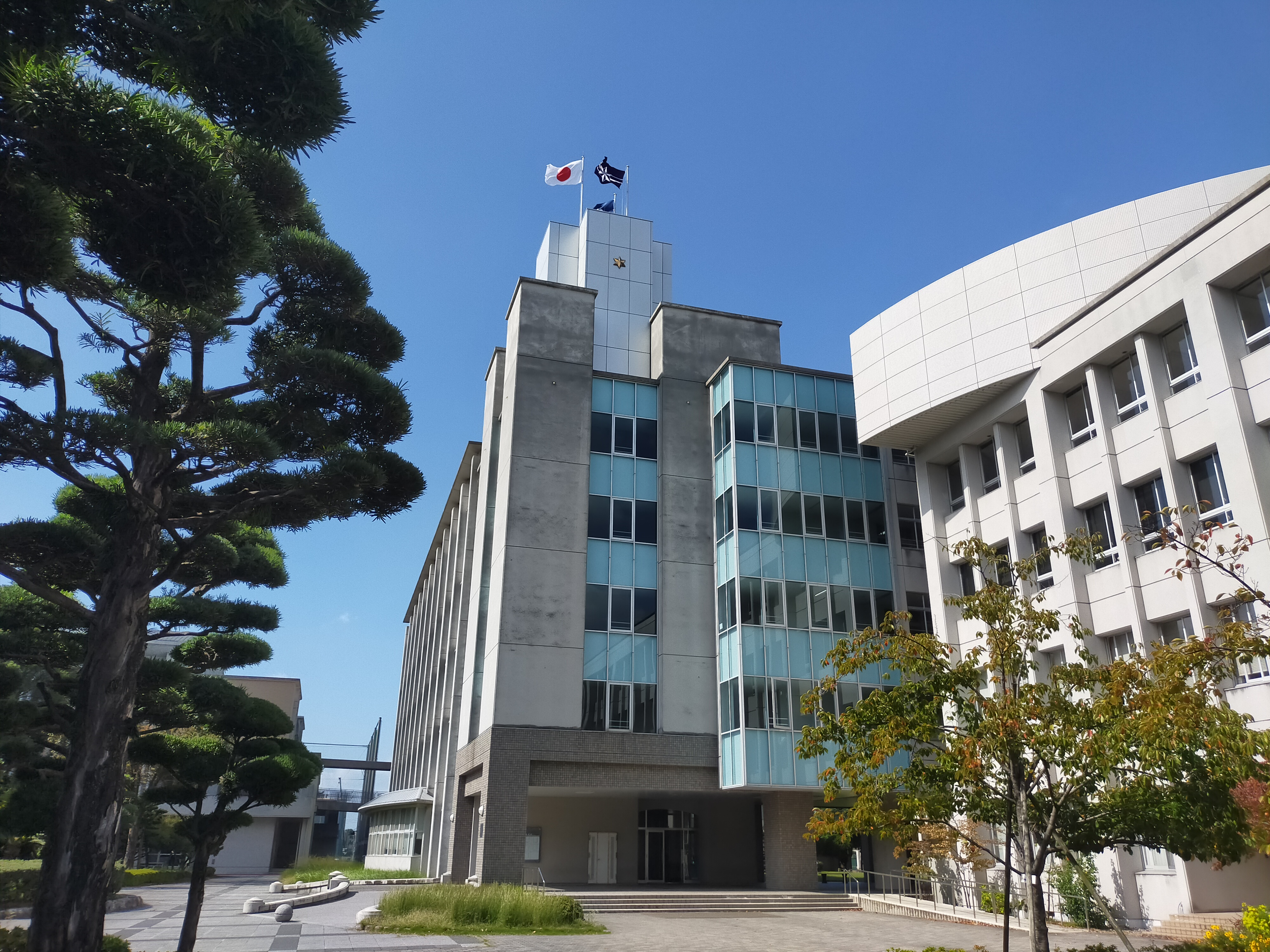
教室棟

- 管理棟 - ロの字型の校舎が日本風の築庭を取り囲み、その中を竹が突き抜けるように植わっている。1階には館長室、事務室、会議室、応接室、技師室、保健室があり、2階には職員室、進路指導室、相談室、国語・数学・英語それぞれの教科センター、3階には物理・化学・生物それぞれの実験室、4階には社会科講義室や書道教室などがある。5階には和作法室や一部文化部の部室などがある。

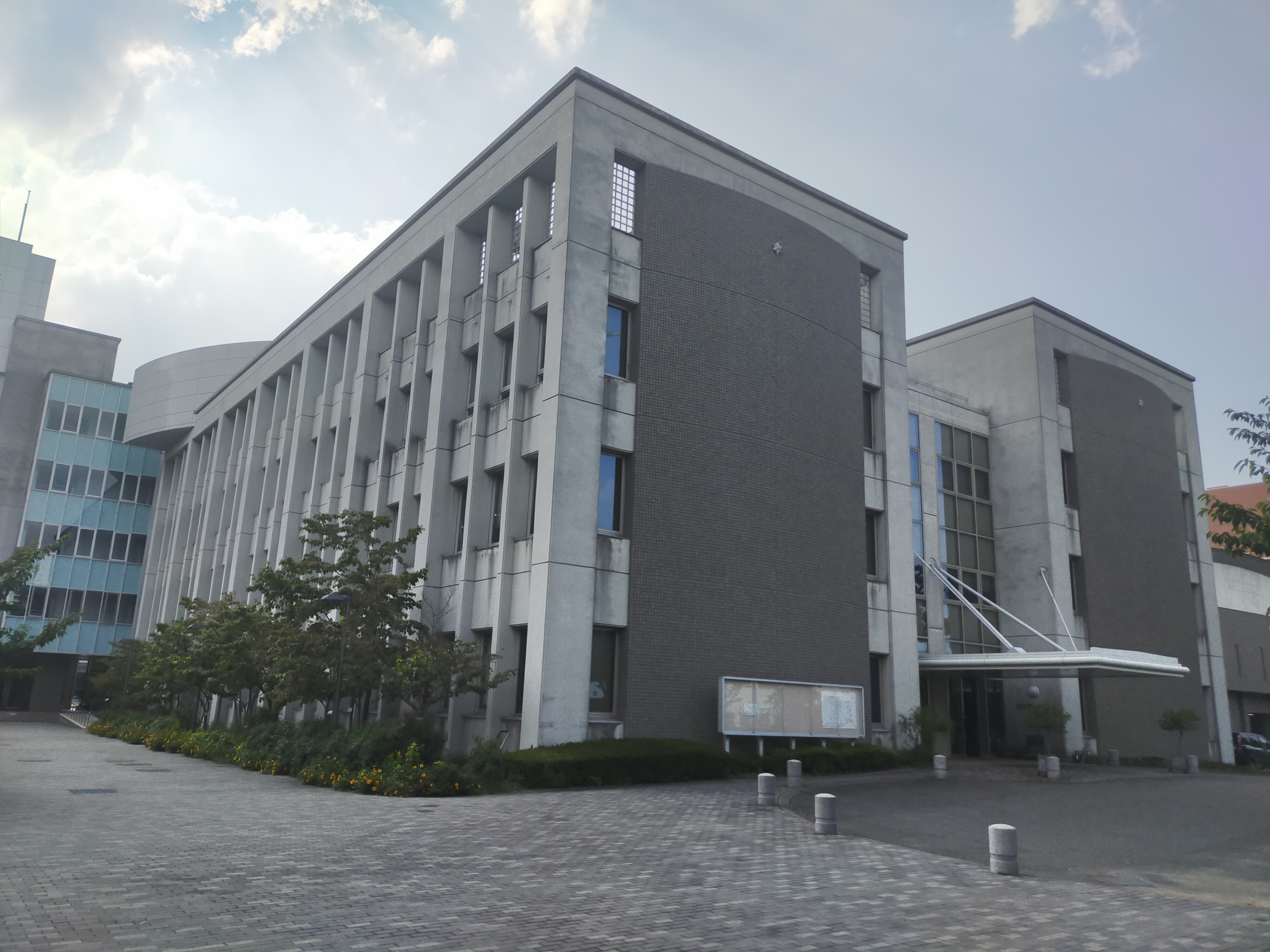
Shuyukan_High_School_administrative_building_(２)

- 食堂・売店 - 南棟の1階は食堂と売店になっている。食堂「Delight」では、「ピり唐揚げ丼」や「願かけうどん」、「勝つ丼」などを食べることができる。売店では「おにから」（おにぎりと唐揚げのセット）などを購入する事ができ、昼休みだけでなく。課後も生徒でにぎわう。
- 文化部棟 - 北棟の1階は文化部棟と呼ばれており、11の文化部の部室があり、文化部の活動の場となっている。
- プール棟 - プールが体育の授業や水泳部の活動で使われるほか、倉庫や多くの運動部の部室もある。

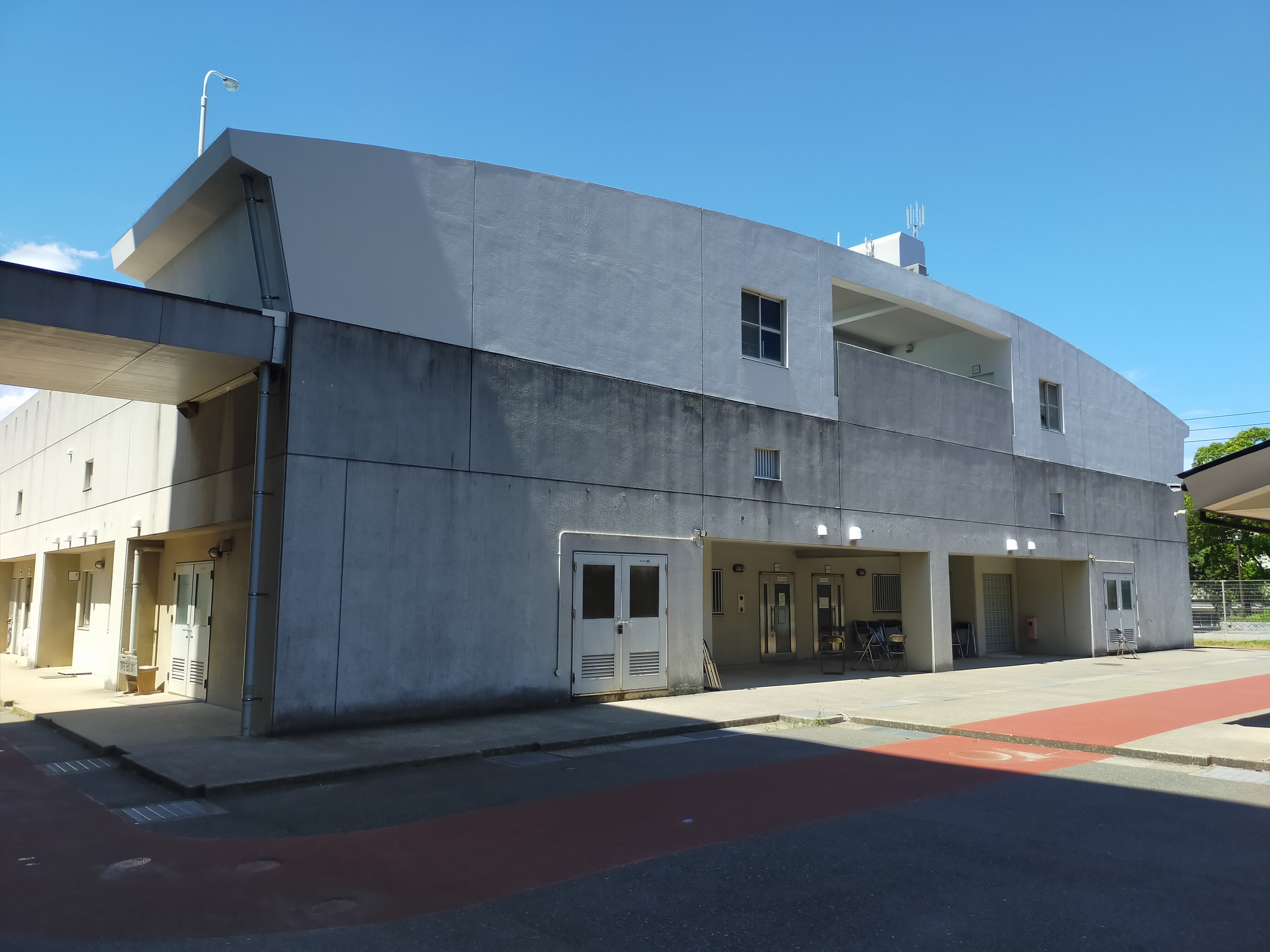
Shuyukan_High_School_pool_building

- 講堂 - 収納式階段状座席を備えた多目的講堂。式典や集会、公講演の際に使用されるほか、体育の授業や部活動の際にも使用される。

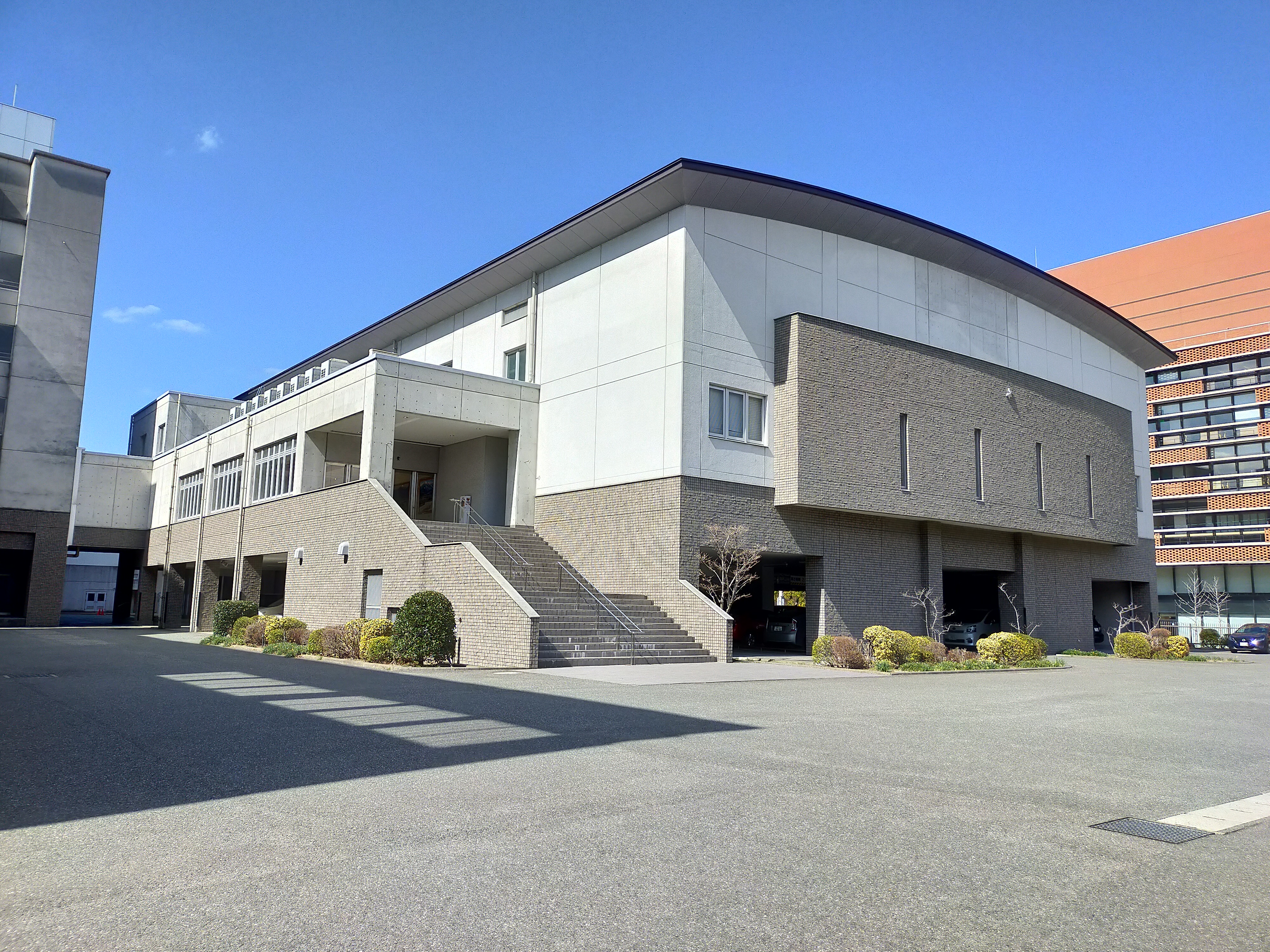
講堂

- 体育館 - 講堂とは別のスポーツ専用の施設で、1階は柔道場、剣道場、多目的ホール（卓球場）となっており、柔道部や剣道部の部室もここにある。2階はトレーニングスペースも設けたアリーナとなっている[46]。

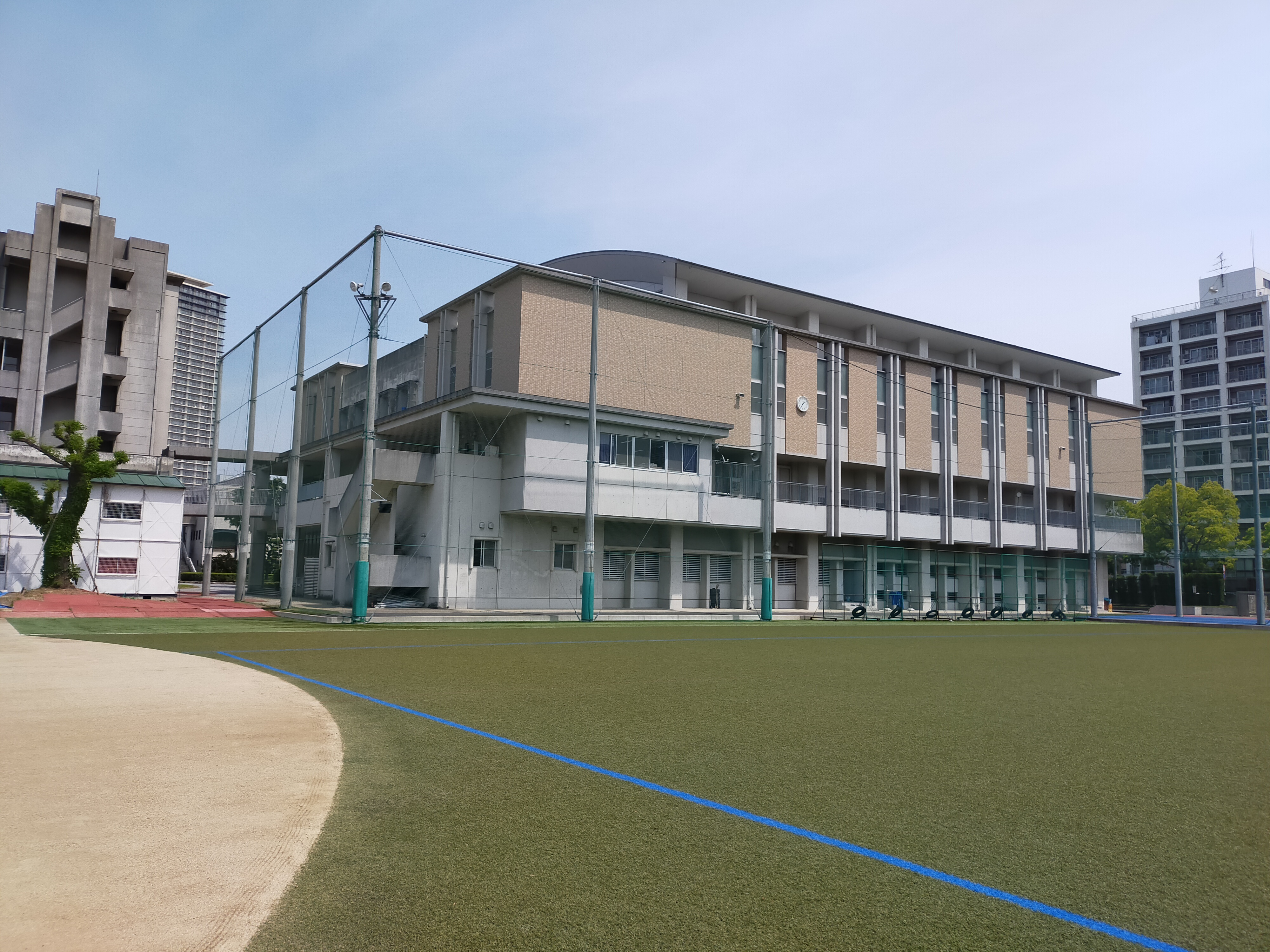
Shuyukan_High_School_gym_(3)

- 菁莪記念館 - 創立200年を祝して建てられた菁莪記念館には、1階に視聴覚室、映写室、2階に図書館、3階に講演堂（菁莪堂）、和室があり、授業や行事のほか、吹奏楽部や放送部の活動にも使われている。8万冊以上[47]もの蔵書を抱える図書館は読書だけでなく自習にも供される。図書館内には修猷館に関する資料や同校出身者の伝記・著作などをまとめた「修猷館コーナー」が存在する[47]。白血病に倒れた生徒の遺族がミロのヴィーナスの石膏像を寄贈し、いまも図書館に展示されている。

- 修猷資料館

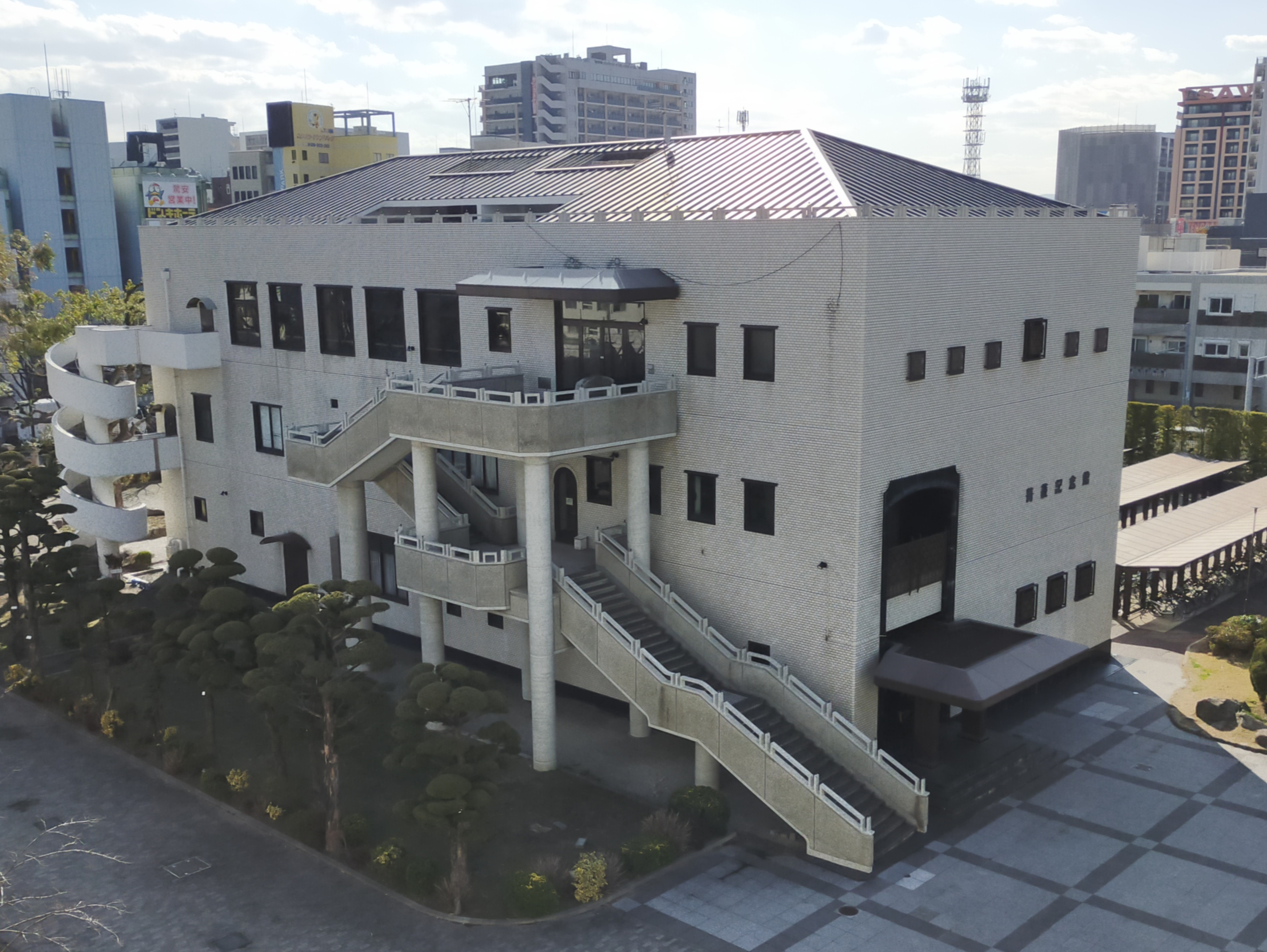
菁莪記念館

- 艇庫棟・弓道場 - ヨット部の艇庫・部室、應援團室、山岳部室、弓道部室が一体になっているのが艇庫棟である。プール棟、艇庫棟、弓道場、講堂は敷地の北側にあって隣接しており、辺りを多くの部活動生が行き交う。

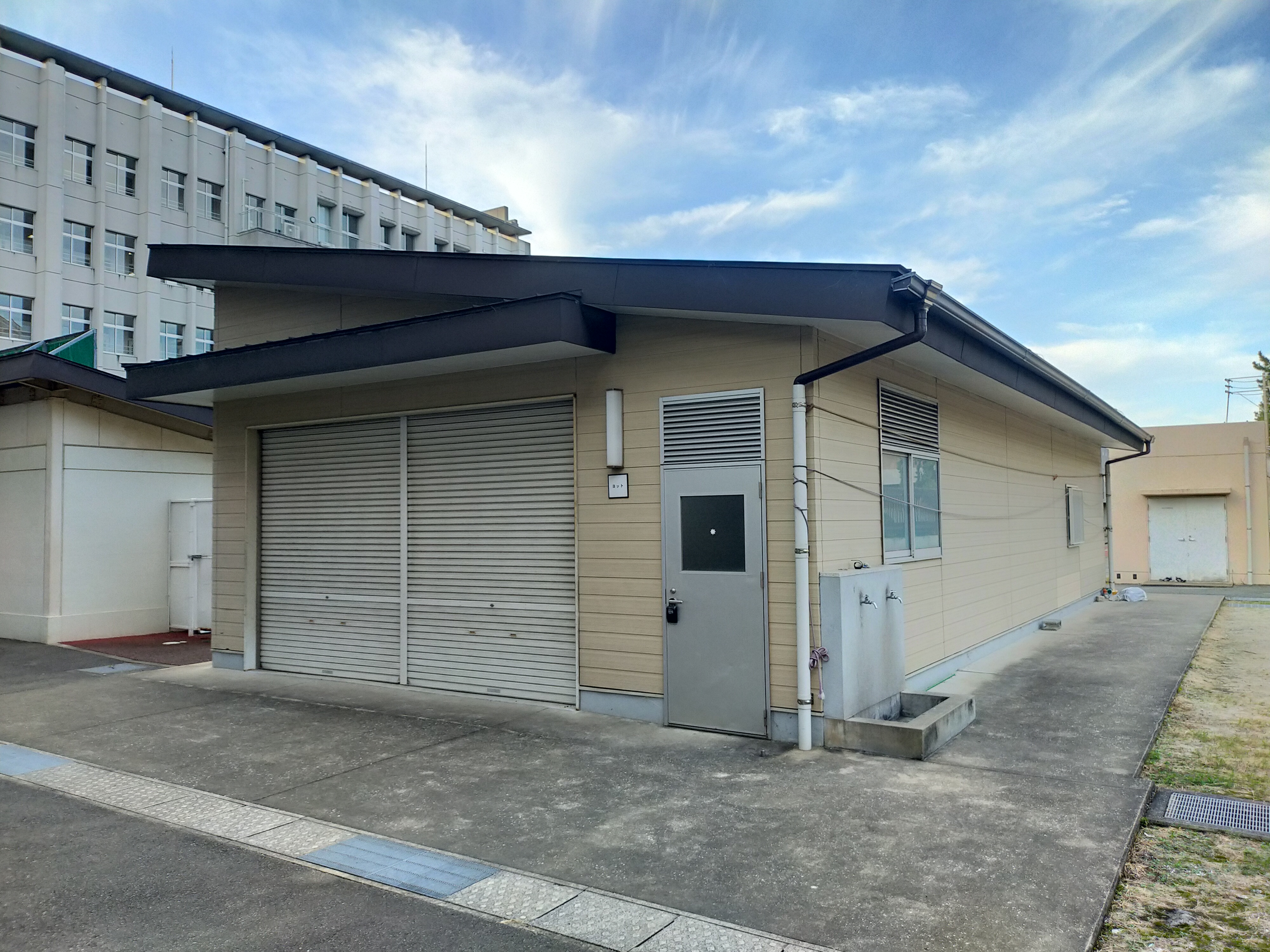
艇庫棟

- グラウンド・テニスコート・陸上走路 - グラウンドは西側がラグビー場、東側が野球場になっており、プール棟の横にはテニスコートがある[46]。グラウンドは2020年春に大規模な人工芝化の工事が終了し、全面人工芝となった。グラウンドはタータン製のトラックで囲まれており、陸上部を中心に、様々な運動部のランニング練習の場となっている。また、グラウンドの南側には100メートルの陸上走路と走り幅跳び用ピットがあり、平和台陸上競技場と並んで陸上部の活動の場となってる。

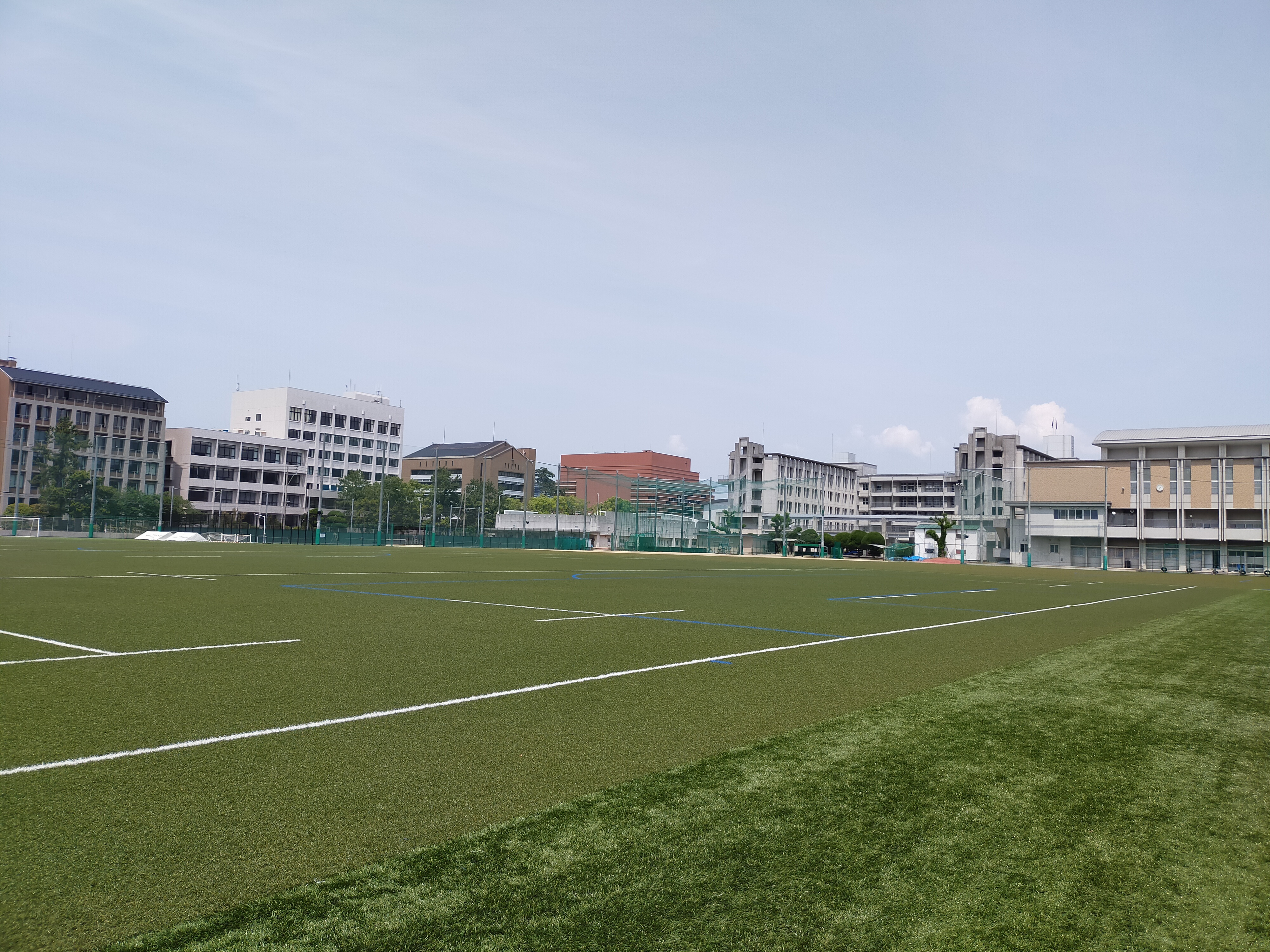
Shuyukan_High_School_schoolyard_(2)

- 運営プレハブ - 体育館横に建つ2階建てのプレハブ小屋で、大運動会・大文化祭の運営委員会の倉庫や作業場として供される。修猷館の自治精神が強く反映された建物で、入口には「生徒以外立ち入るべからず」と書かれており、教職員でさえ中に入ることはできない。

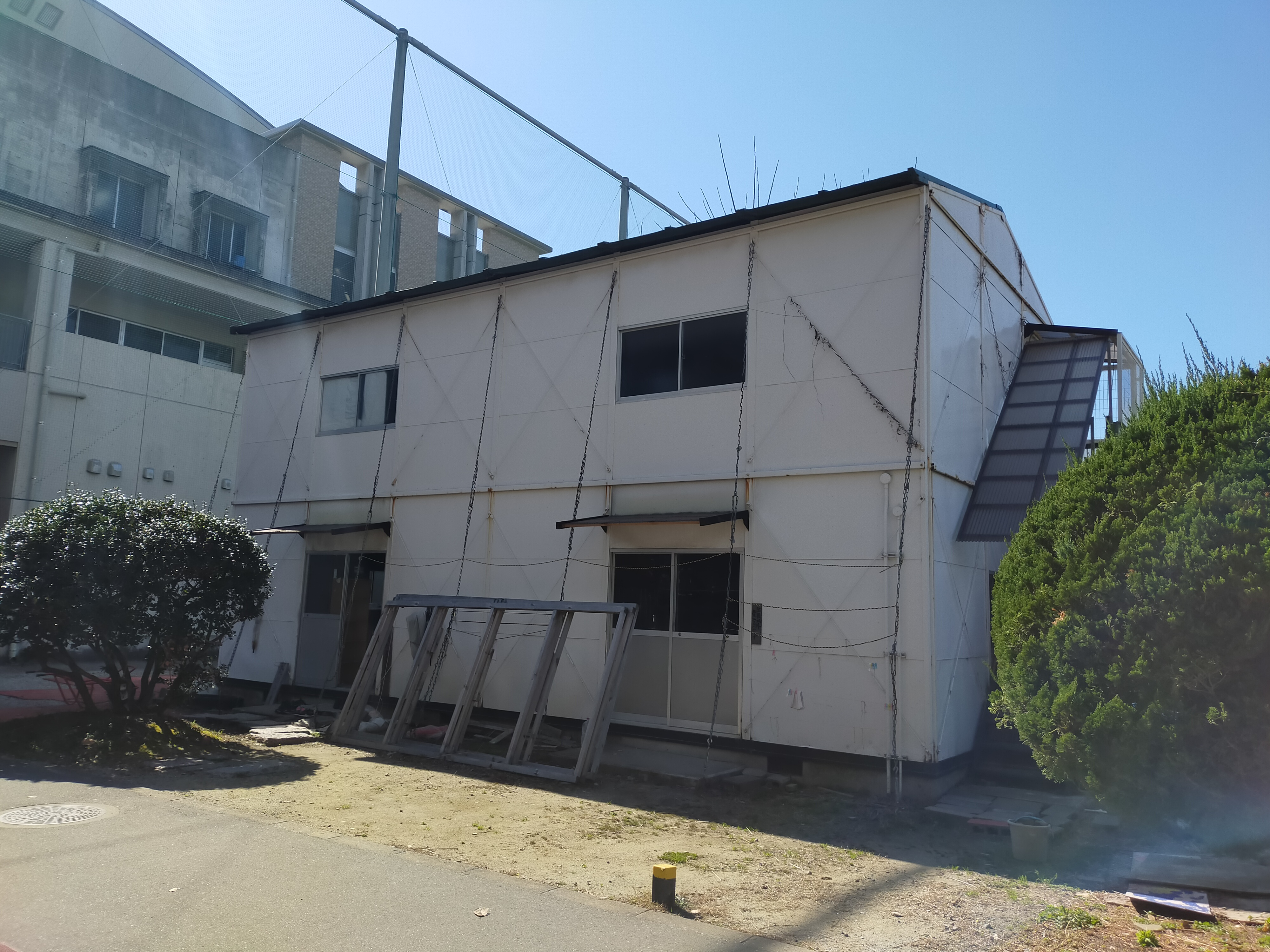
Shuyukan_High_School_student_council_warehouse

- 駐輪場 - 菁莪記念館の南側に位置し[46]、自転車通学をする生徒の自転車が並ぶ。

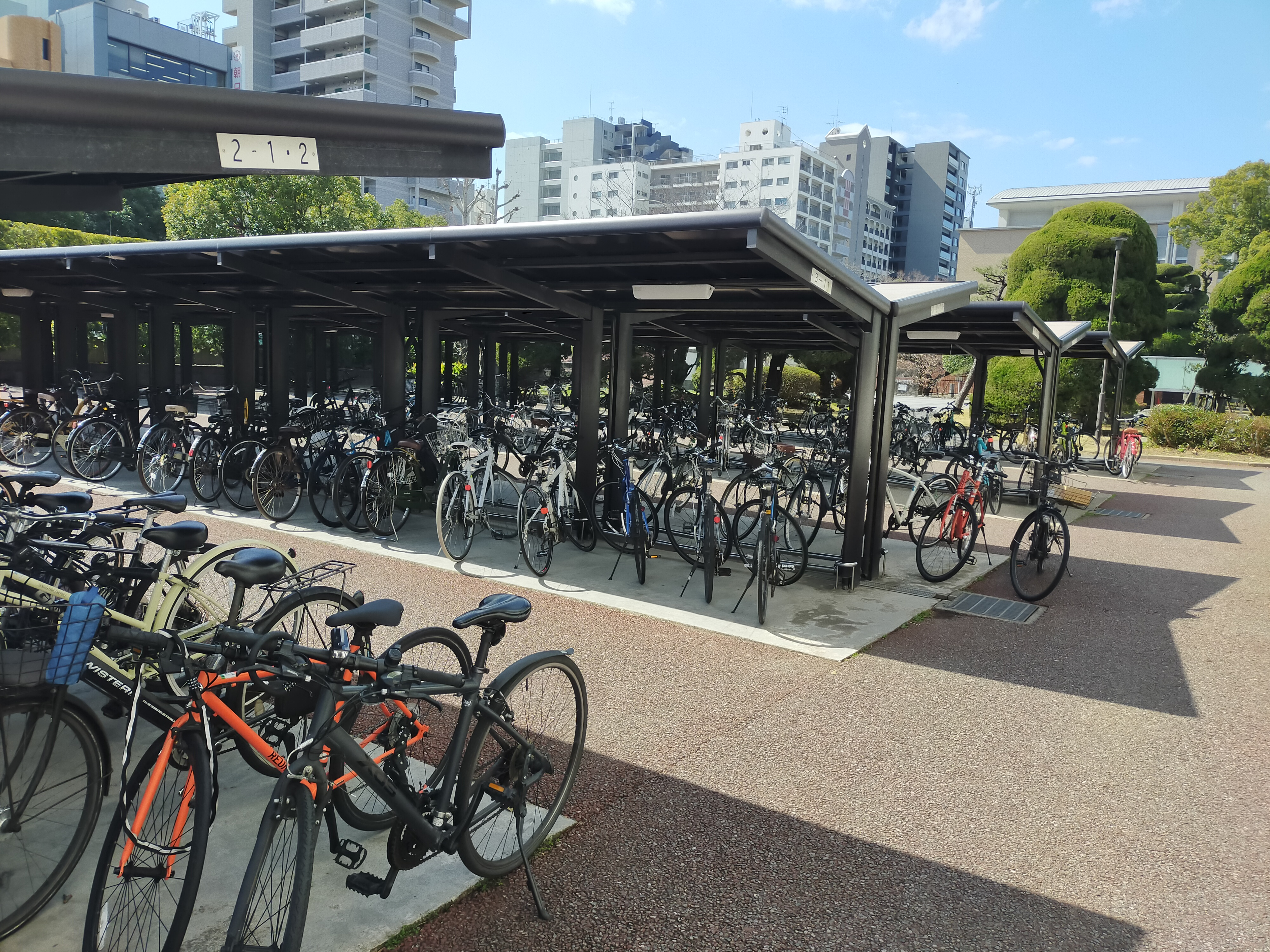
Shuyukan_High_School_bicycle_parking

このほか校内には、ユーカリやクスの大木、ザクロやレモン、サクランボなどの果樹なども多く植えられており、街中ながら緑豊かな学校である。また。創立記念碑・卒業記念碑などの石碑や、『RYU』・『みち』・『想い』などのアート作品も敷地内に点在している。

## ギャラリー

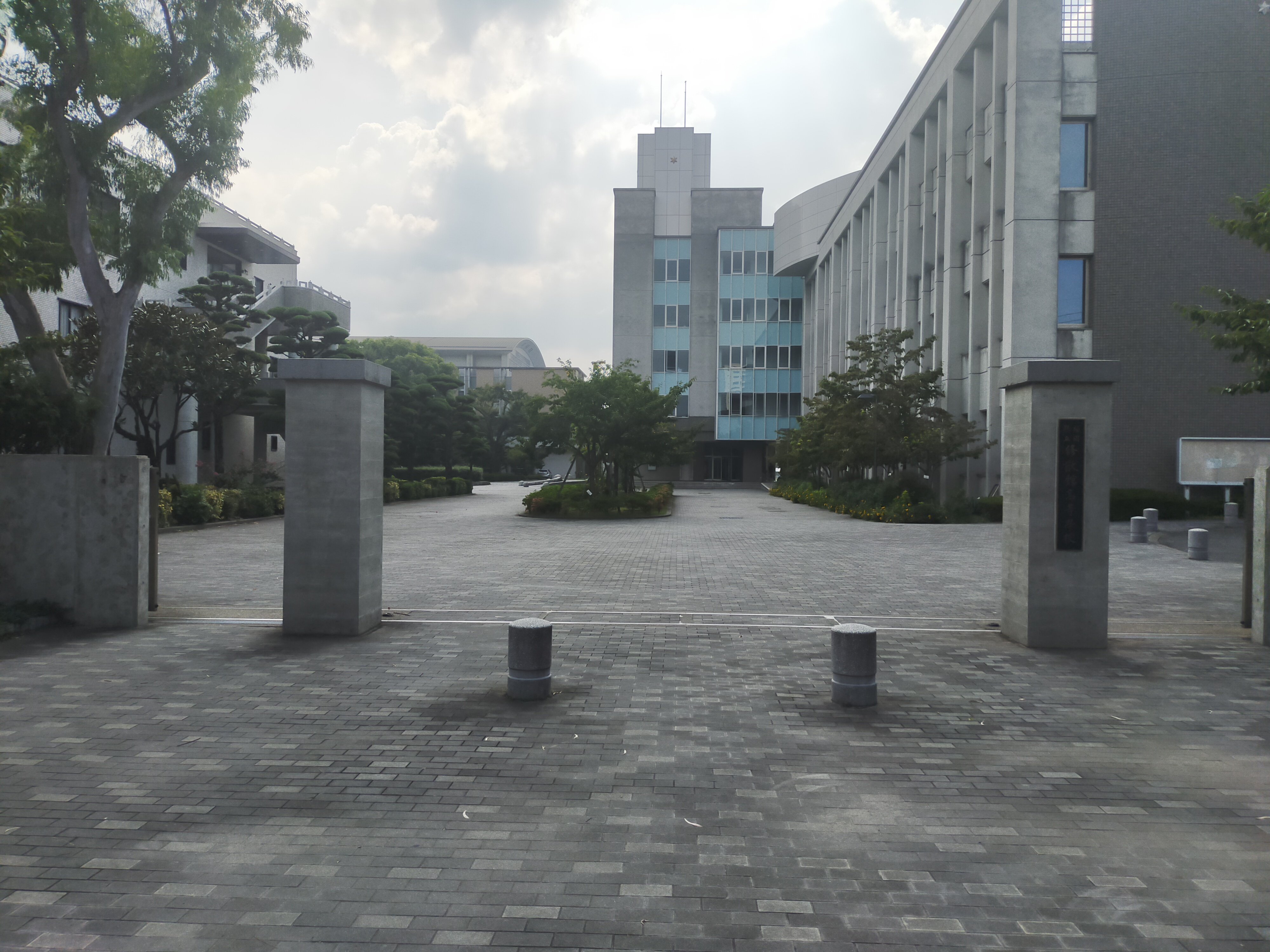
正門
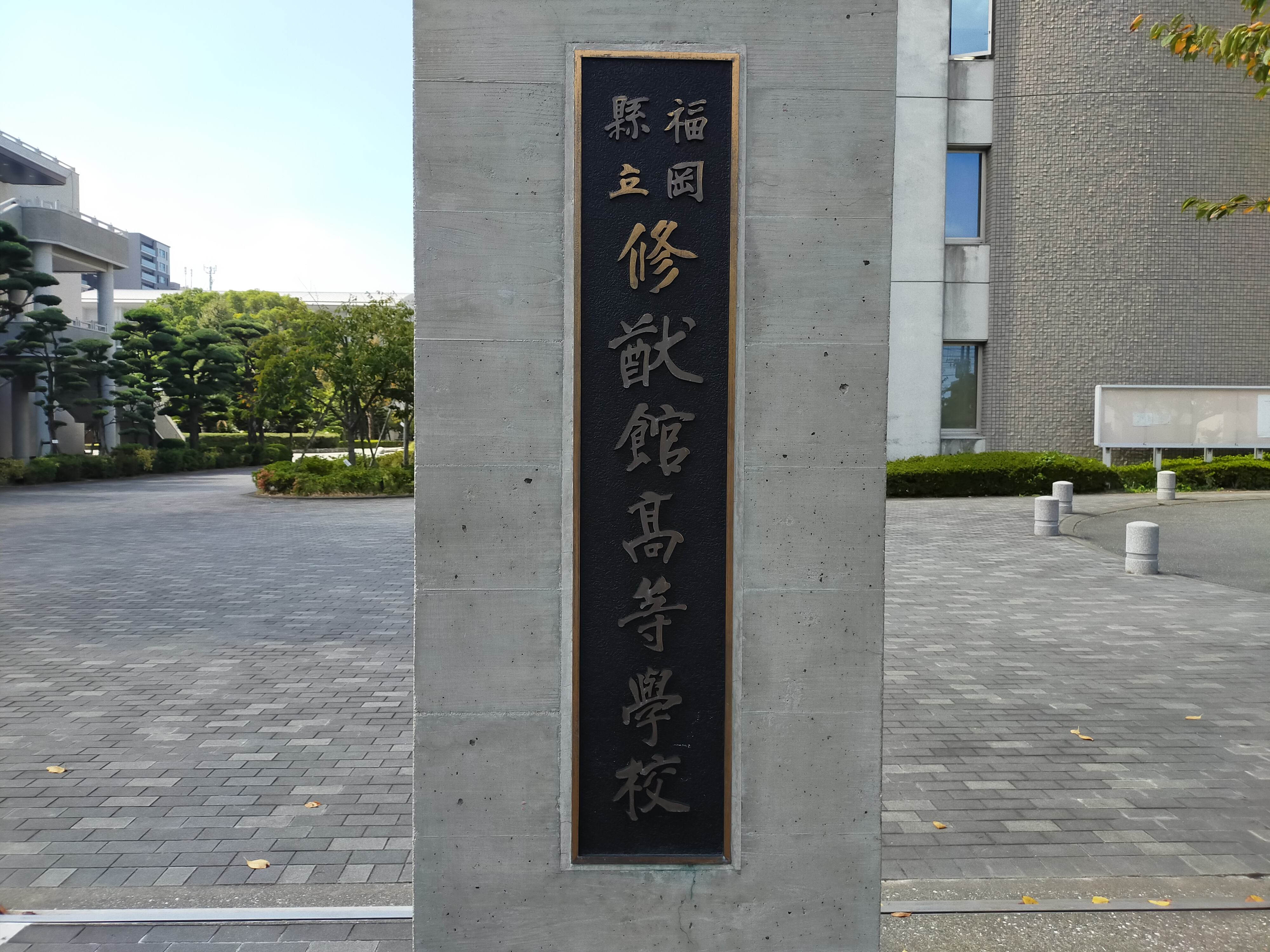
門柱
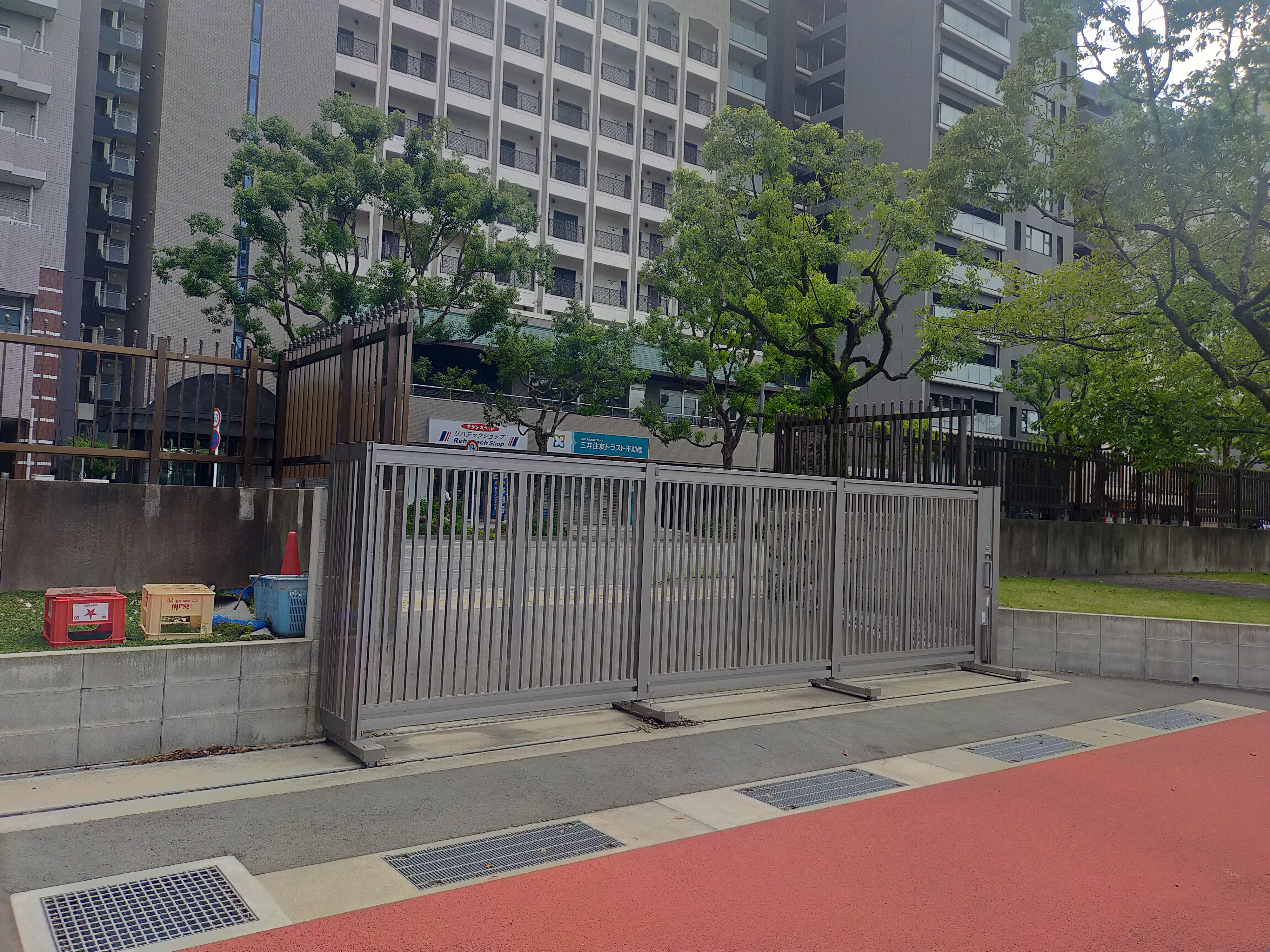
桜門
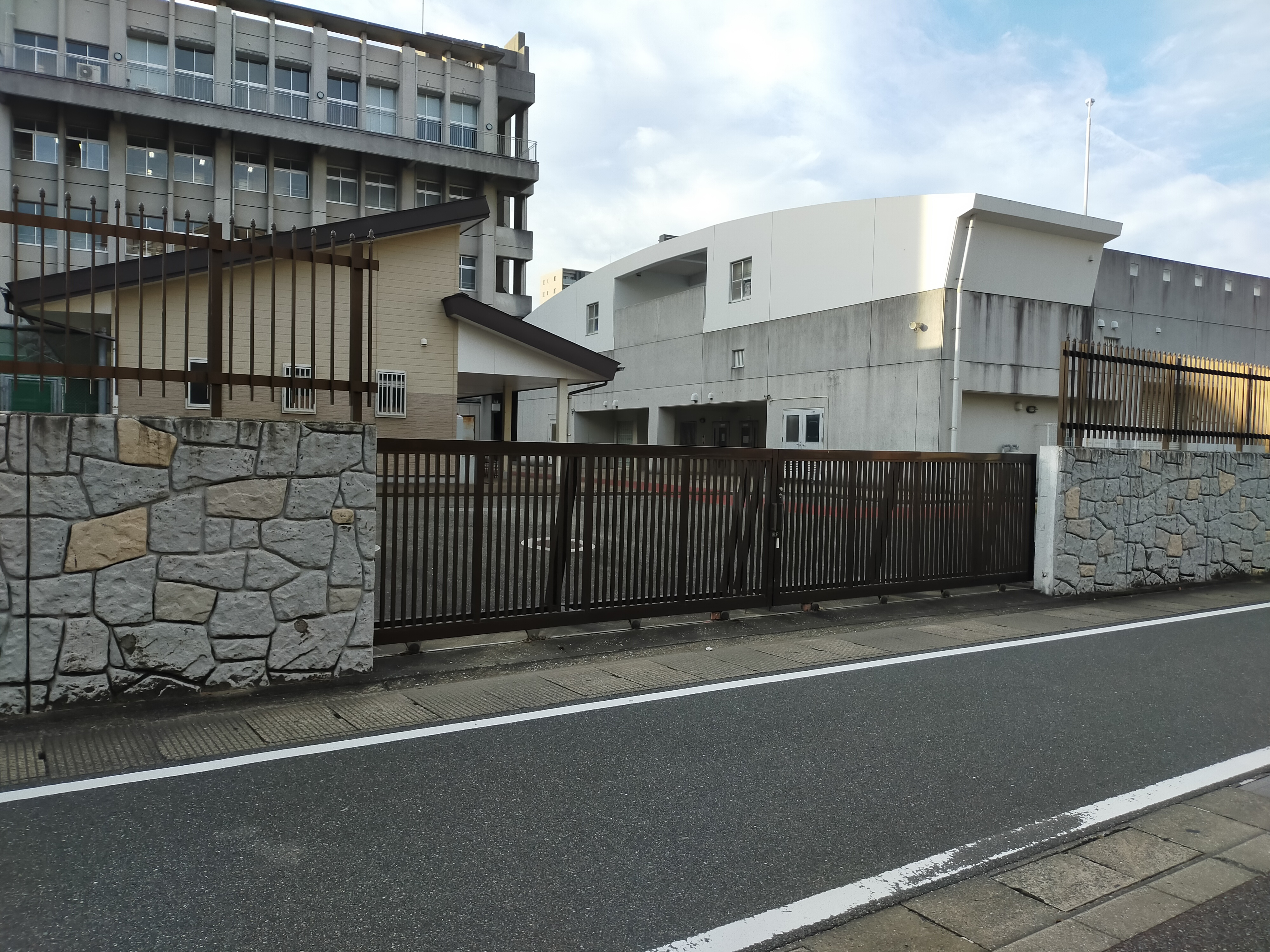
北門
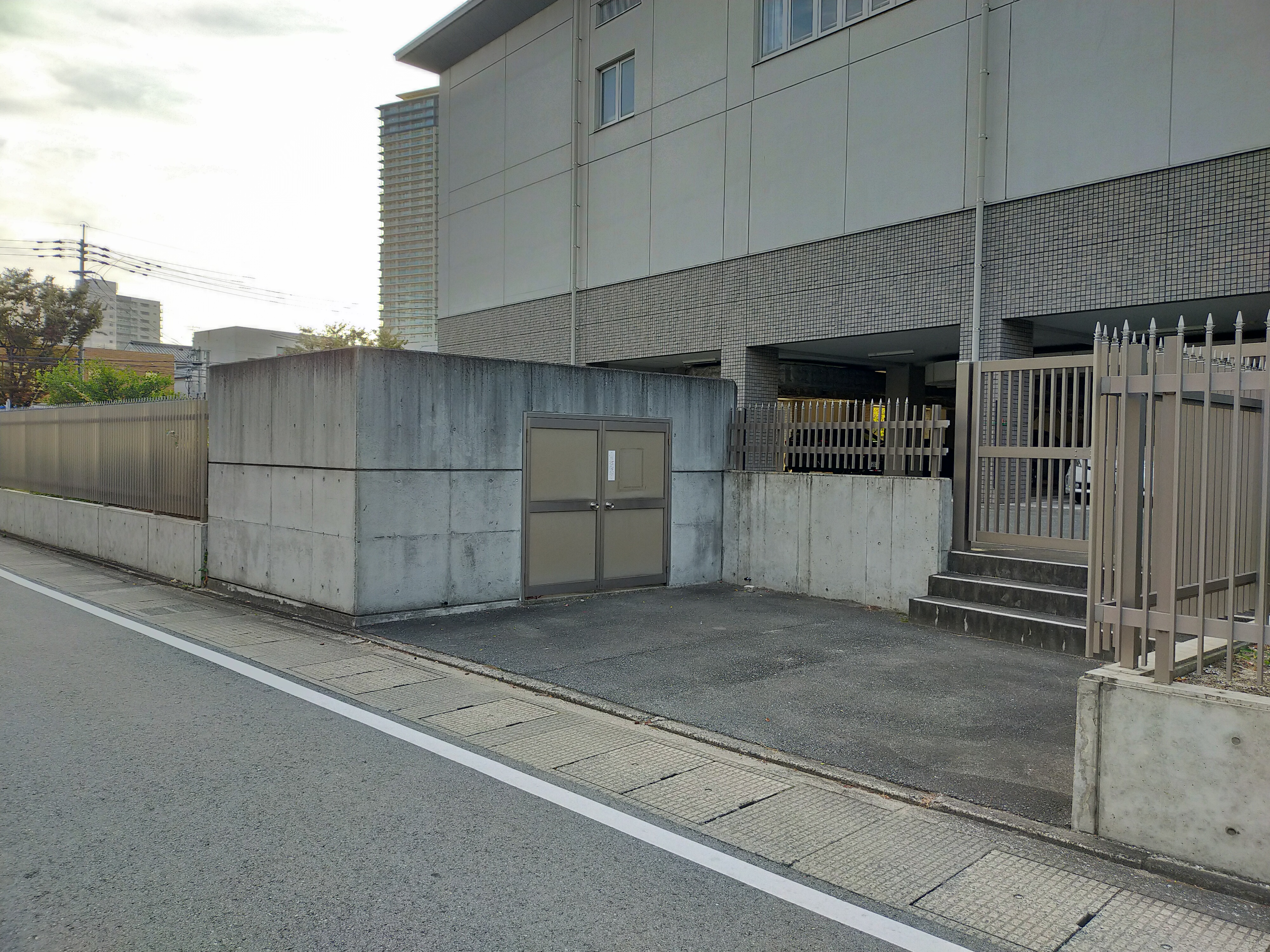
ゴミ集積所
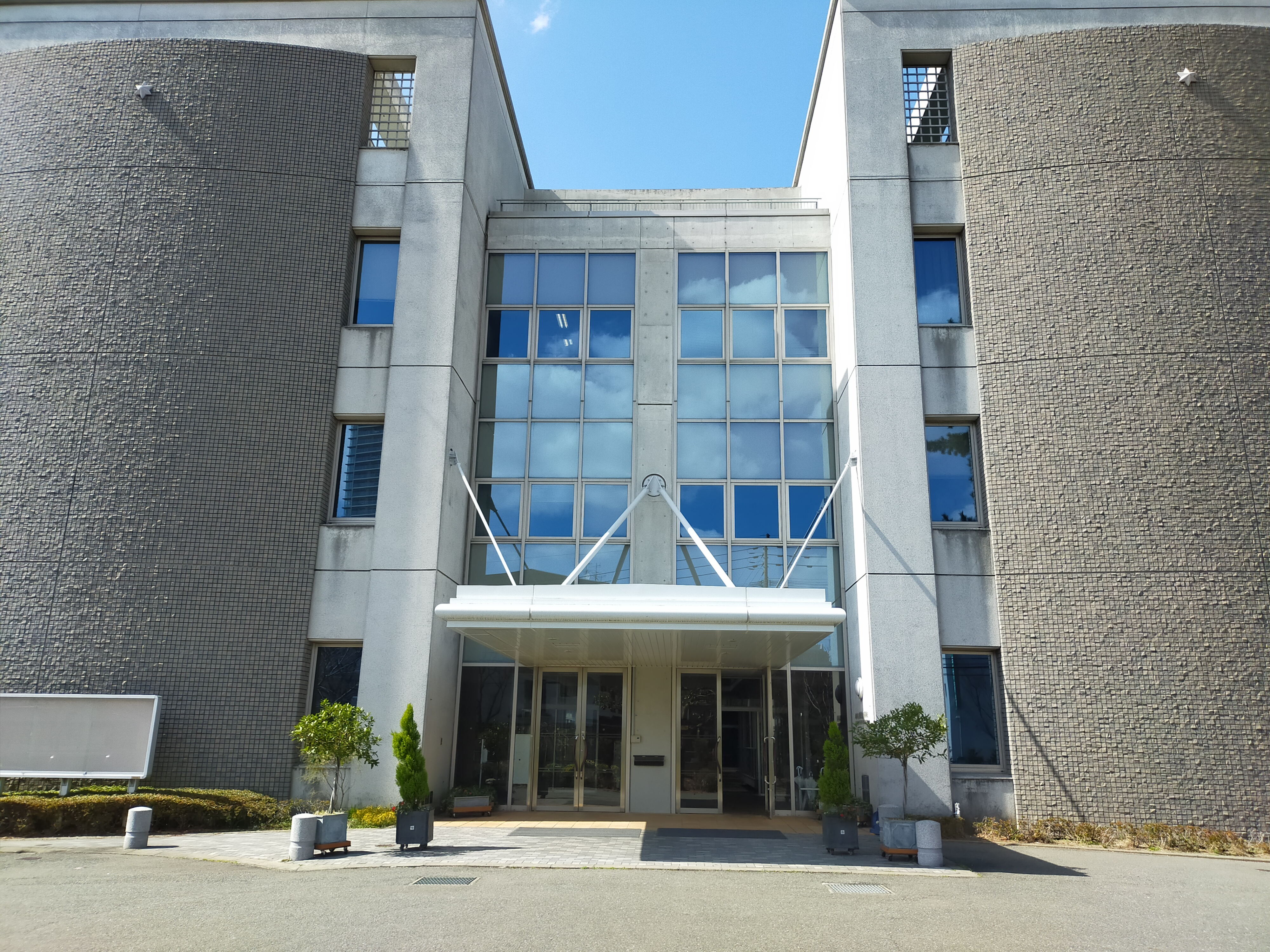
正面玄関
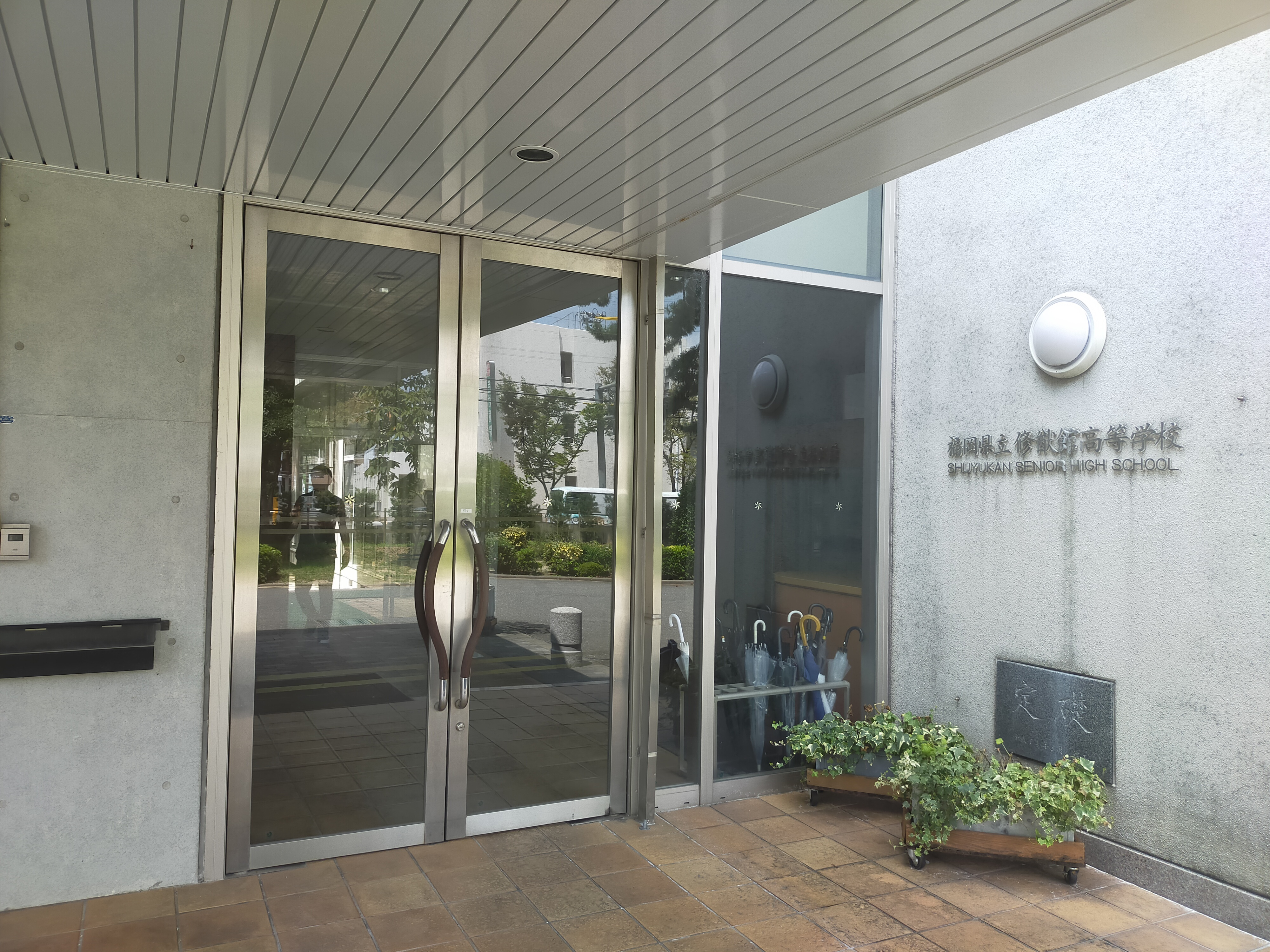
正面玄関入口
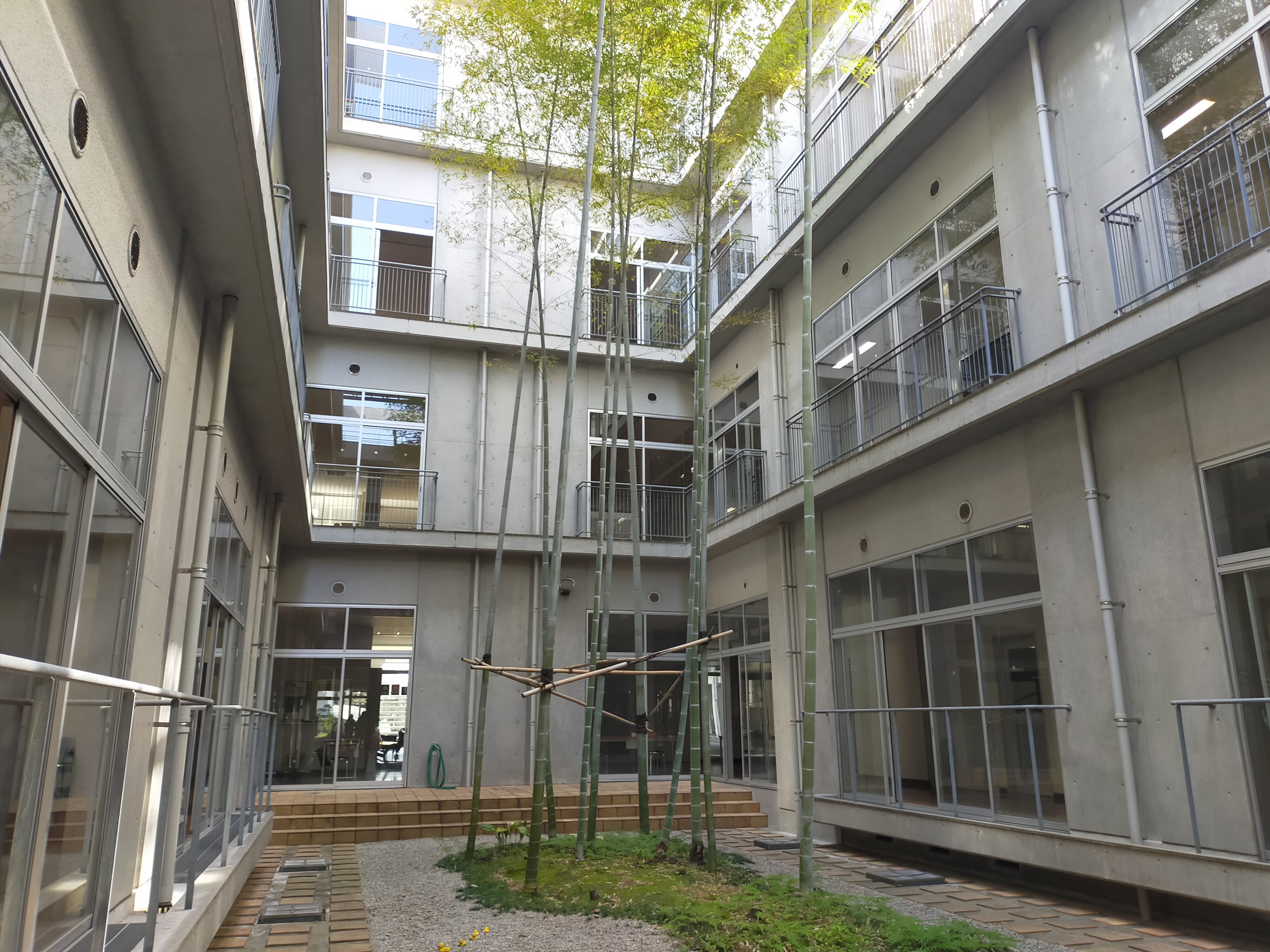
管理棟中庭
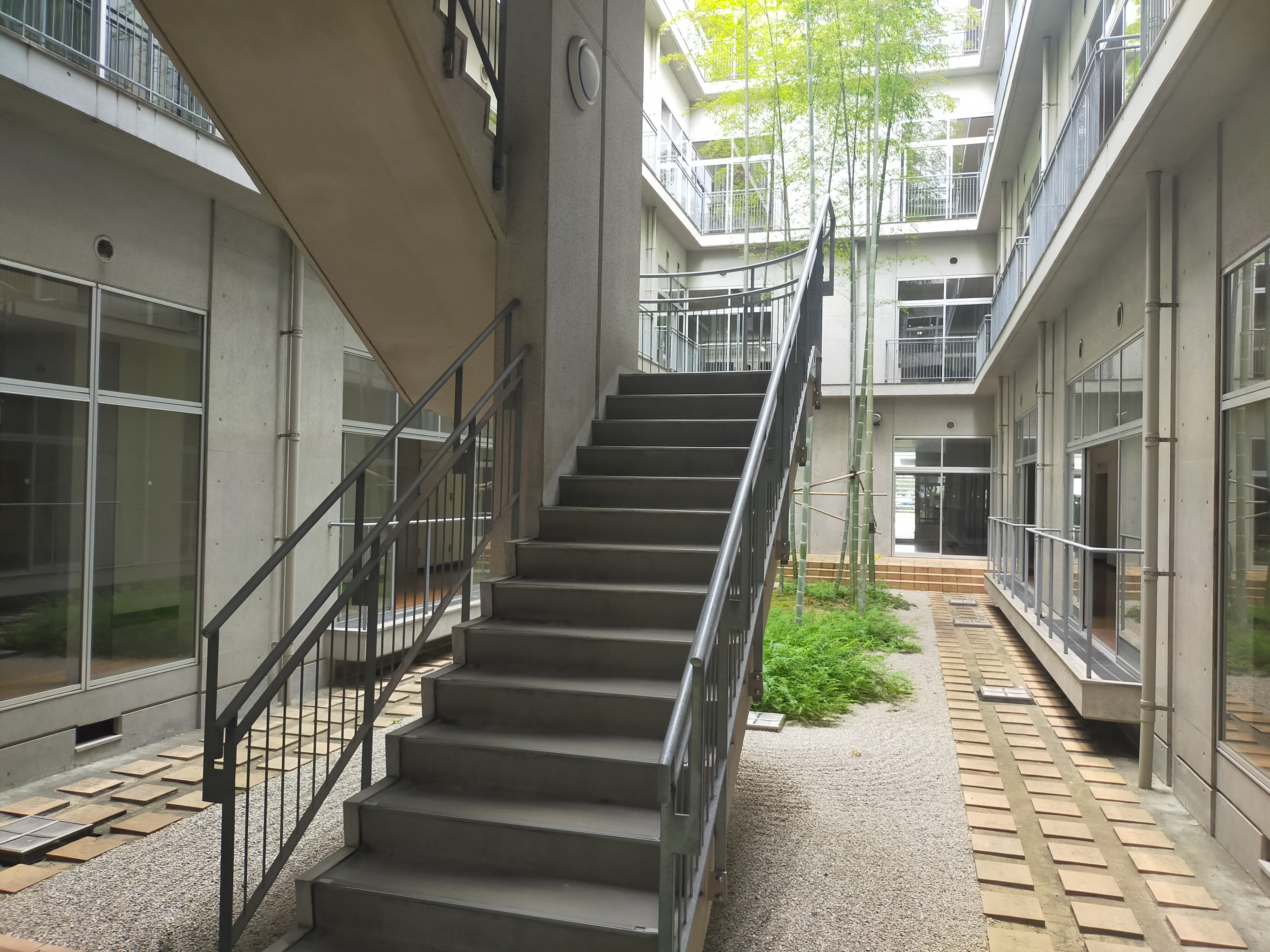
管理棟階段
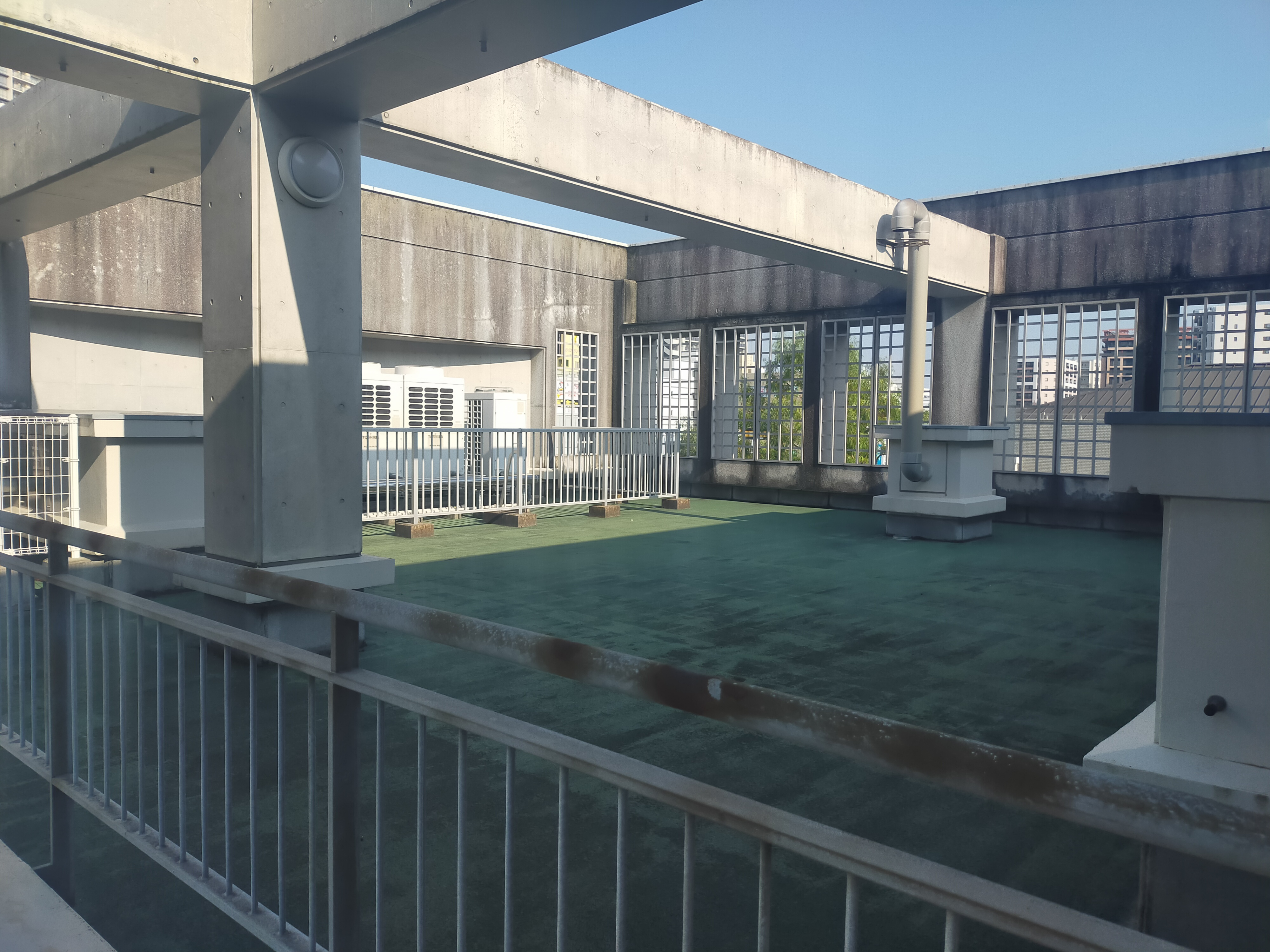
管理棟4階の屋上
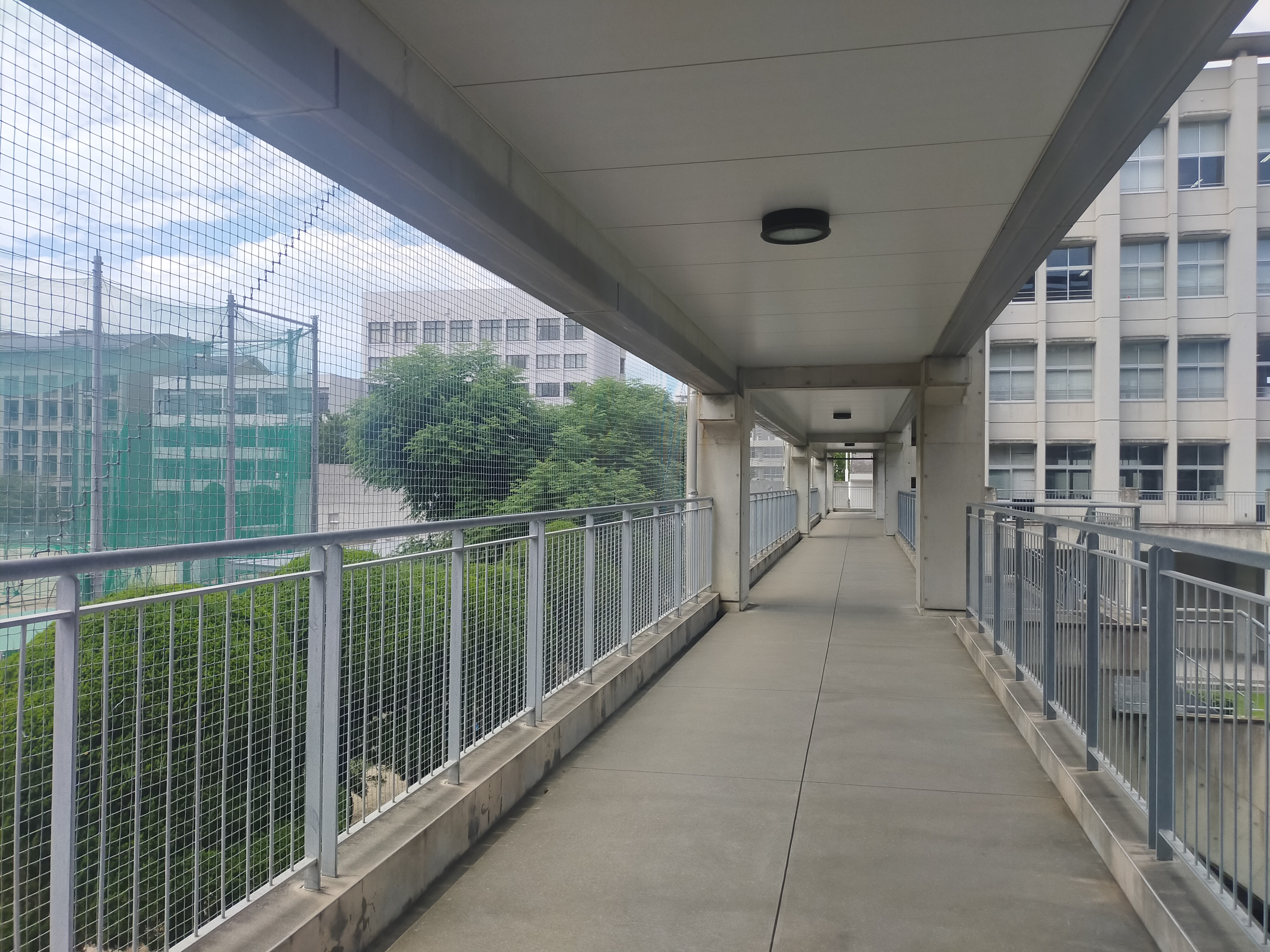
スカイロード
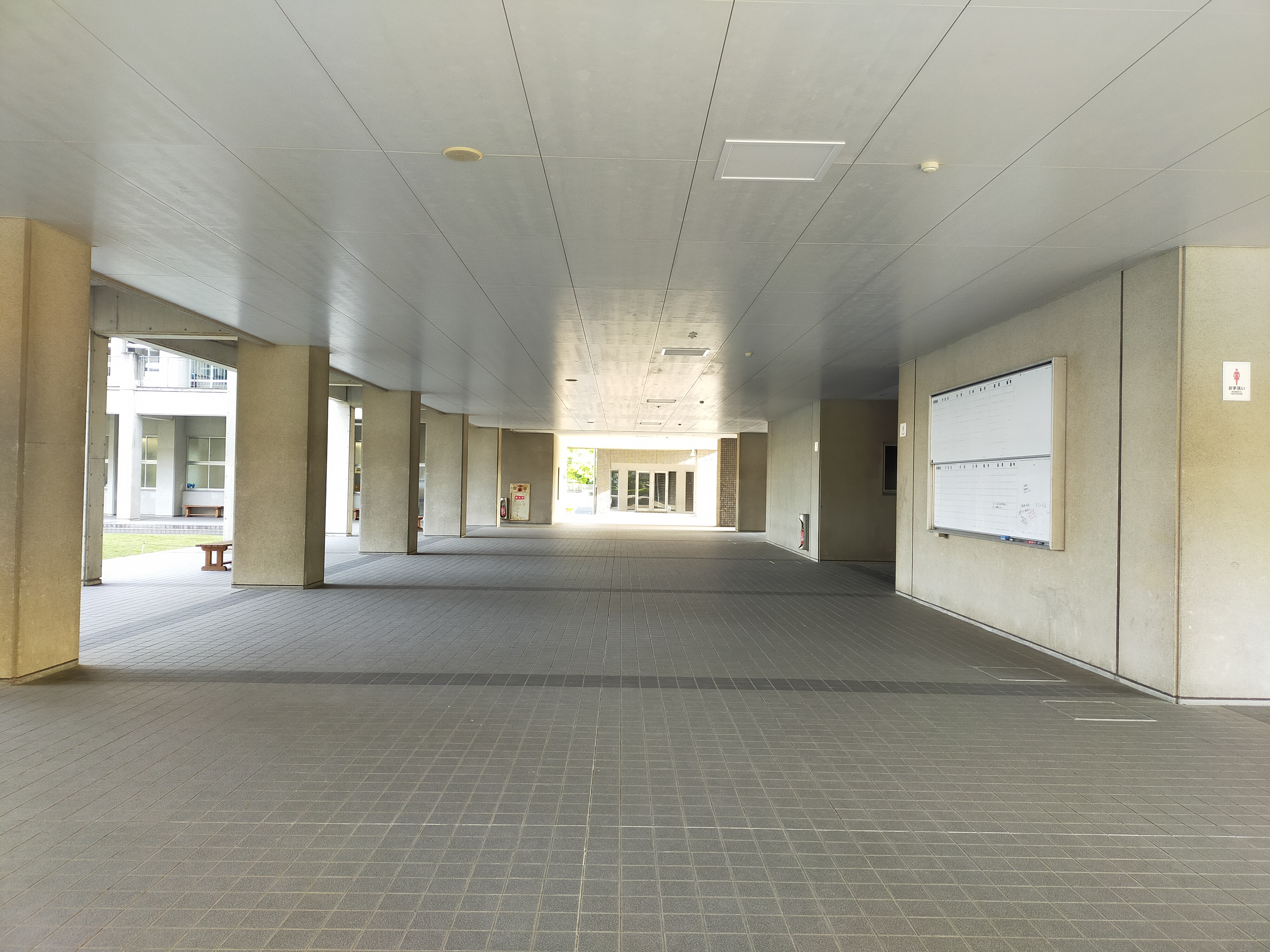
ピロティ
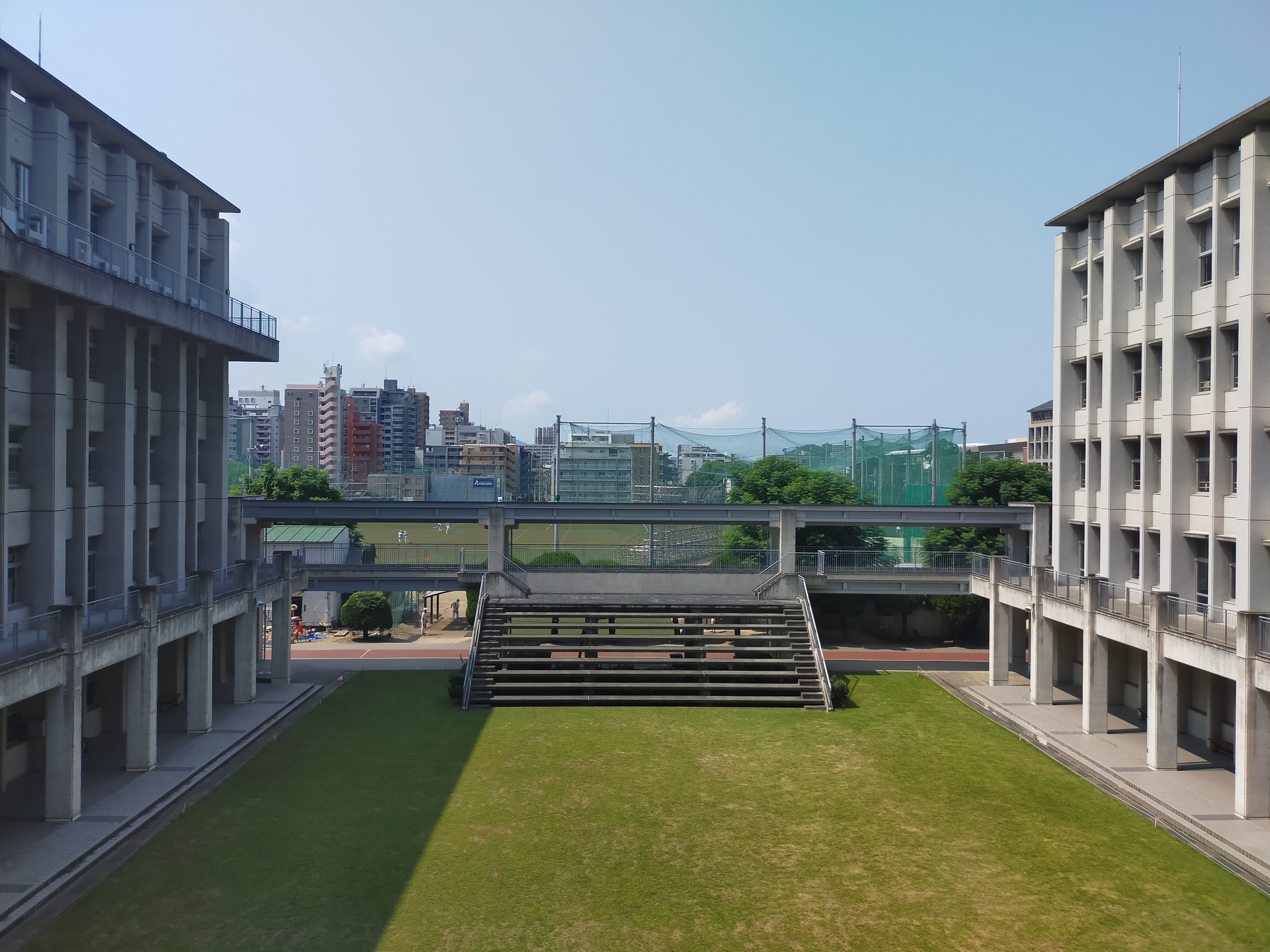
中庭
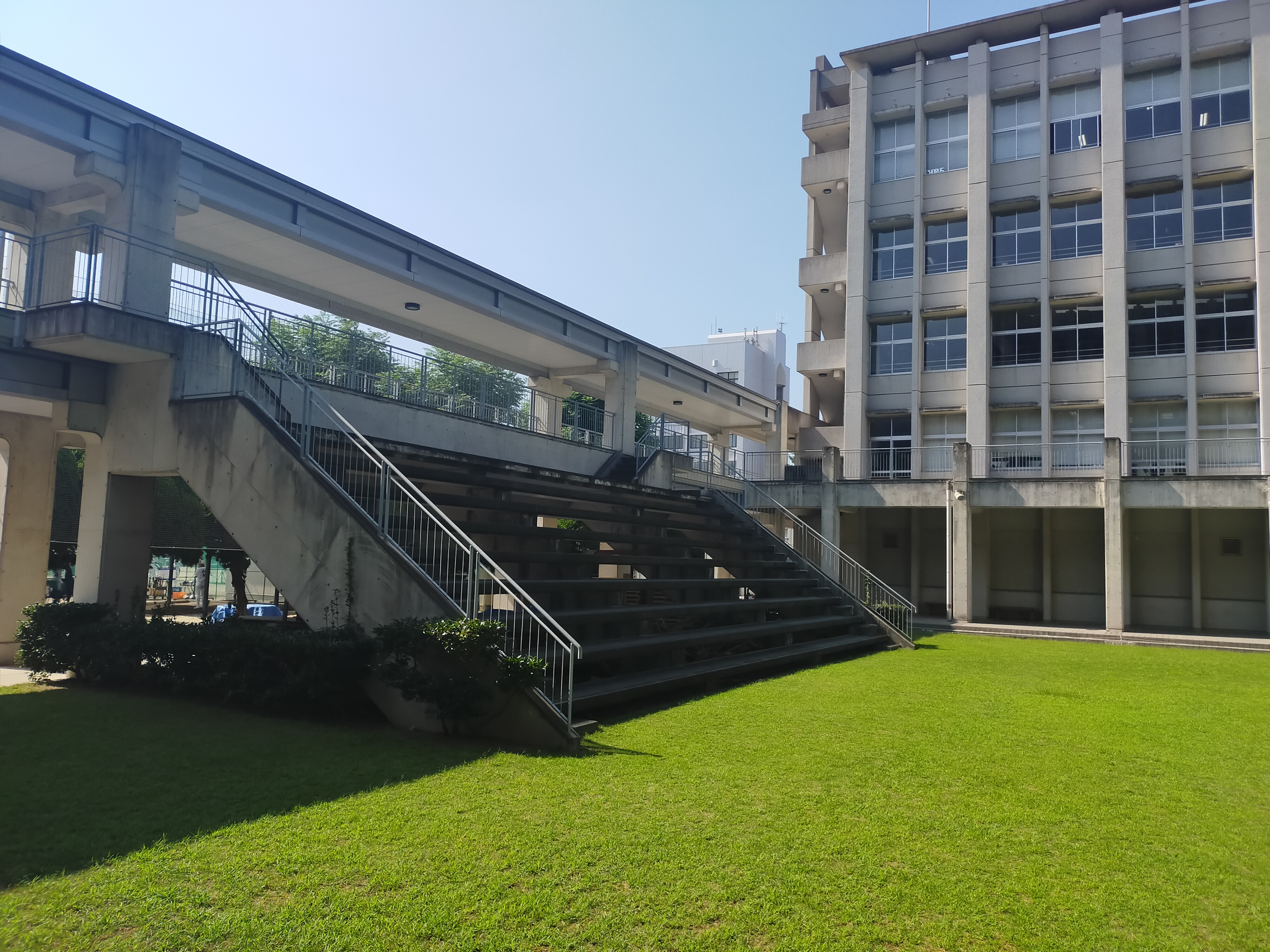
応コン階段
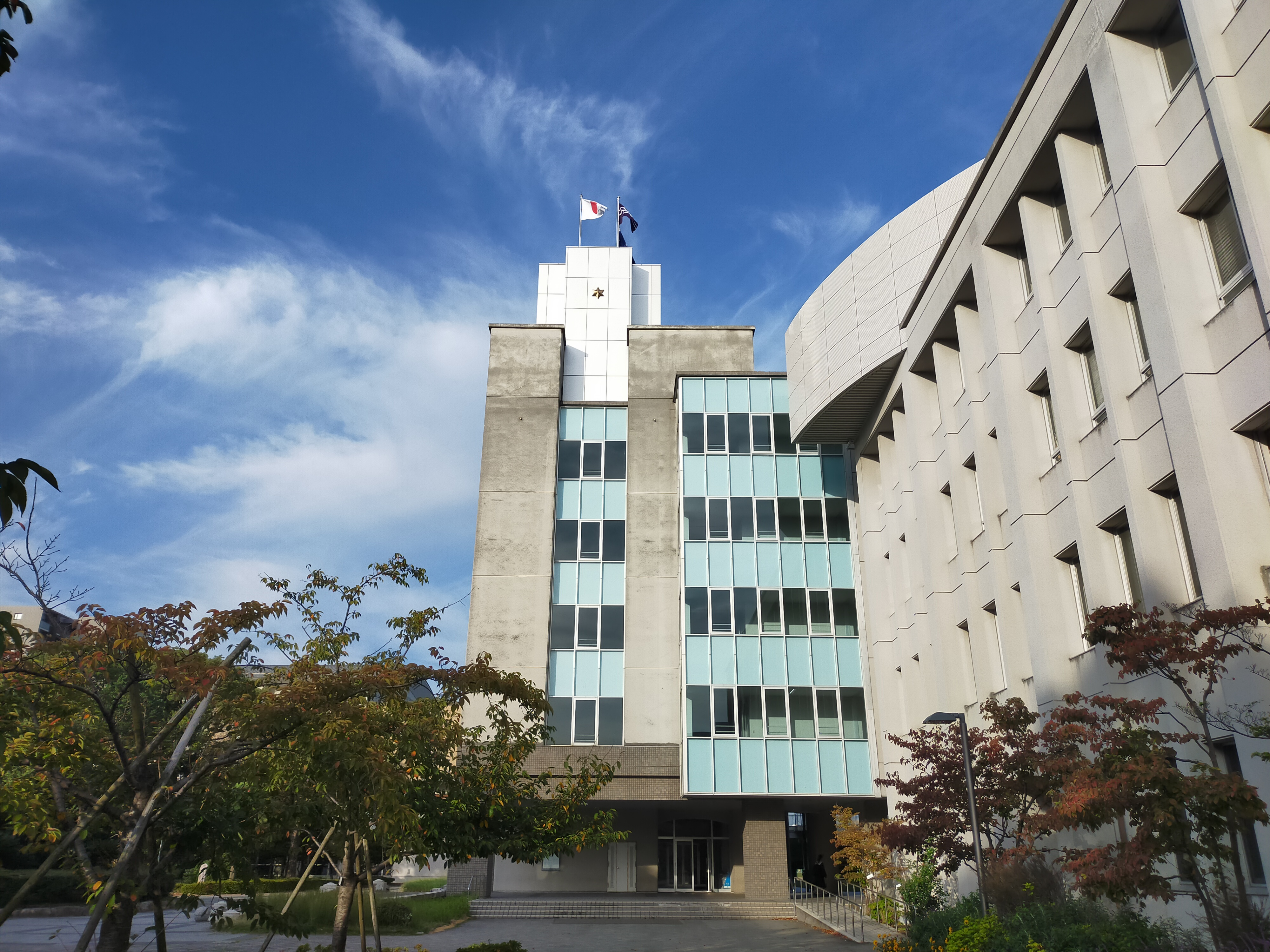
教室棟正門側
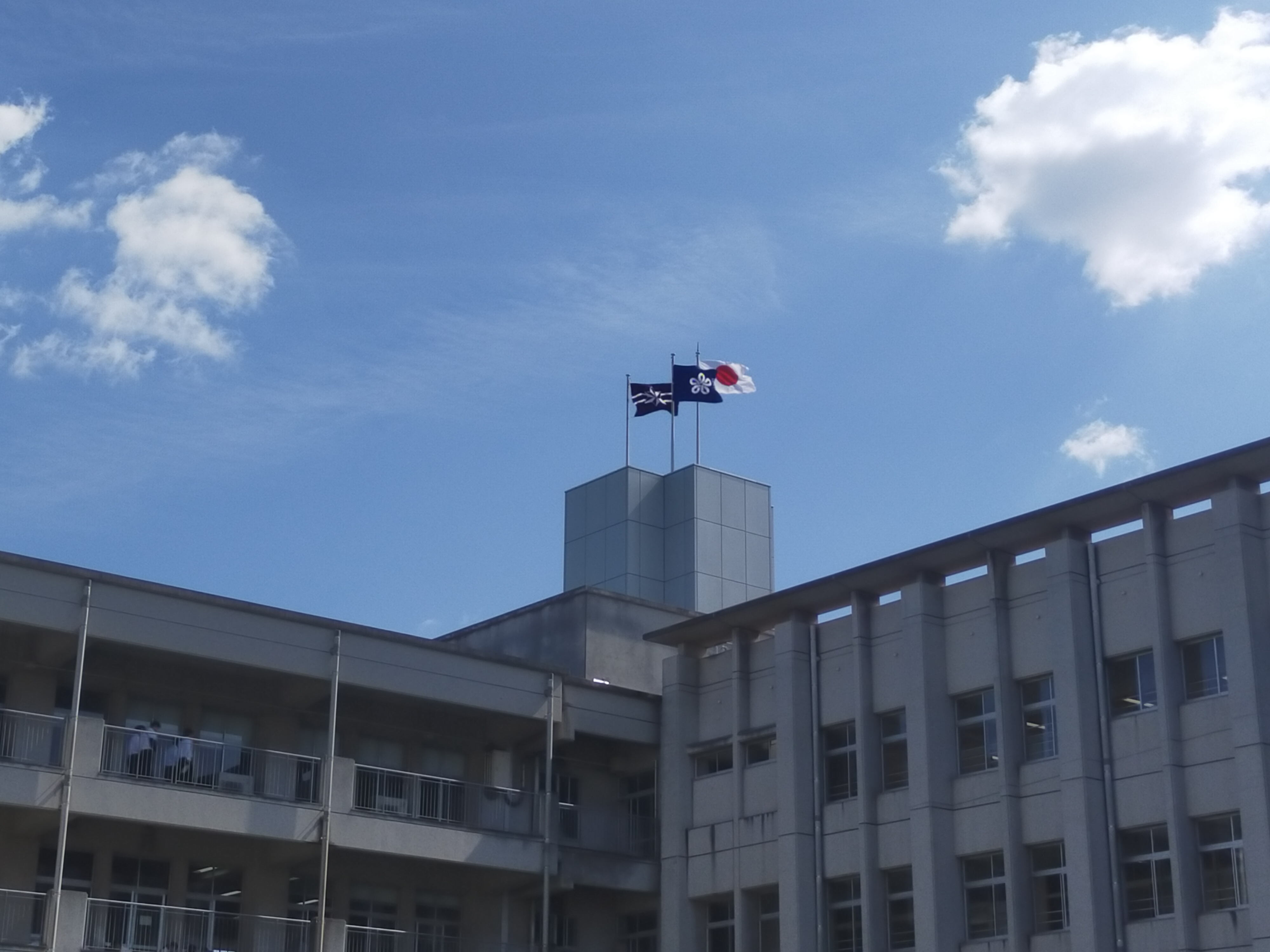
教室棟塔屋（掲揚台）
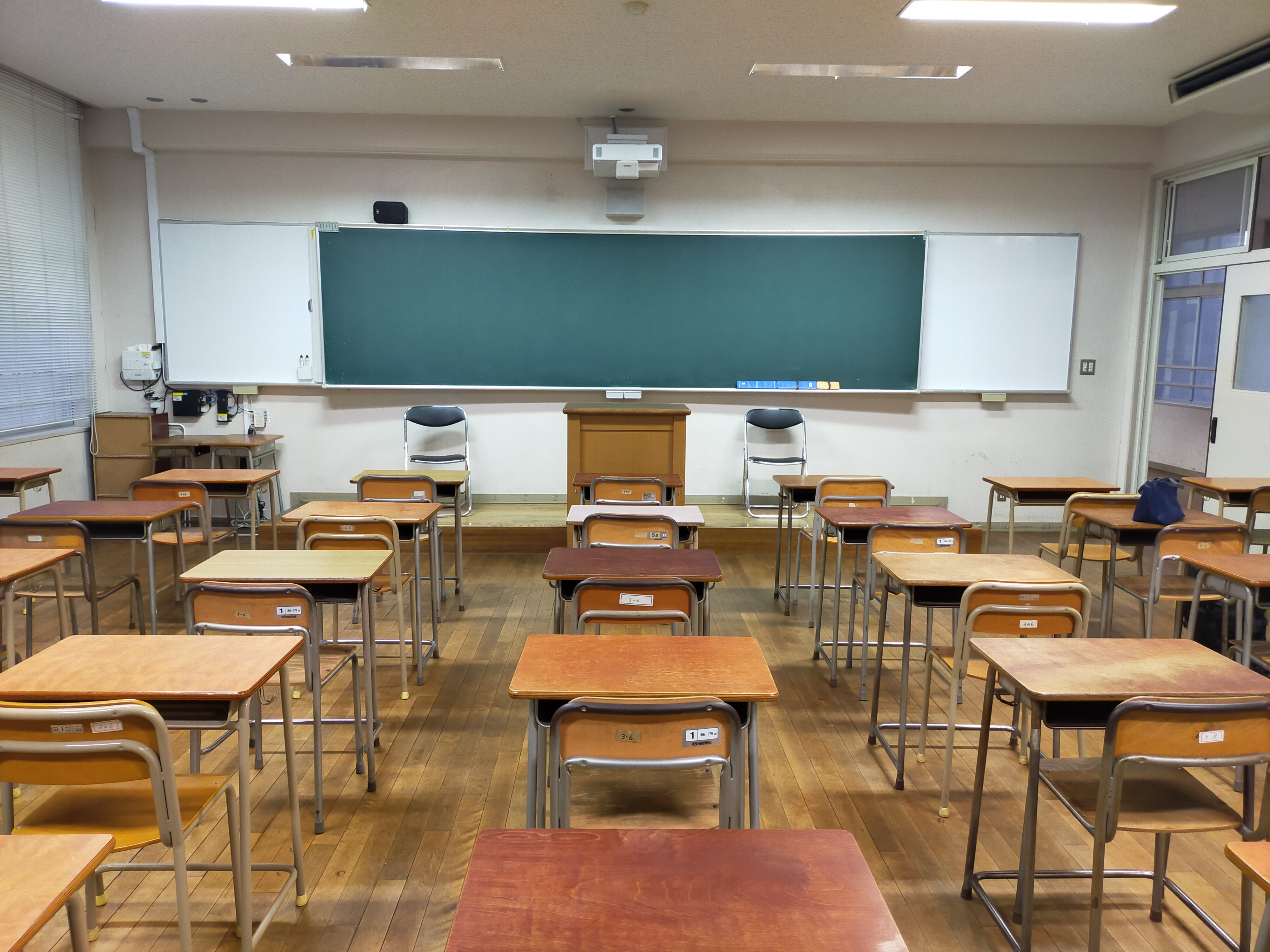
HR教室
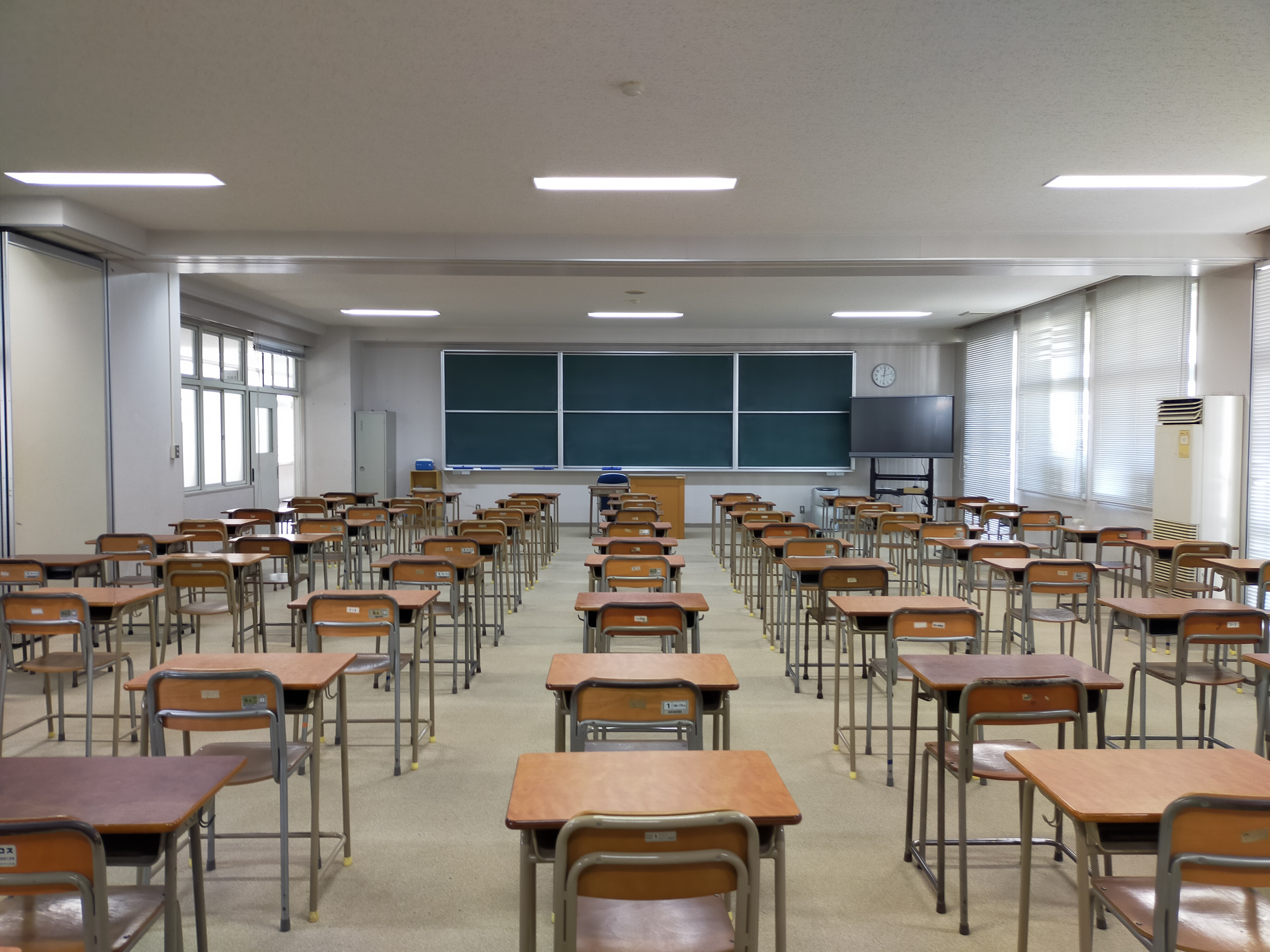
大講義室
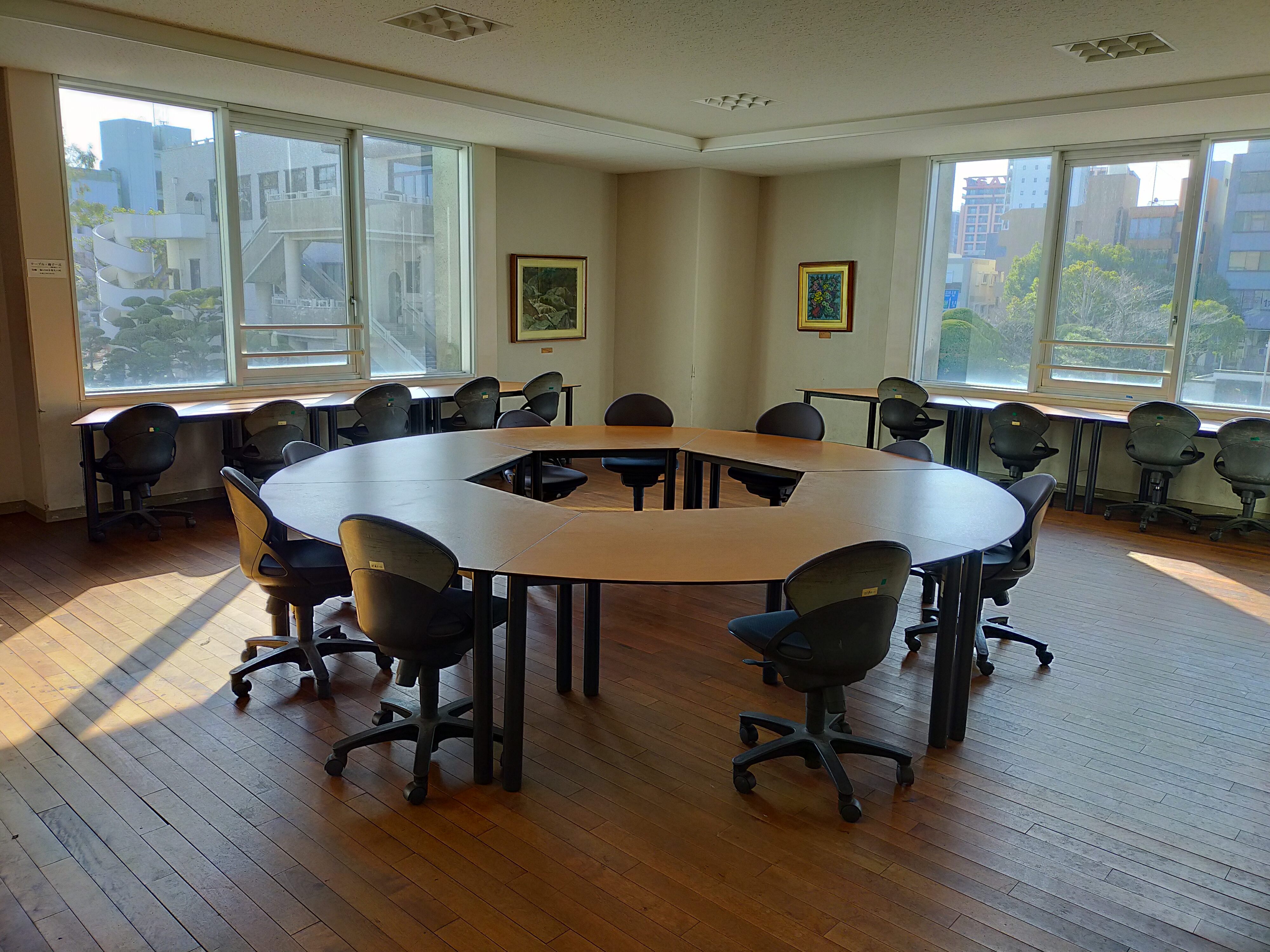
ホール（南棟2階）
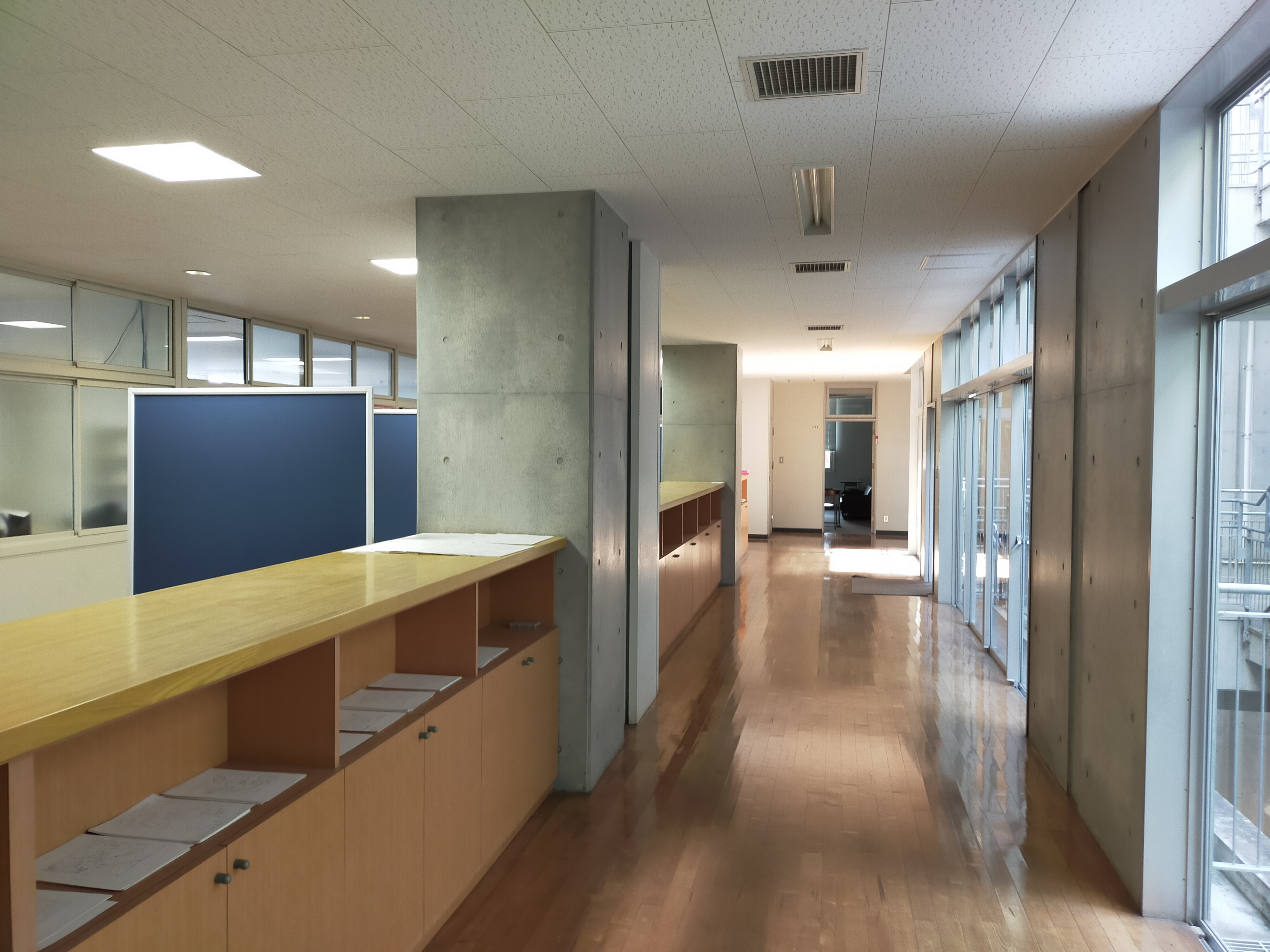
教科センター前
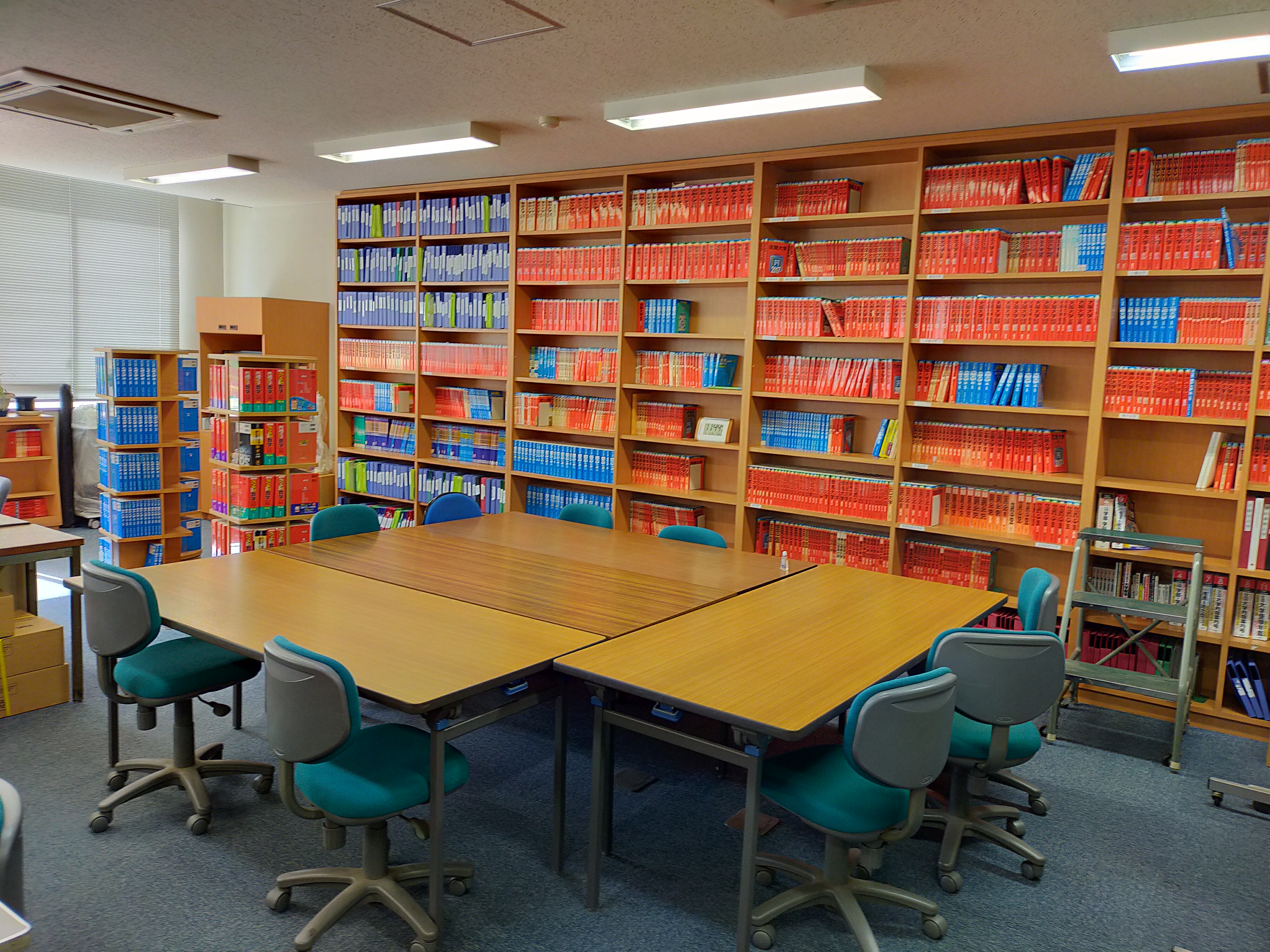
進路指導室
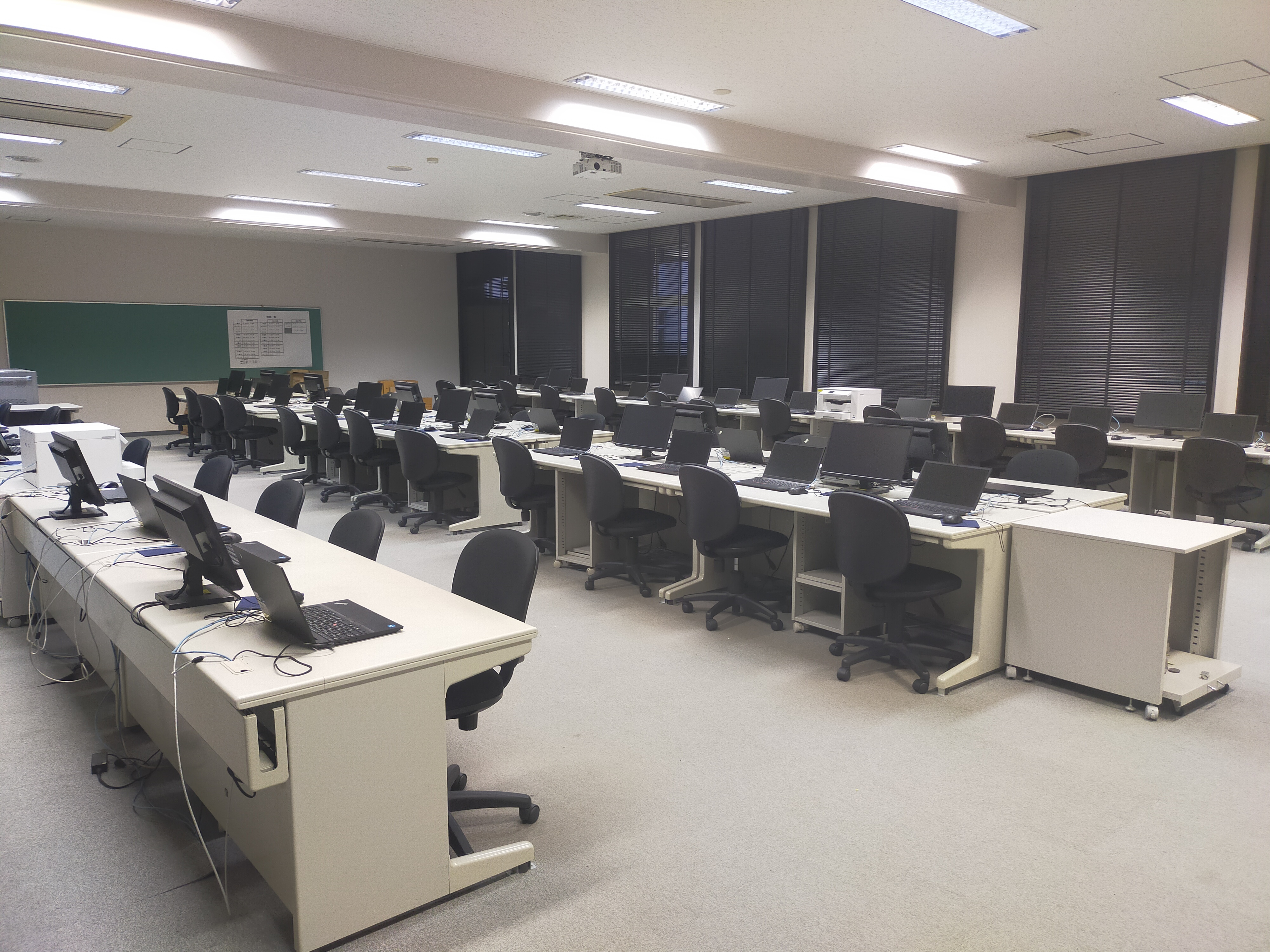
パソコン教室
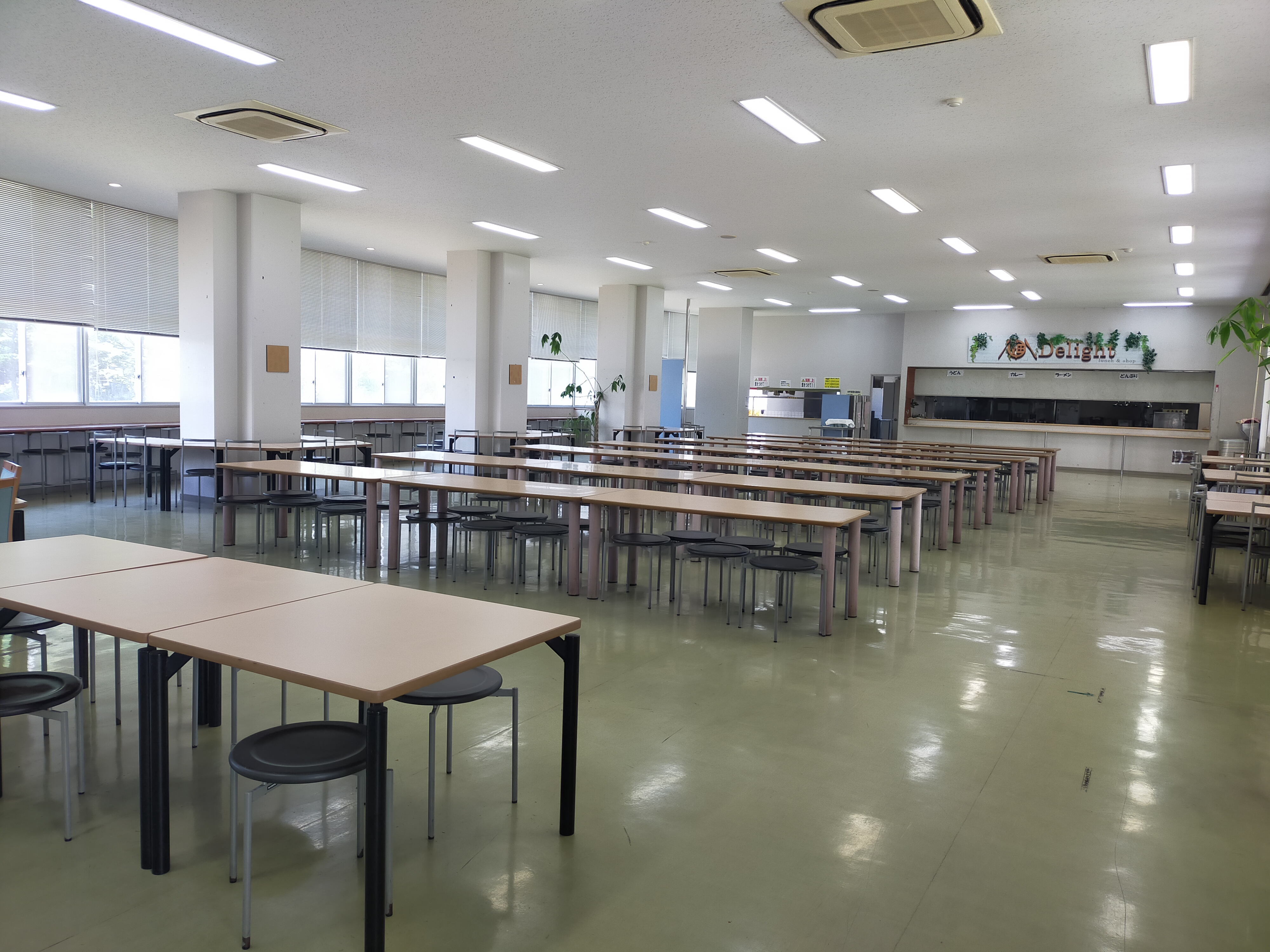
食堂
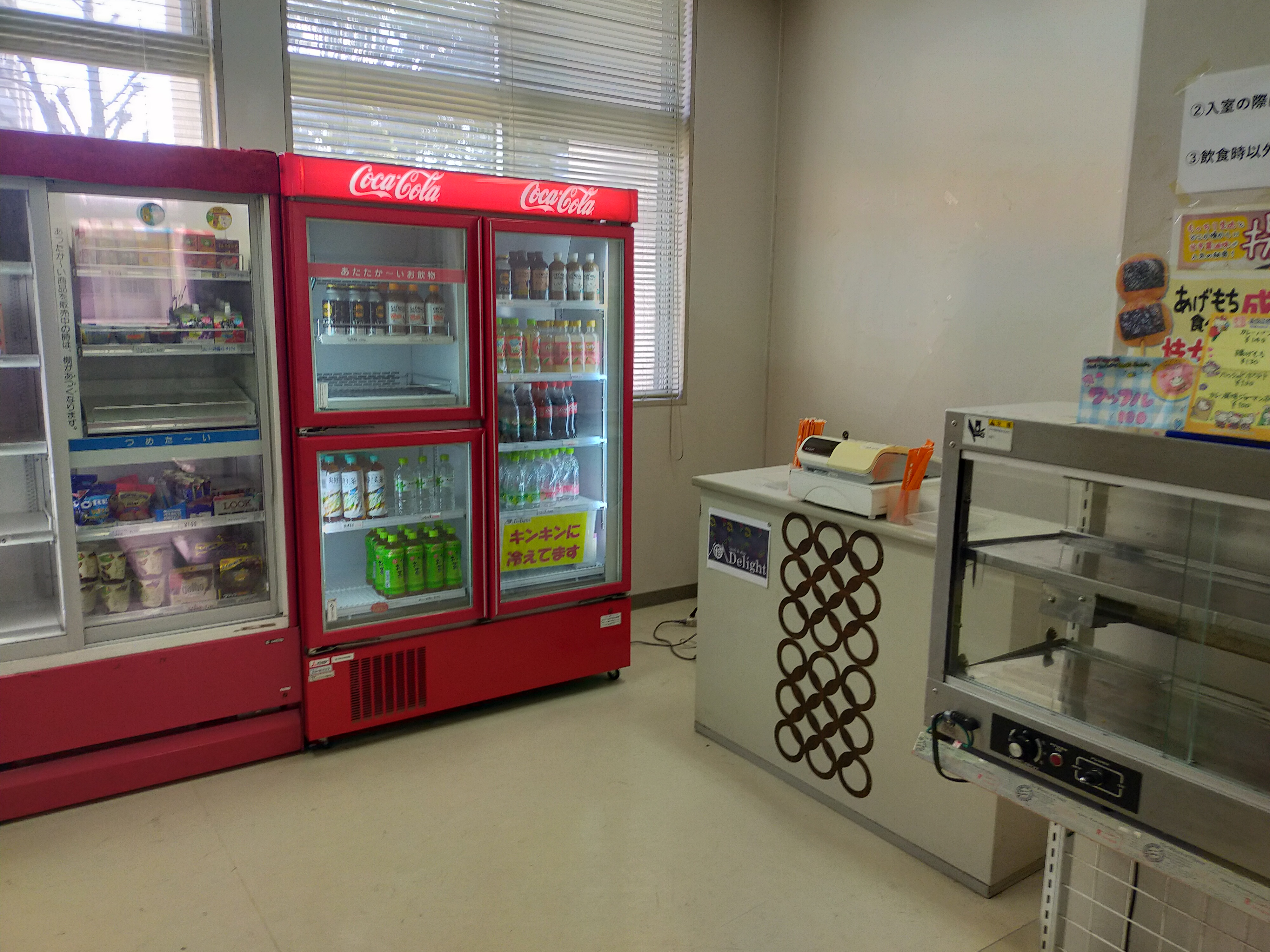
売店
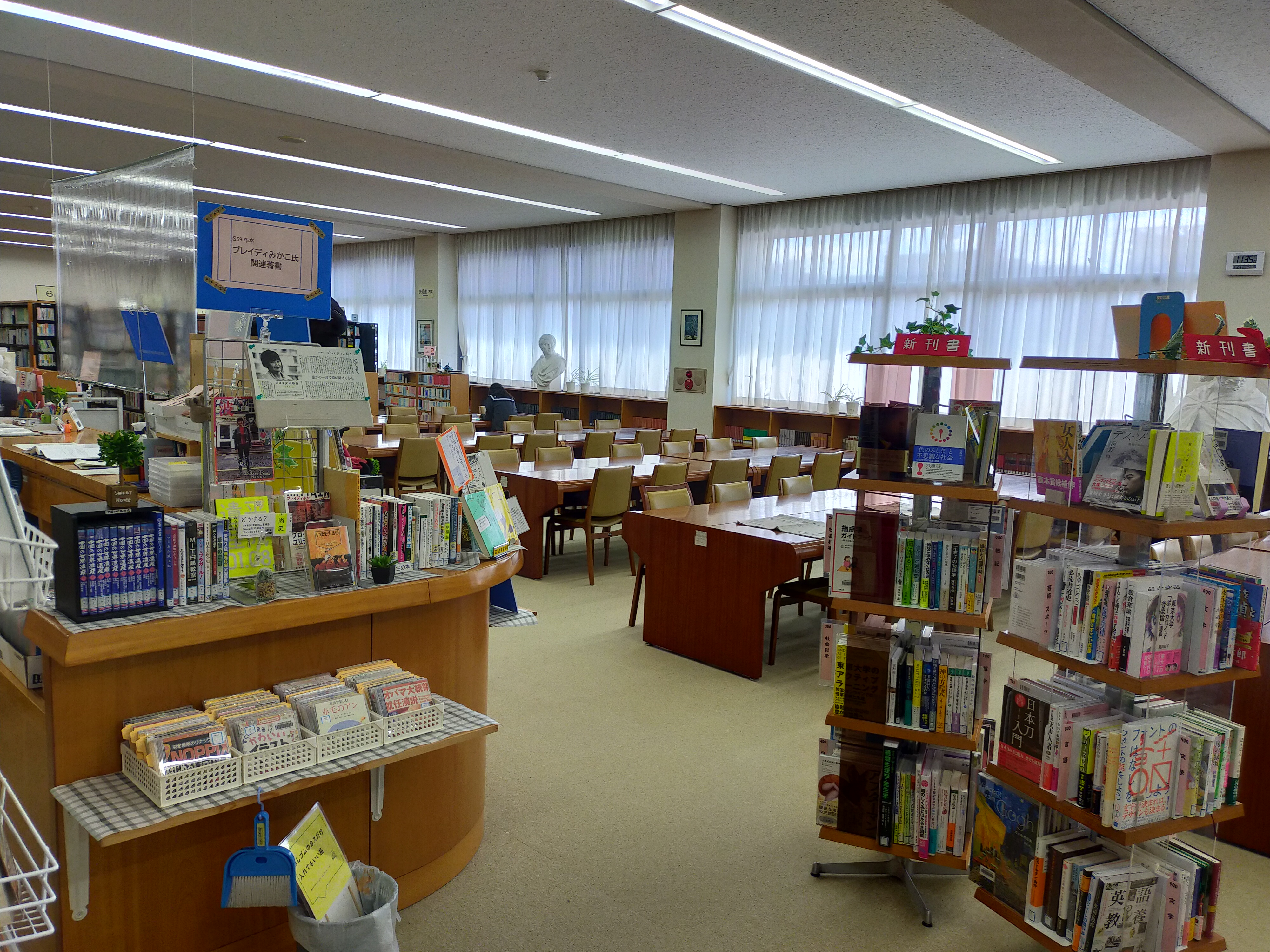
図書館内部
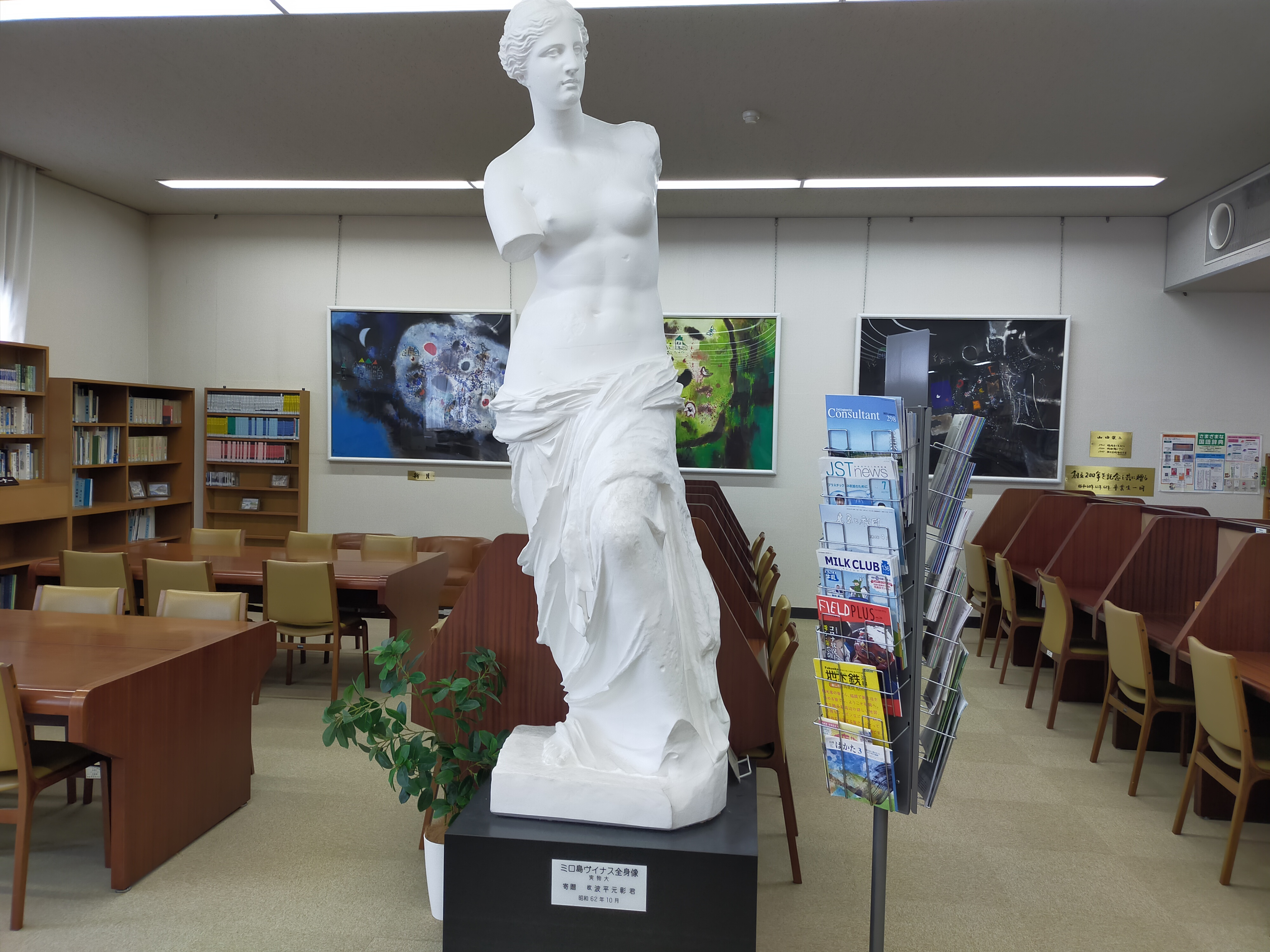
ヴィーナス像[注釈 3]
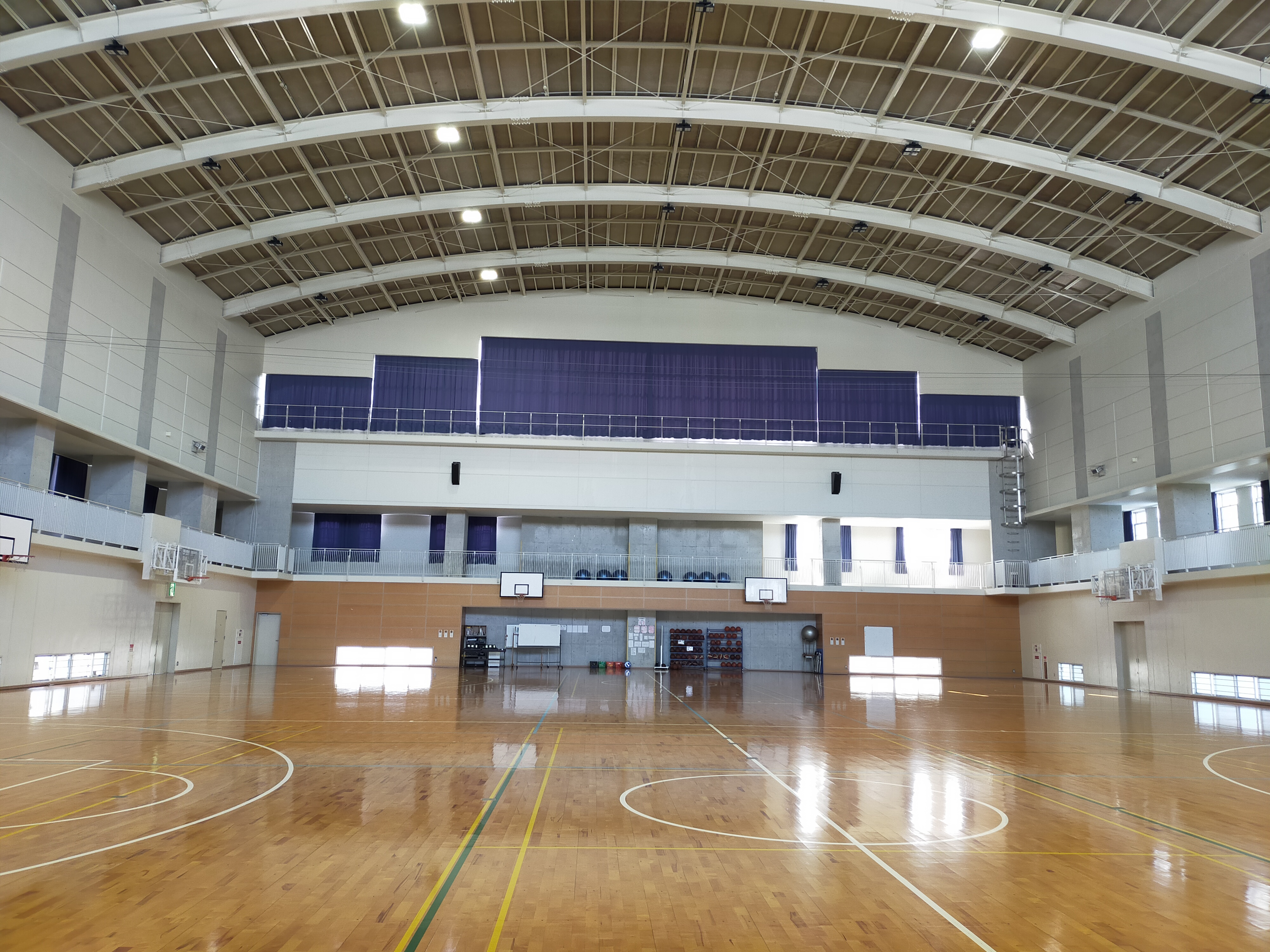
体育館内部
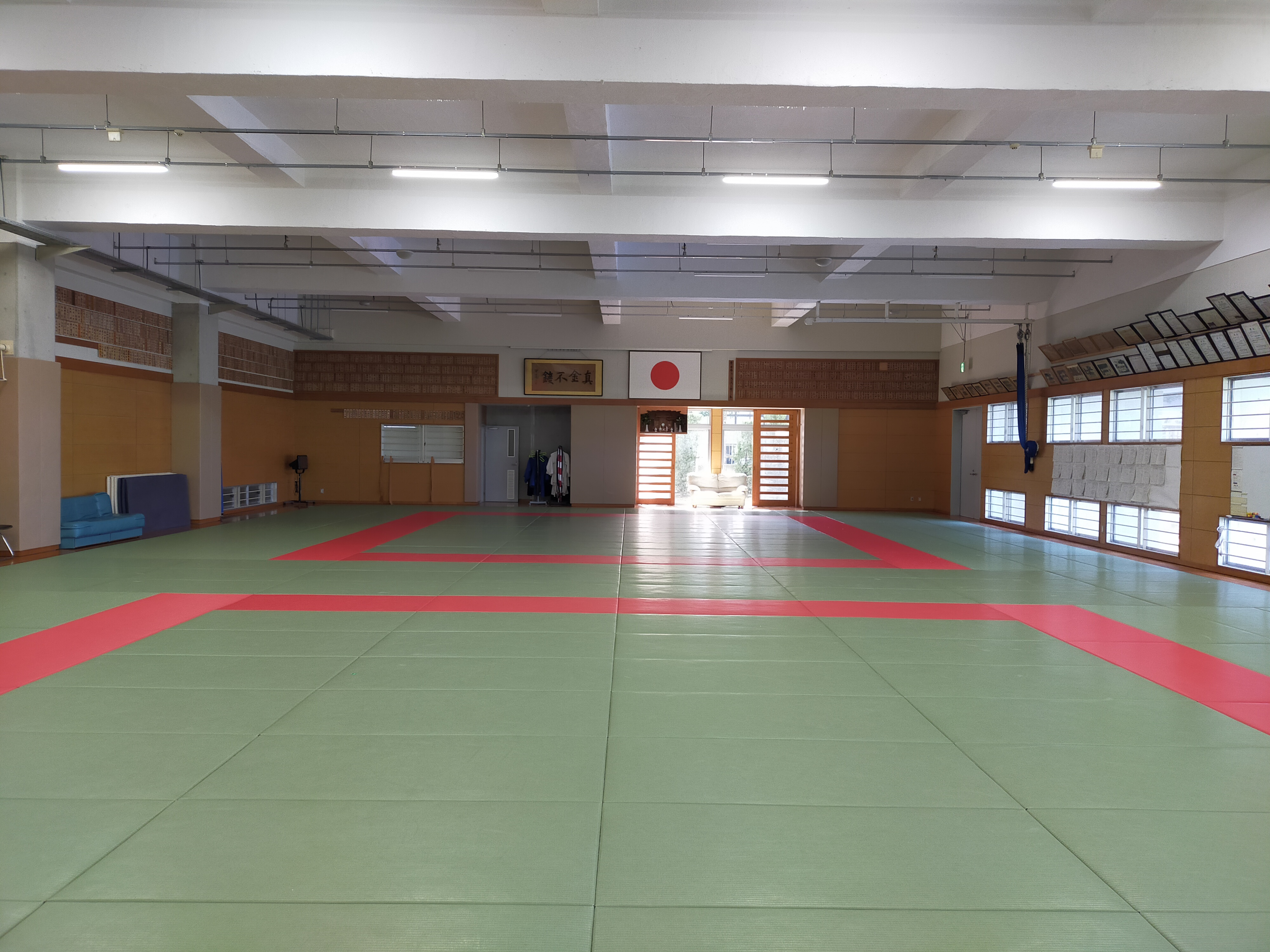
柔道場
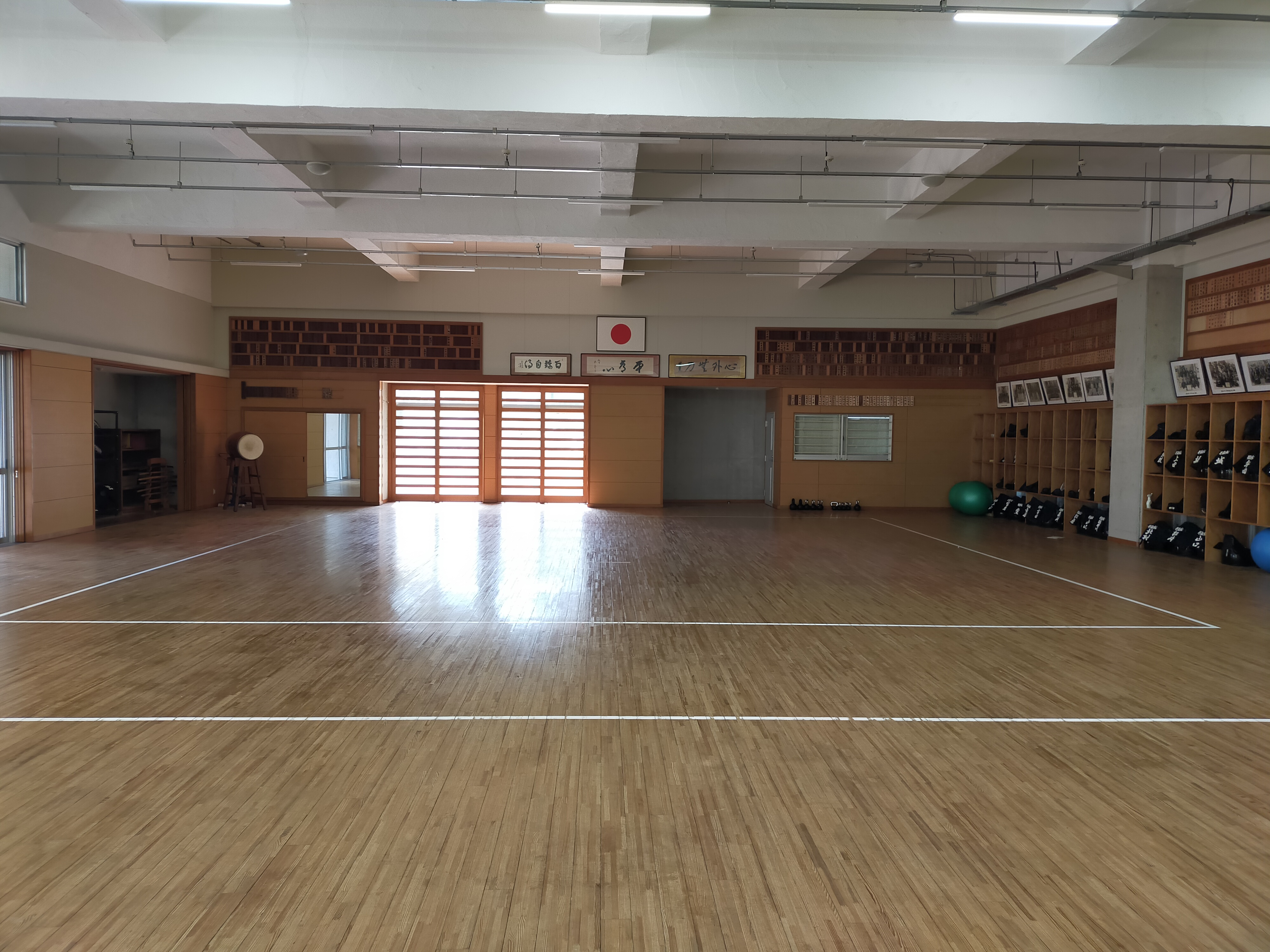
剣道場
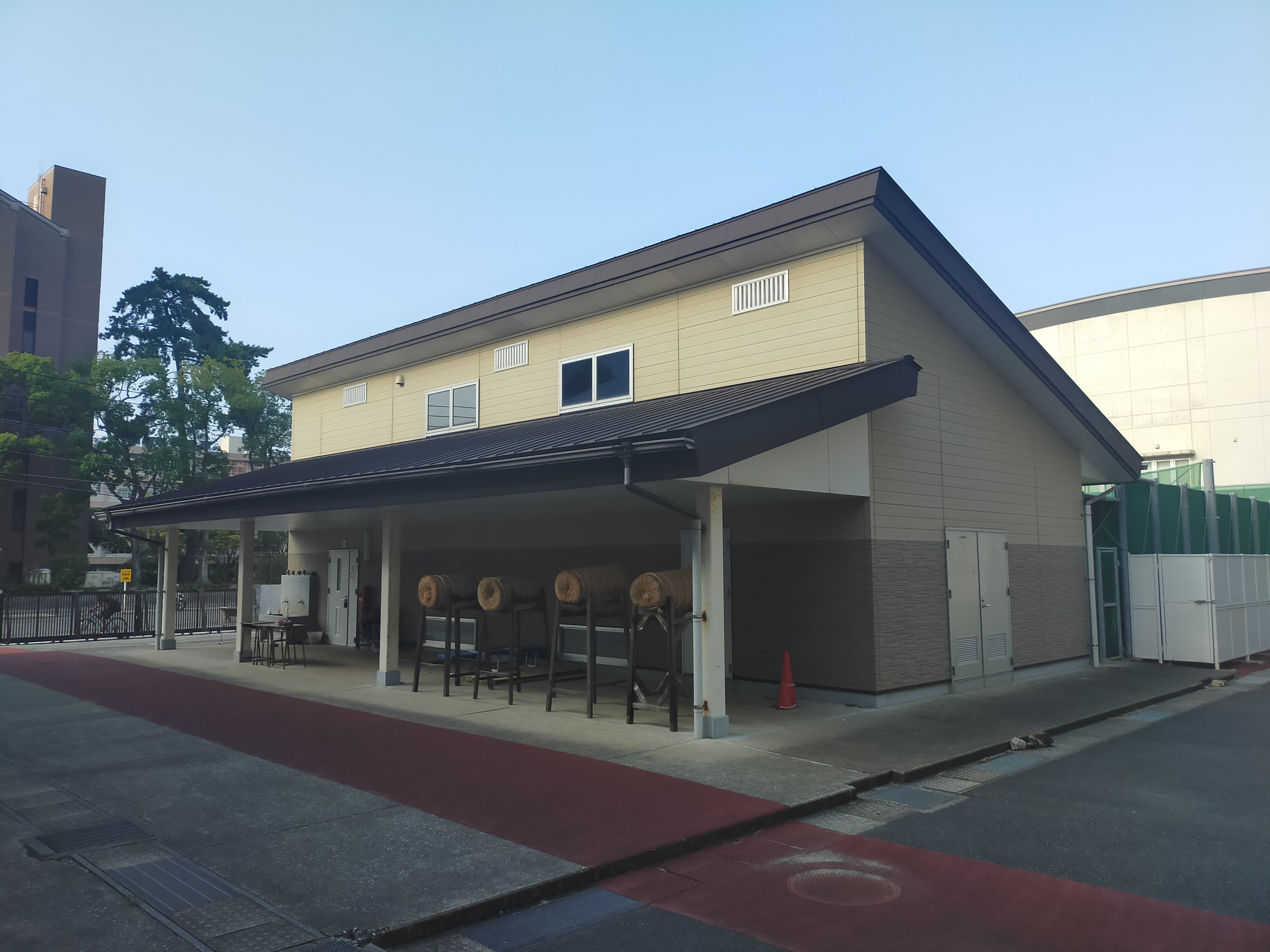
弓道場
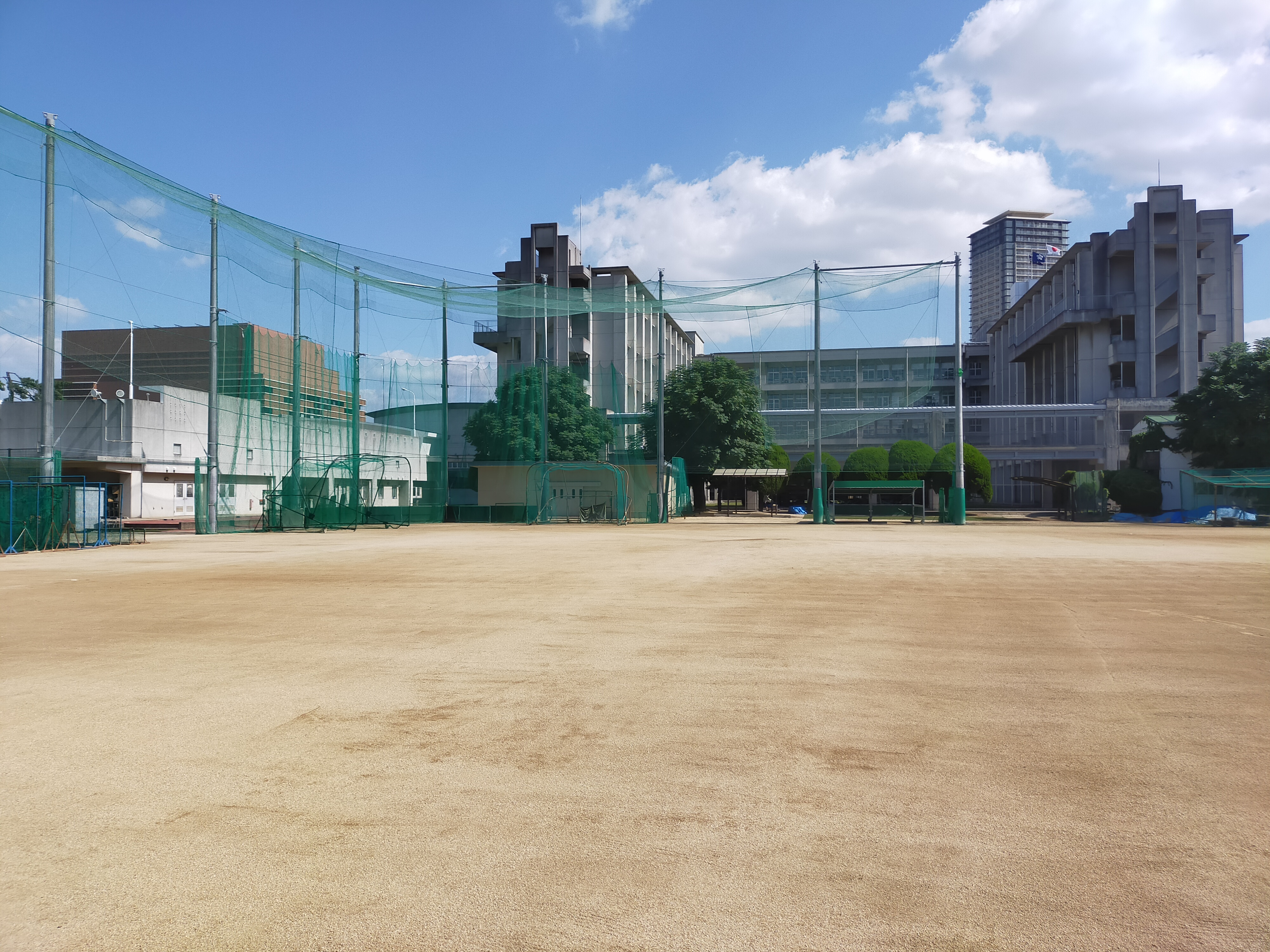
野球場
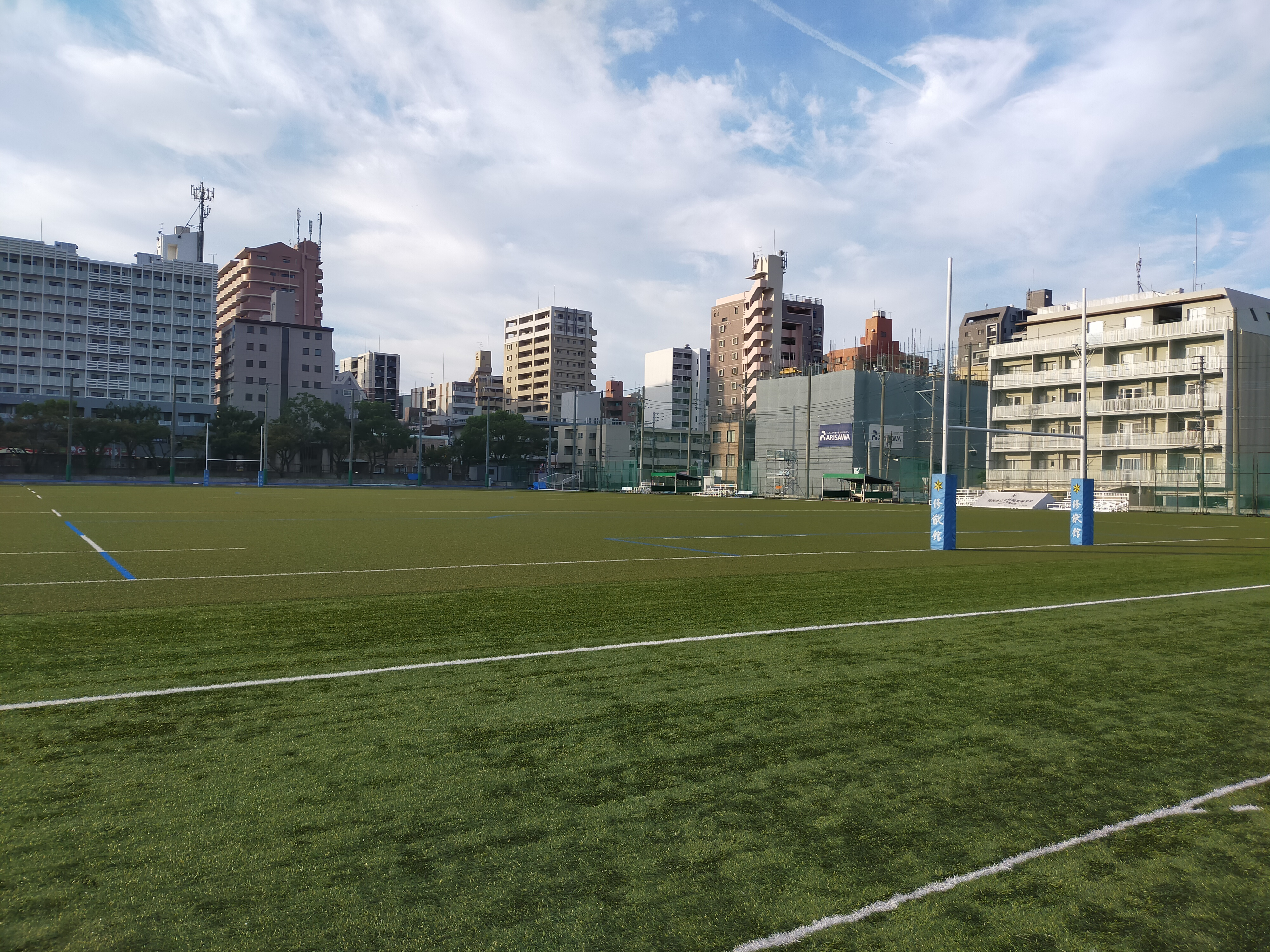
ラグビーコート
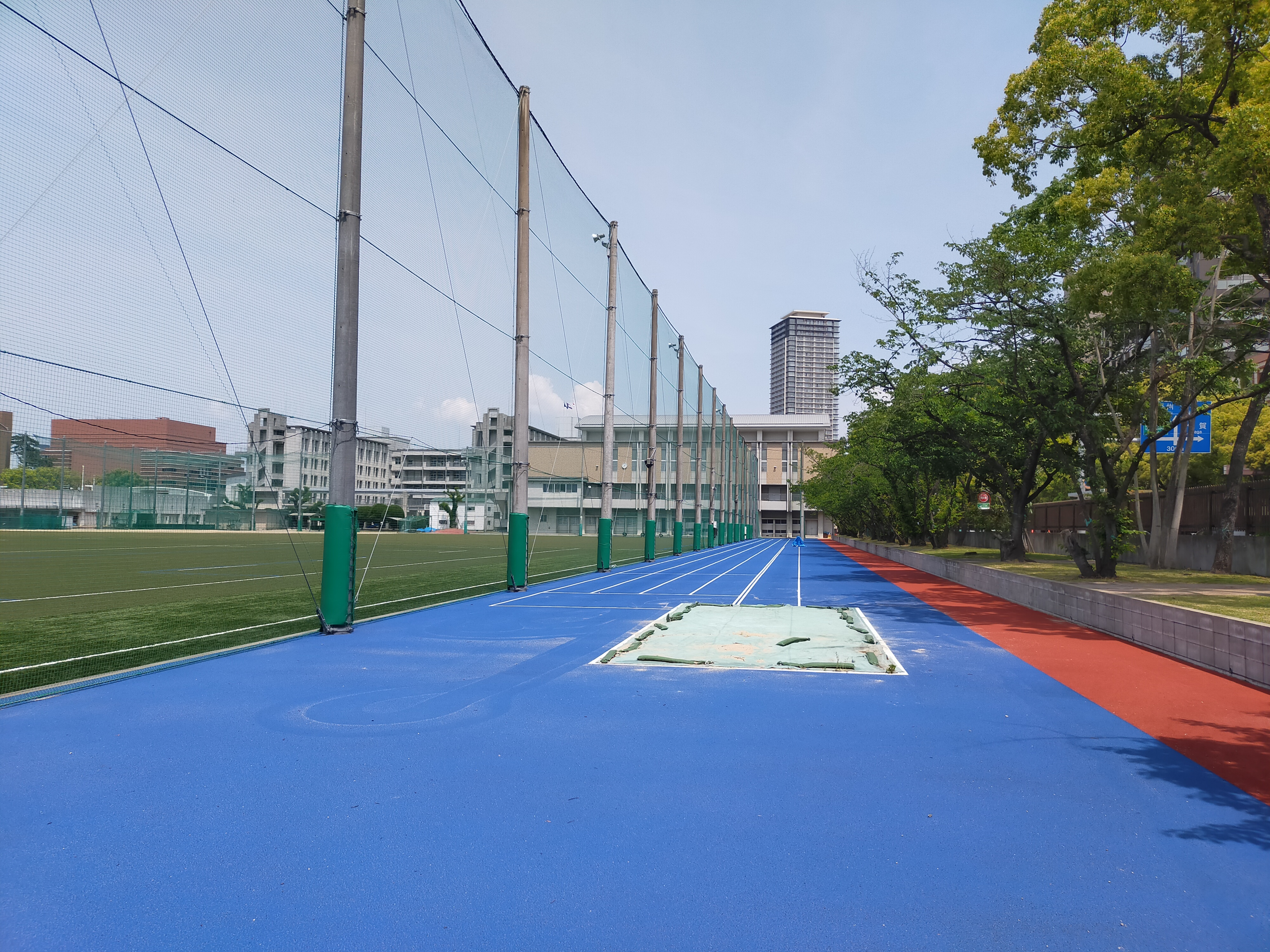
陸上走路
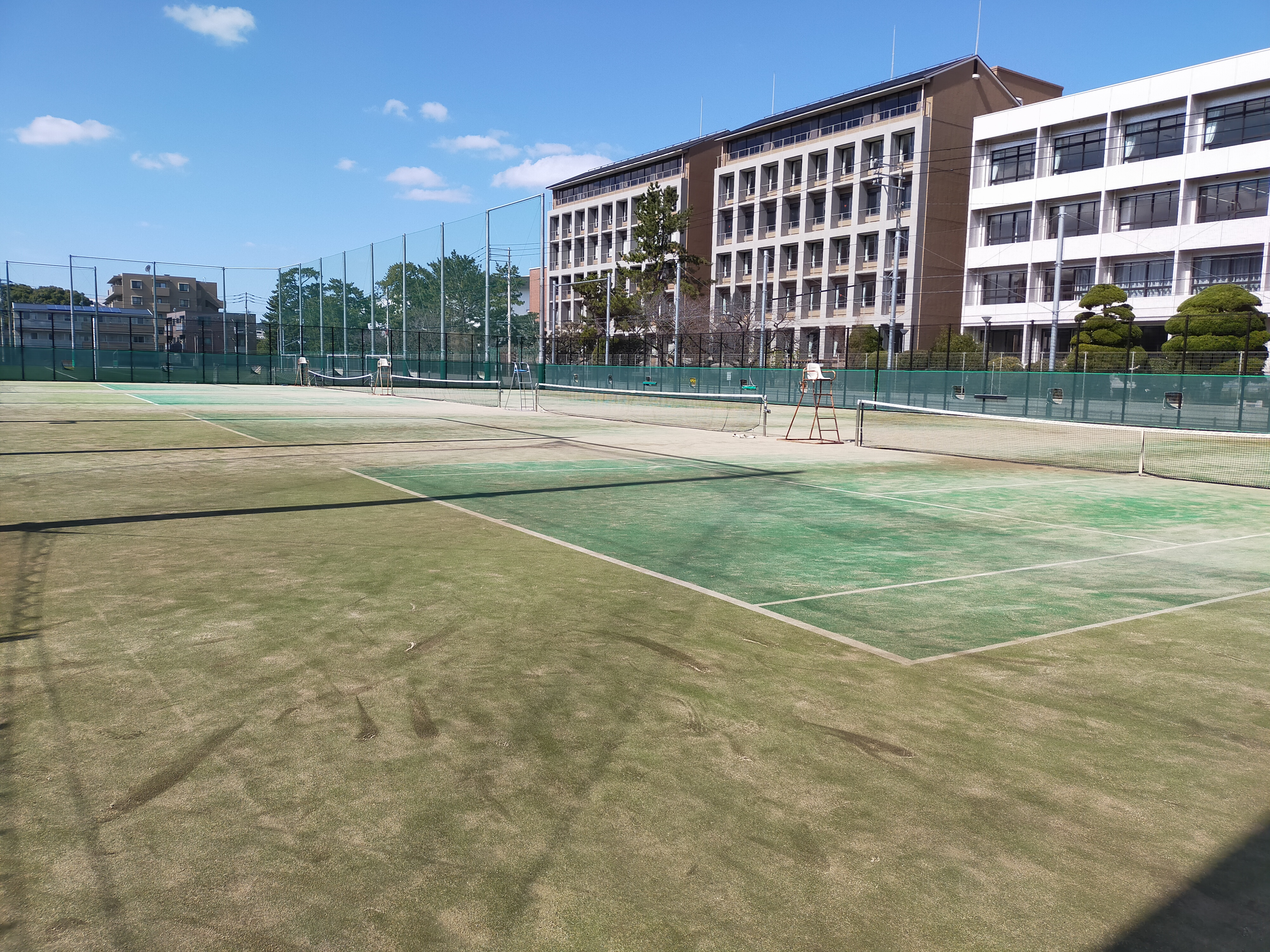
テニスコート
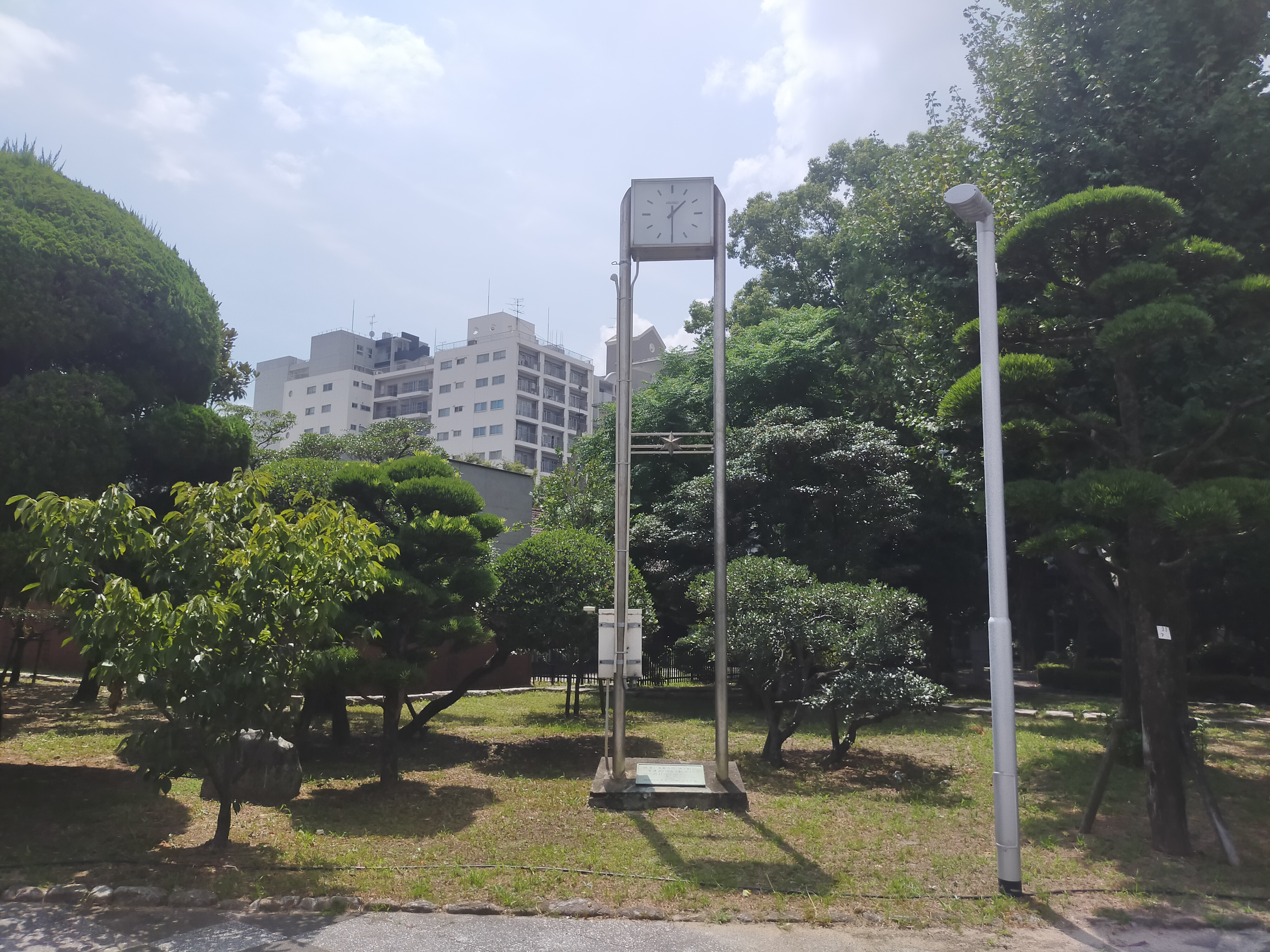
時計塔
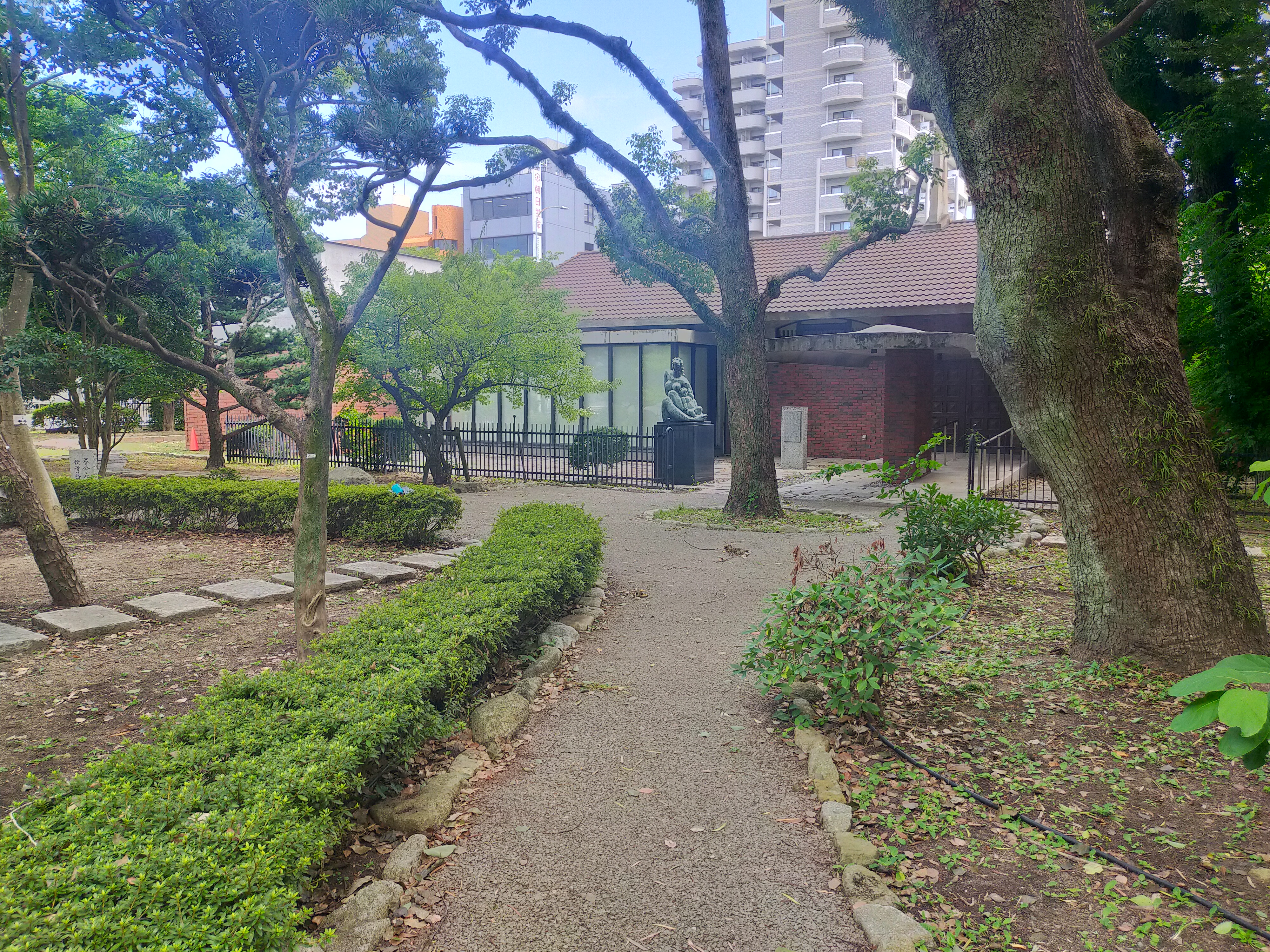
資料館へと続く道
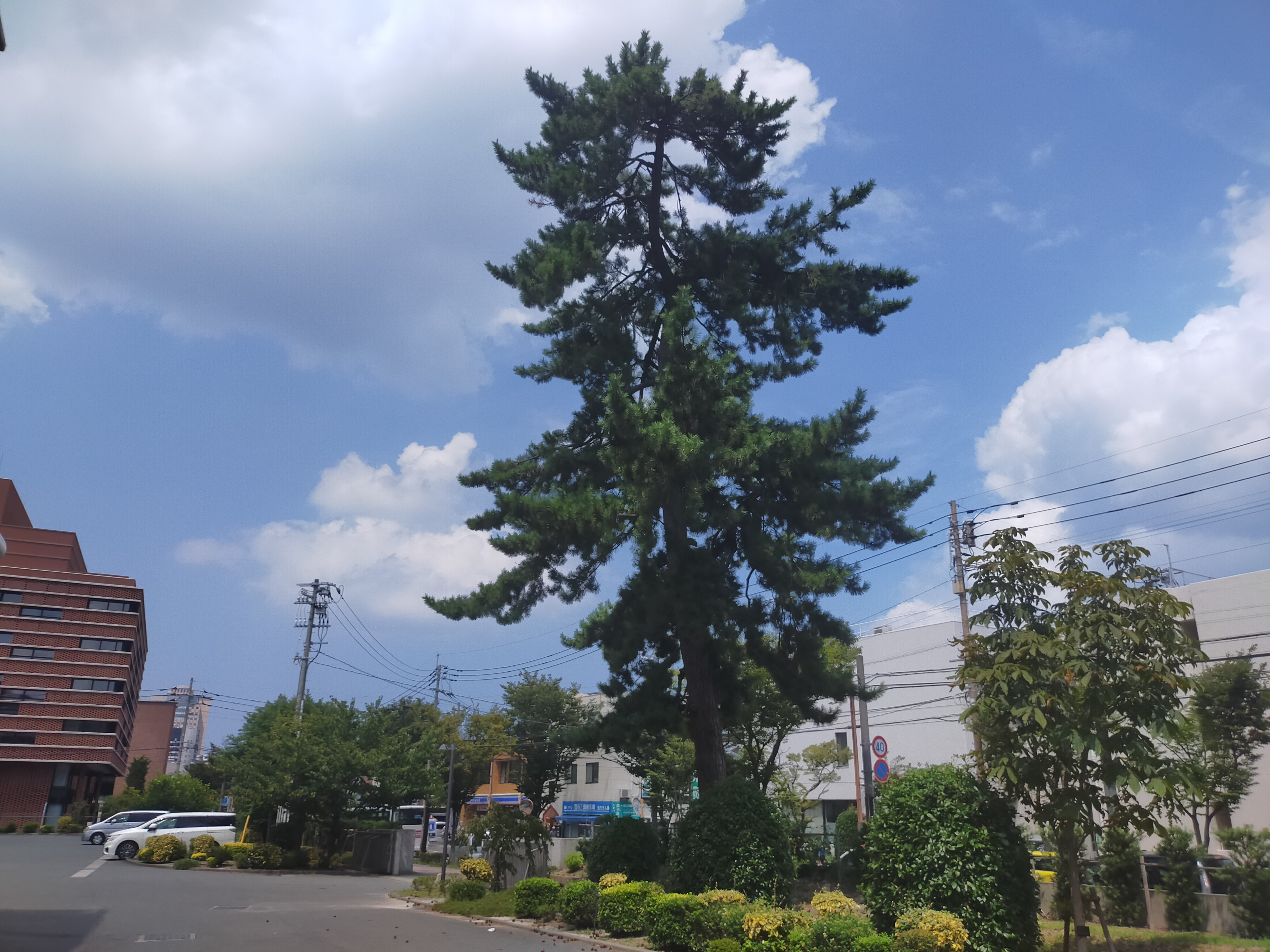
黒松
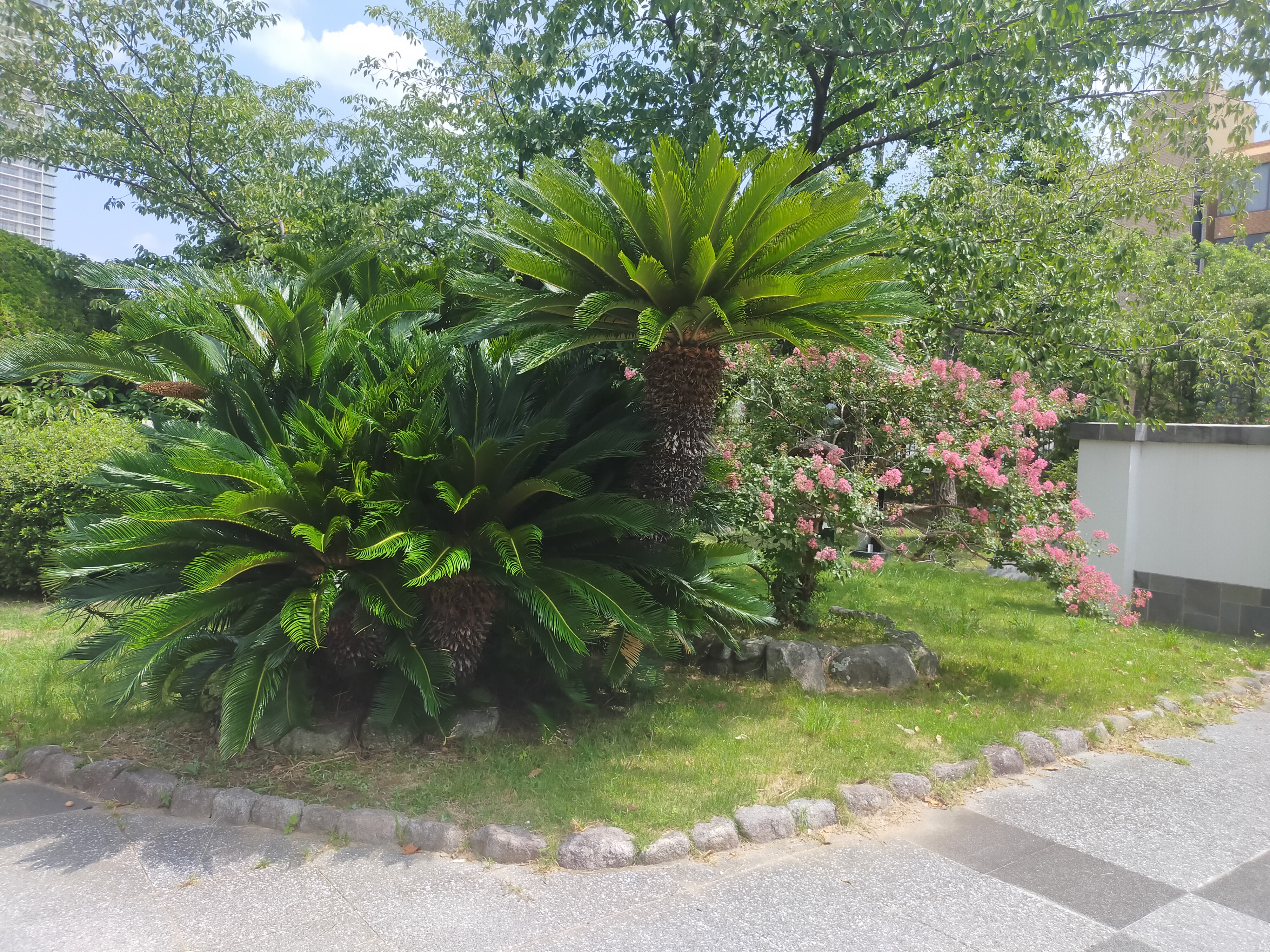
南門傍のソテツ
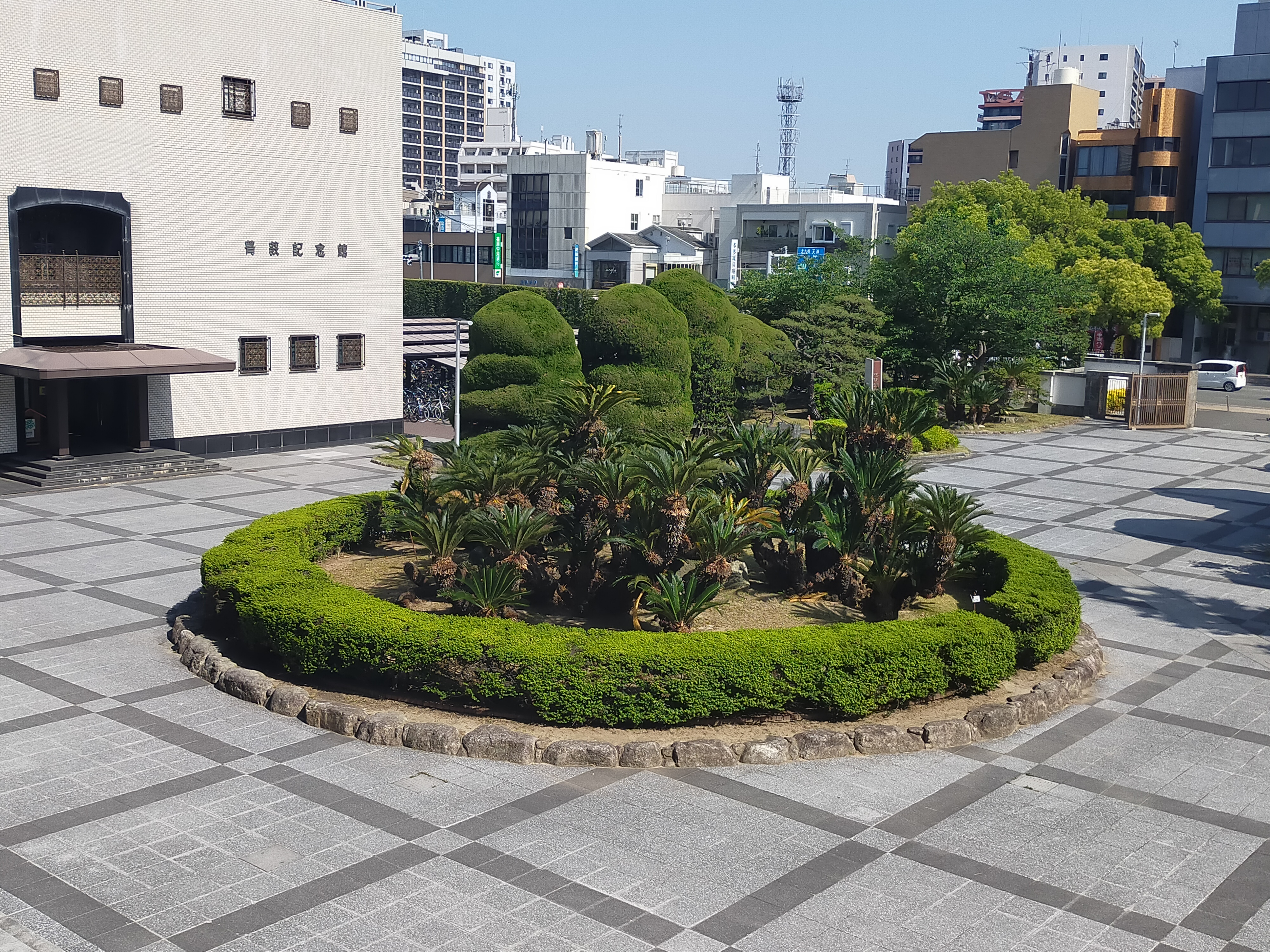
ソテツのロータリー
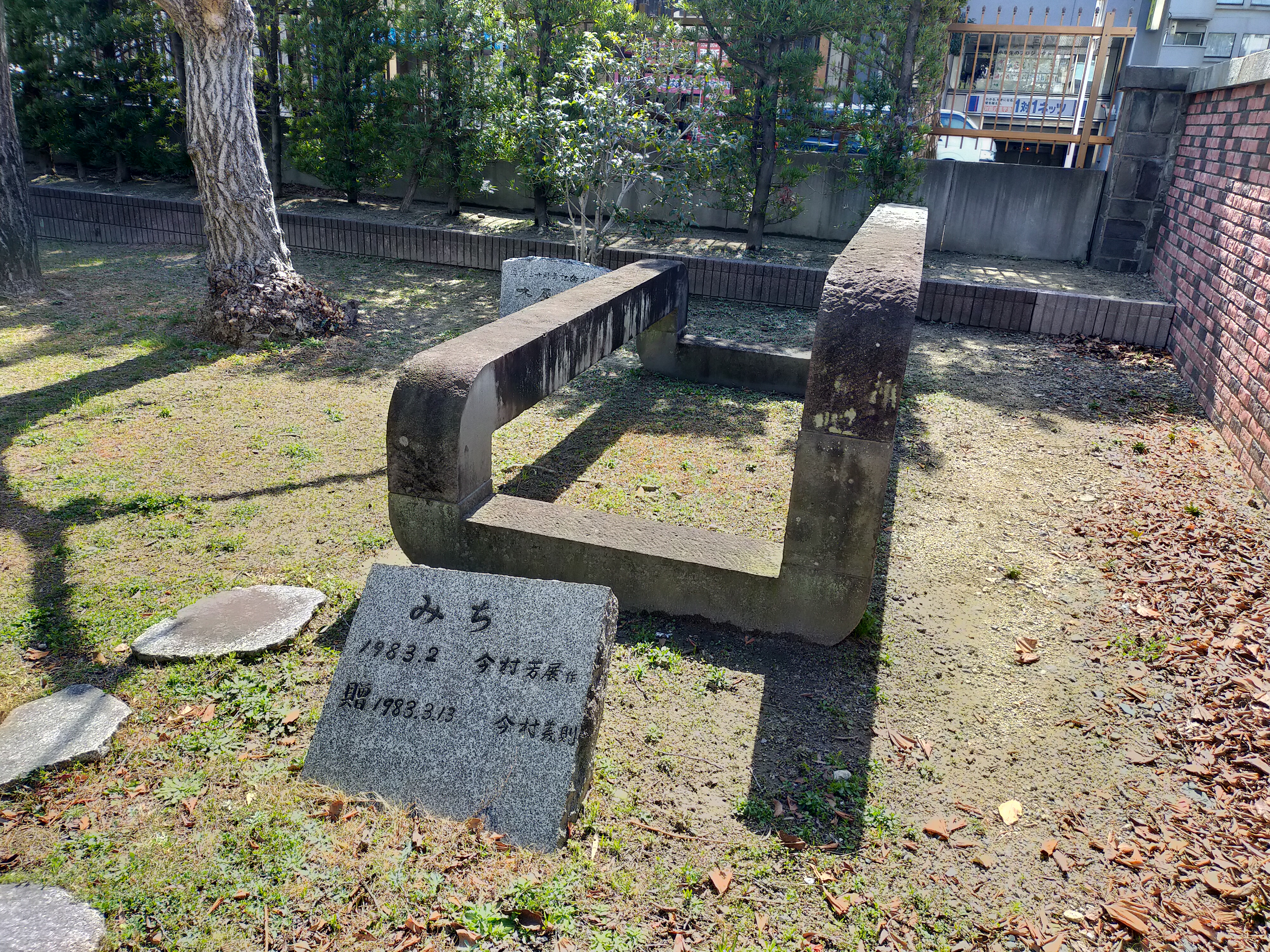
今村芳展『みち』[注釈 4]
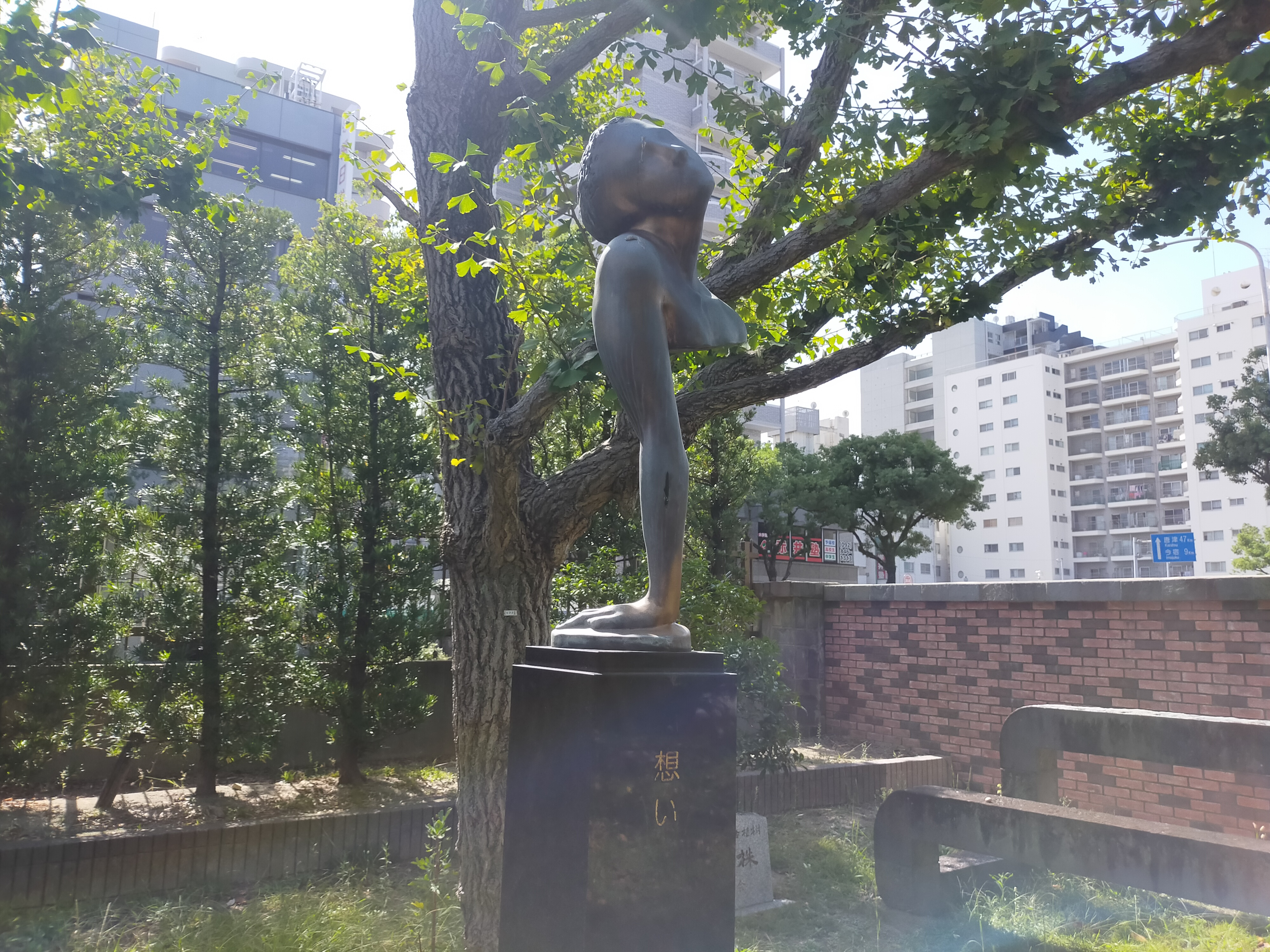
松重明『想い』[注釈 5]
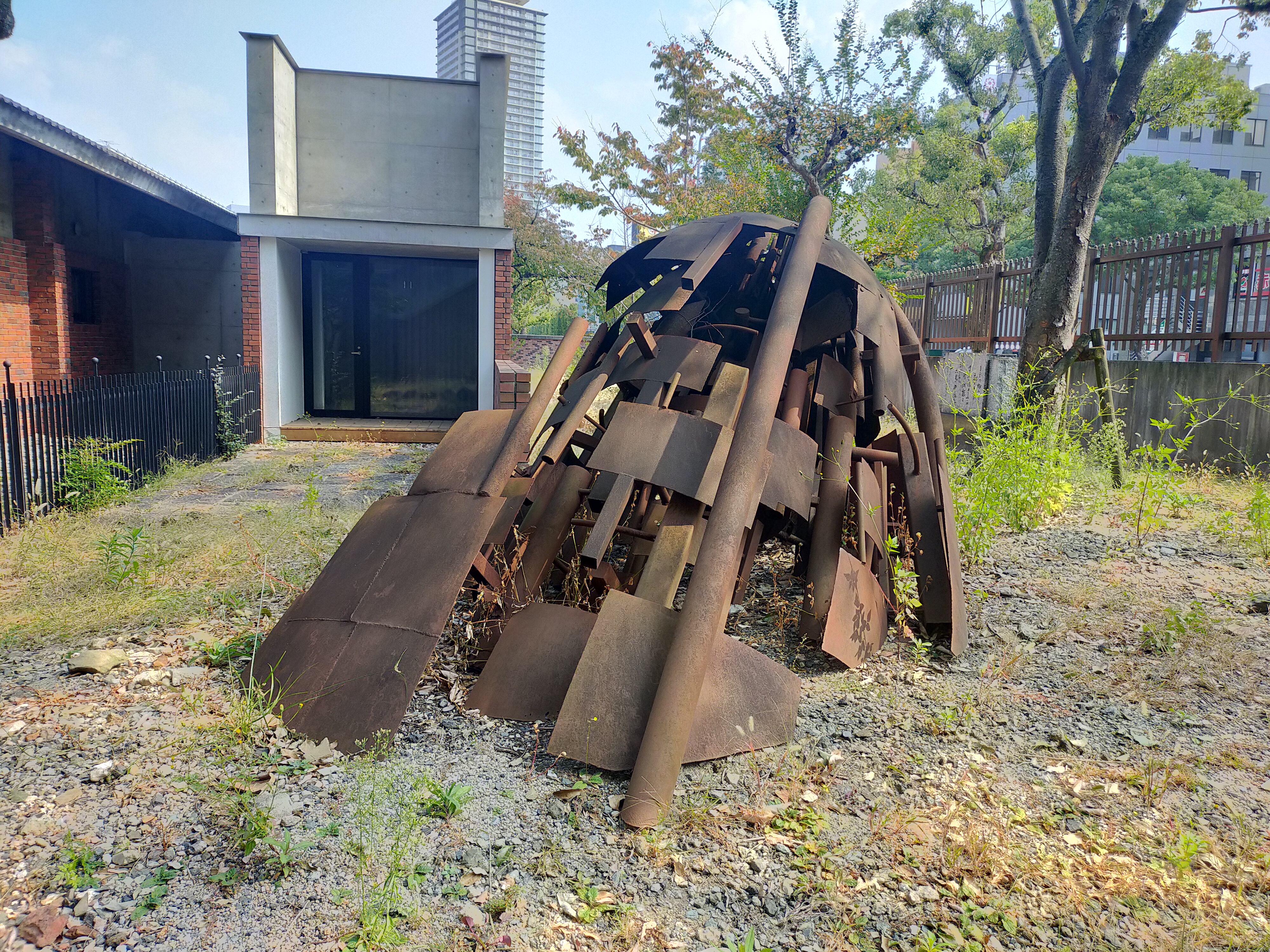
小田部黃太『RYU』[注釈 6]
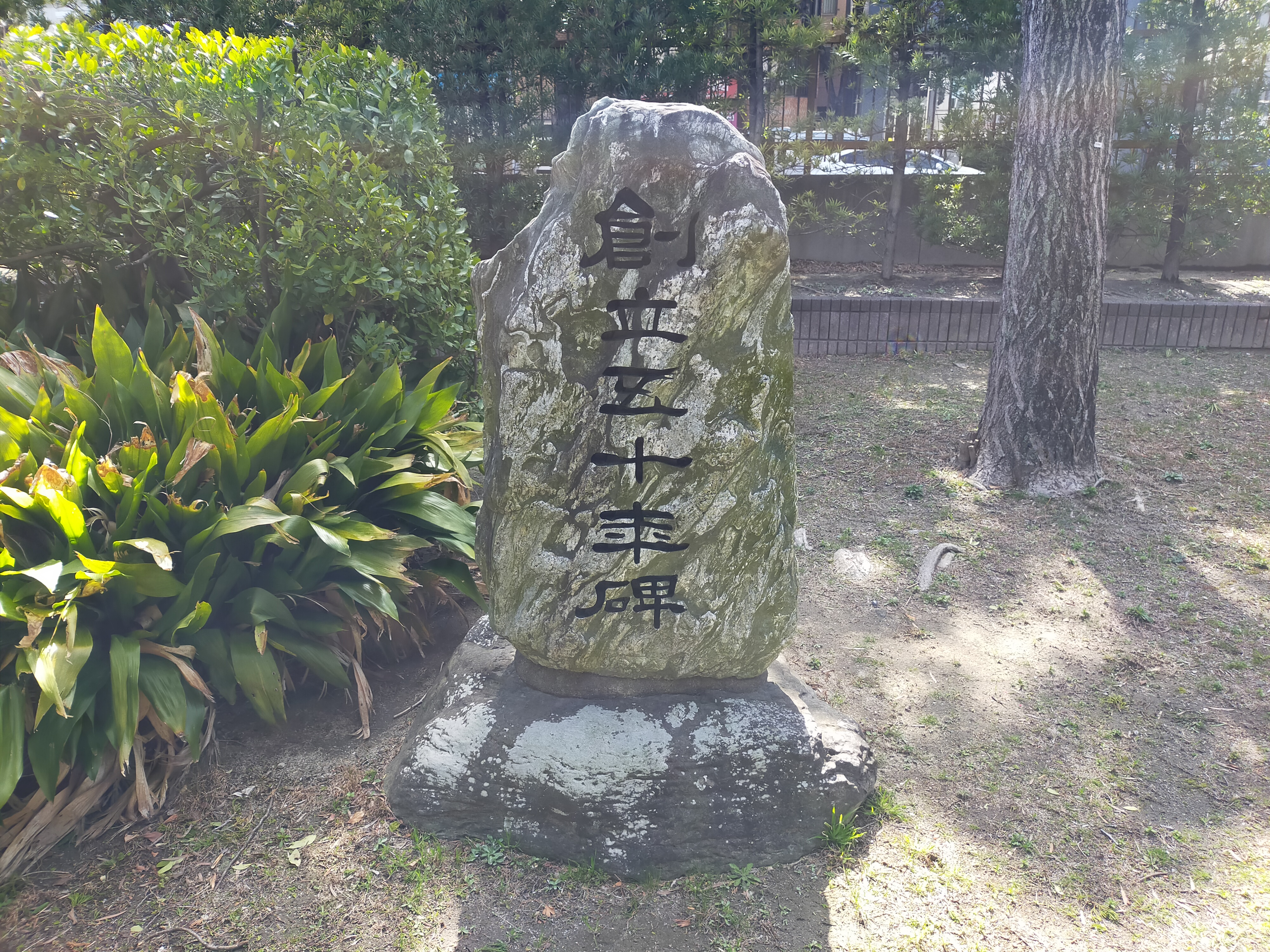
創立五十周年記念碑
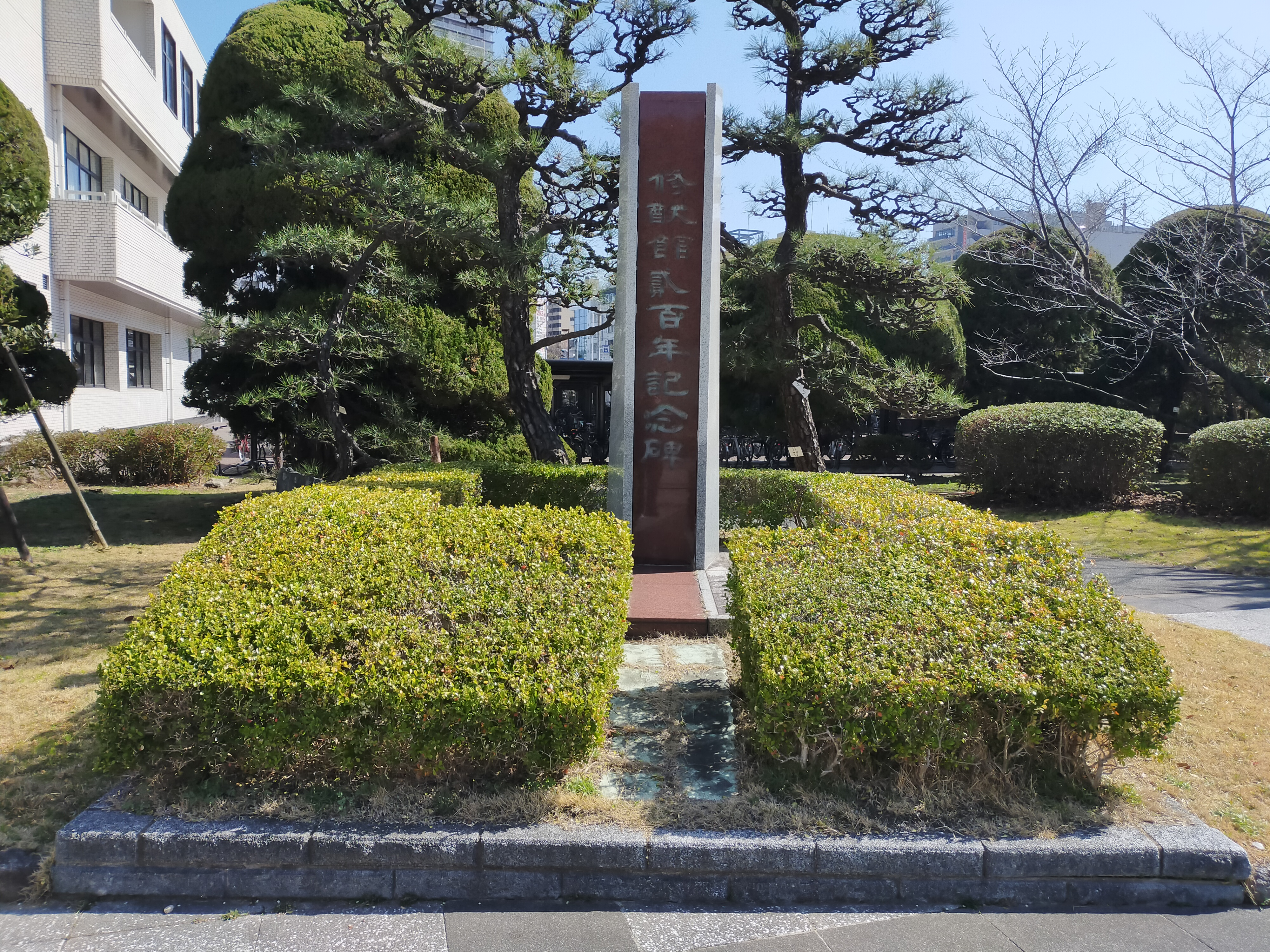
創立二百周年記念碑
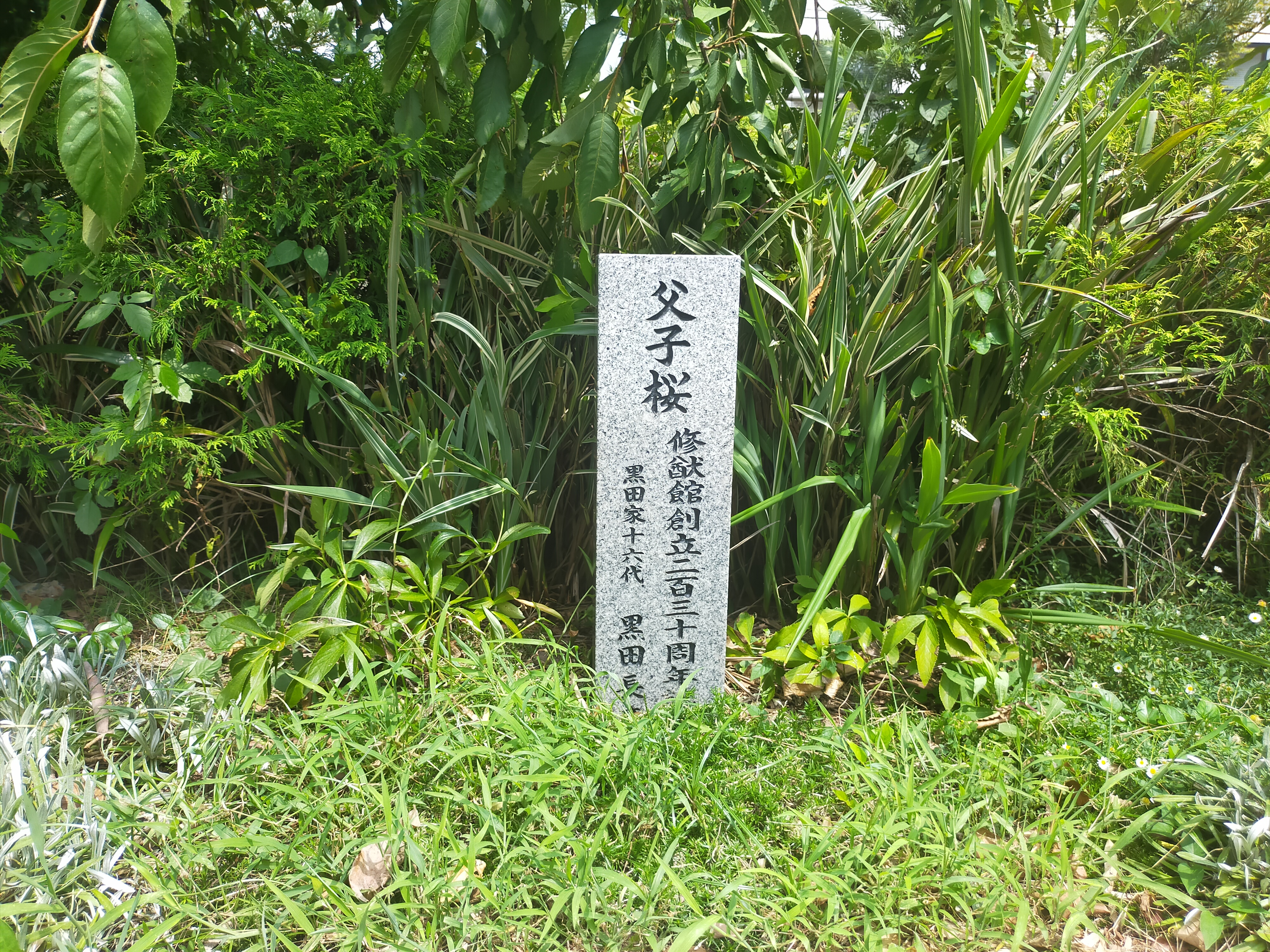
創立二百三十周年記念碑
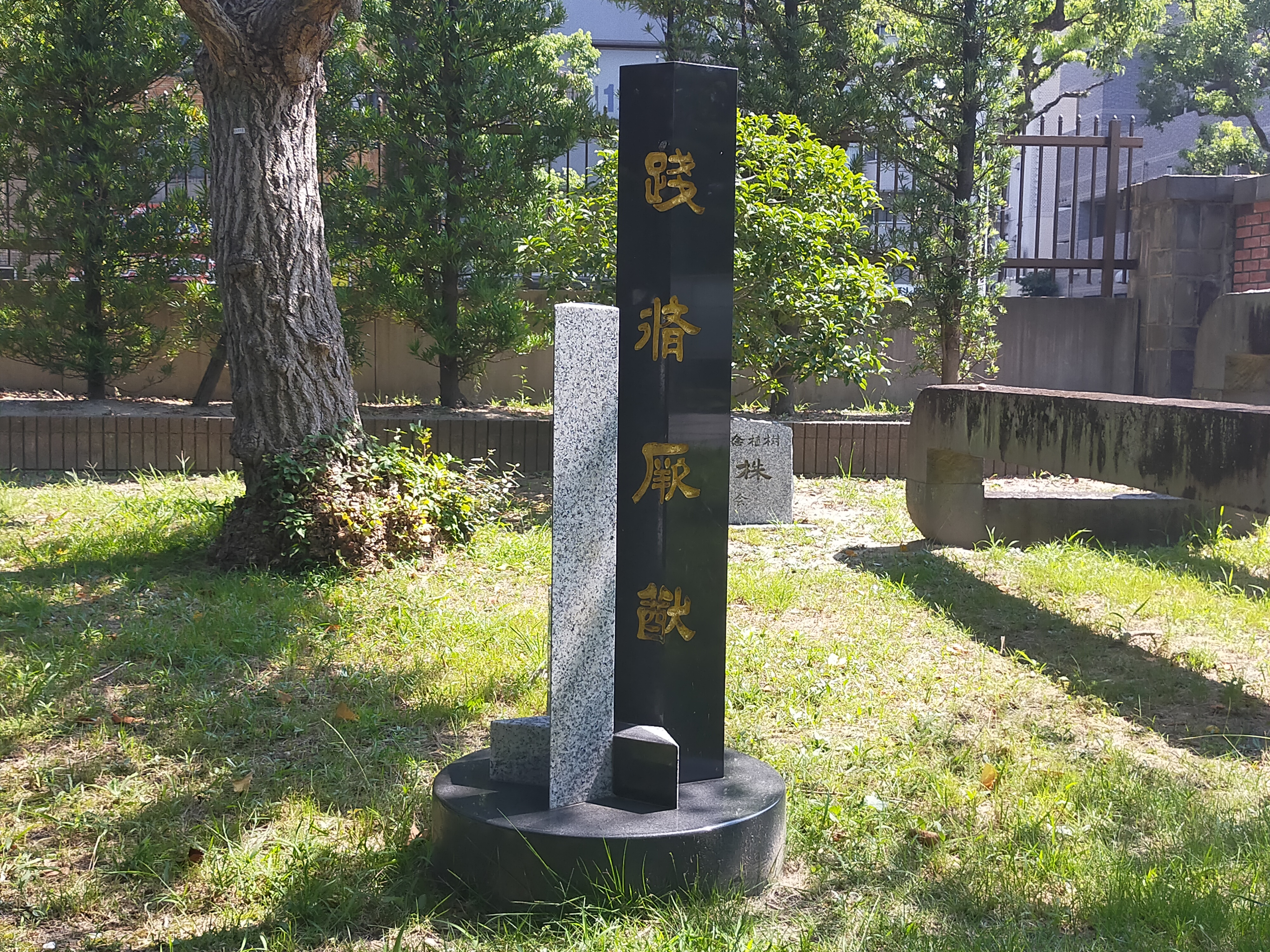
定時制閉課程記念碑
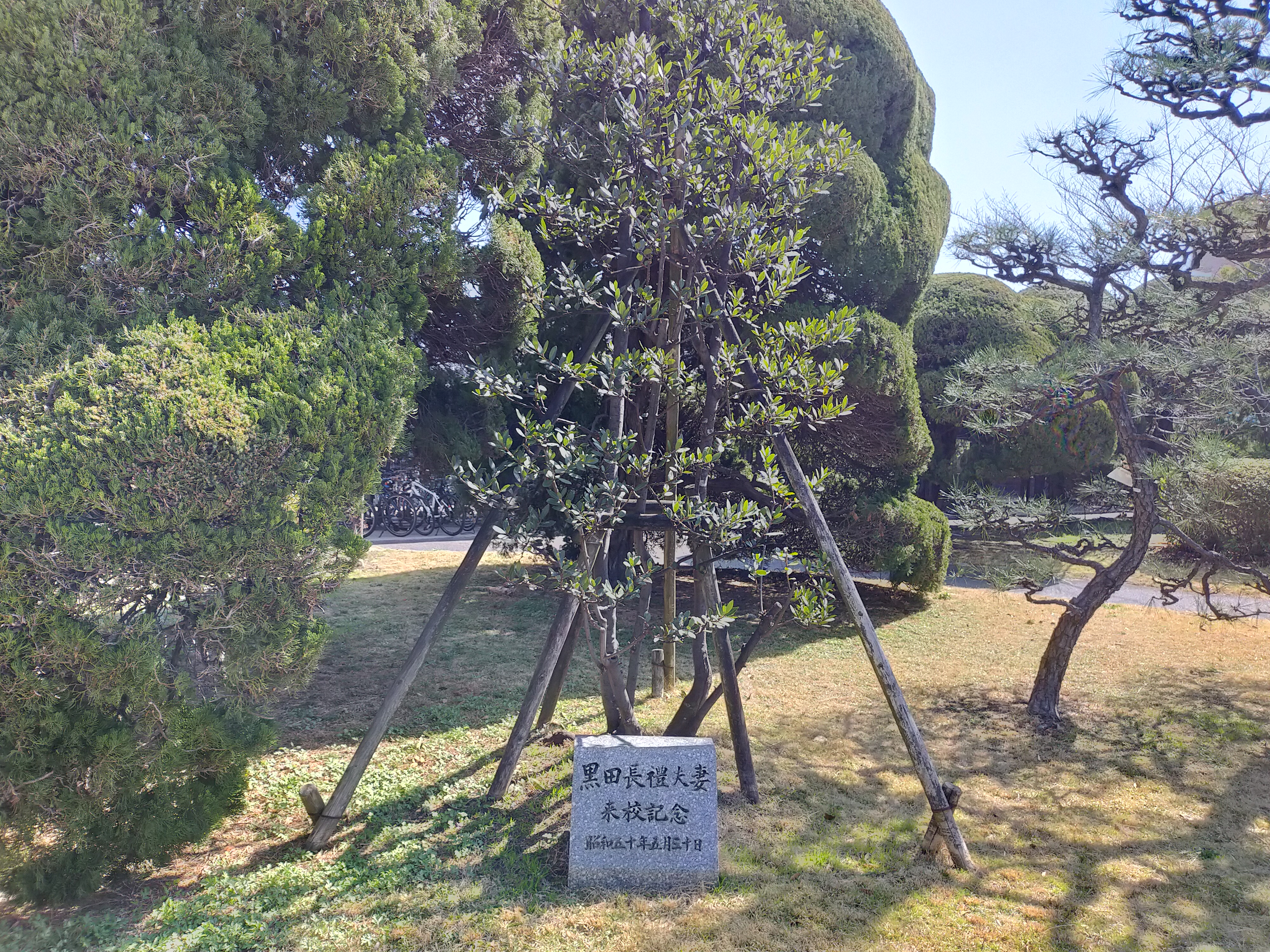
黒田長礼夫妻来校記念碑

## 学校生活

### ルール
自主自立の精神と反骨的な校風が受け継がれていることから特に校訓・校則を定めず、生徒による大幅な自治が認められている。生徒心得という明文化されたルールはあるものの、校則とは呼ばれず、風紀検査も行われない。生徒手帳が配布されない代わりにカードサイズの生徒証明書が発行される。
校内での携帯電話の所持・使用は各自の裁量に任せるなど規則は緩やかであるが、私服登校やオートバイ通学は原則認められていない。1985年頃まではオートバイでの通学は許可されていたが、PTAによるオートバイの三ない運動の影響によって廃止された。
2023年に生徒心得の改正が行われ、夏服・冬服着用期間の指定が廃止されたほか、改正手続きについて明記された。

### 制服
男子の冬服は一般的な黒色の学生服に学生ズボン。襟に校章をつける。学生服を脱いで中間服にする場合はカッターシャツを着用する。
男子の夏服は半袖のカッターシャツに学生ズボン。シャツのポケットに校章をつける。ベルトの色や形、インナーなどは自由。
女子の冬服は濃紺のセーラー服に濃紺のジャンパースカート。襟に白い3本線の縁取りがあり、左右の角には六光星の白い刺繍が入っている。襟かポケットに校章をつける。
女子の夏服は白のセーラー服に濃紺の吊りスカート。襟に3本線の縁取りがあり、左右の角には六光星の青い刺繍が入っている。襟かポケットに校章をつける。スカーフは冬服・夏服のどちらも紺色。
男女とも靴、靴下、体操着、鞄の指定はない。また、セーターやカーディガンなども着用できる。

### 時制
2022年度より下記の時間割に変更された。火曜日7限に「総合的な探求の時間」、水曜日7限に「ホームルーム活動」を行う。なお、定期考査・実力考査の実施日は、SHR開始時刻を8時40分、I限開始時刻を9時とする。なお、下校最終時刻は7時30分である。
| 時限   | 時間          |
| ------ | ------------- |
| I      | 08:10 - 09:00 |
| 朝読書 | 09:10 - 09:20 |
| SHR    | 09:20 - 09:30 |
| II     | 09:30 - 10:20 |
| III    | 10:30 - 11:20 |
| 一昼   | 11:20 - 12:00 |
| IV     | 12:00 - 12:50 |
| V      | 13:00 - 13:50 |
| 二昼   | 13:50 - 14:10 |
| VI     | 14:10 - 15:00 |
| VII    | 15:10 - 16:00 |

掃除は上記時制に組み込まれていないが、各クラスに割り振られた場所を放課後に掃除する。
2つの昼休みをそれぞれ一昼（いちひる）・二昼（にひる）と呼ぶ。生徒総会などがあるときには一昼と二昼の時間が入れ替わる。
夏季休業・冬季休業中には夏季・冬季補習がそれぞれ実施されるほか、3年次には選択科目に準じて放課後課外が実施される。なお、自習スペースとして放課後の教室、大講義室、南北棟ホール、教科センター前などが供される。

### 学級諸委員
各学級には以下の委員が置かれる。
- クラス委員 - 学級の管理及び諸連絡にあたる。
- 監査委員 - 会計監査・選挙管理・規約監査にあたる。
- 保健委員 - 保健に関連した事項にあたる。
- 体育委員 - 学級内の体育に関連した事項にあたる。
- 庶務委員 - 学級内の会計に関連した事項や学級内の庶務にあたる。
- 美化委員 - 学級内の美化や校内の美化活動に関連した事項にあたる。
- 図書委員 - 図書館の運営にあたる。
- 文化祭委員 - 1・2年のみ。文化祭のクラス企画に関連した事項にあたる。
- アルバム委員 - 3年のみ。卒業アルバムの企画・編集にあたる。
- 校誌編集委員 - 雑誌「修猷」の編集活動にあたる。

## 修猷二大行事
外部に広く公開される大規模な学校行事は年に2回開催される。いずれも企画立案段階から各行事における生徒運営委員会が設置され、生徒主体の運営が行われる。また、これらの行事の直前期には、授業時間が短縮され午後は作業・練習の時間となる。

### 修猷大運動会
毎年9月上旬に開催され、例年一般公開されている。全校生徒が赤・青・黄・白の4ブロックに分かれて競い合う。各ブロックは大幹（だいかん）と呼ばれる幹部を中心に総合優勝を目指して熱戦を繰り広げる。また、運営委員会も生徒のみで構成されており、各ブロックのブロック長や大幹とともに大運動会の開催に向けて業務を行う。なお、運営委員会のカラーは緑である。

#### 競技
修猷大運動会で行われる競技には以下のようなものがある。

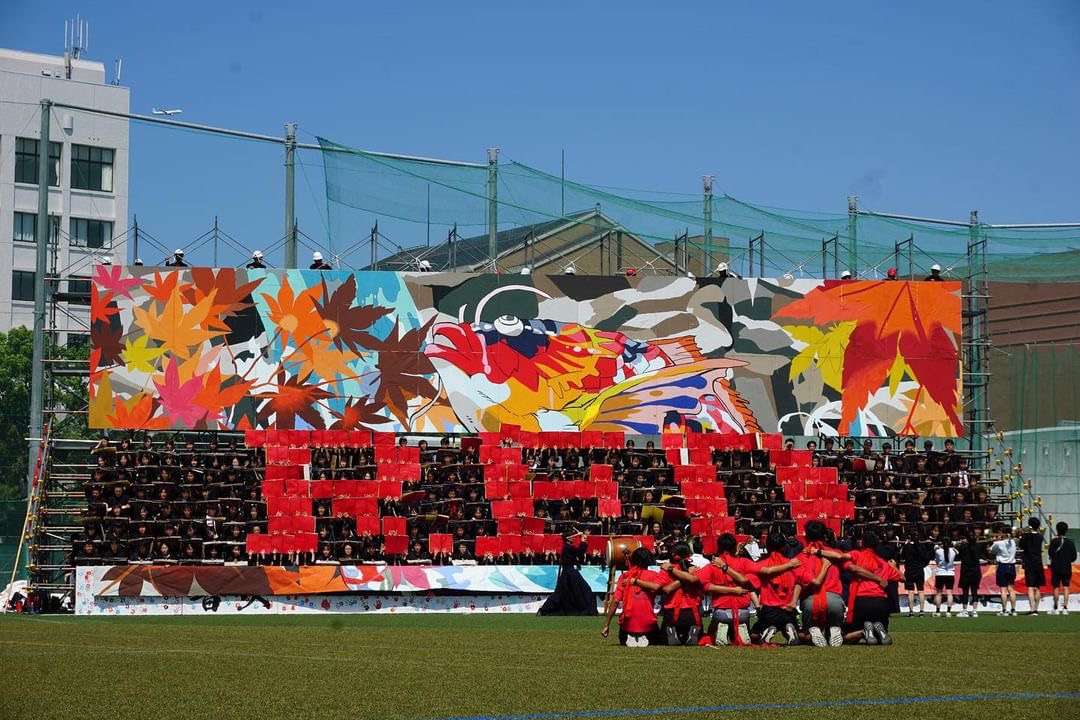
応援コンテストの様子（2023年）

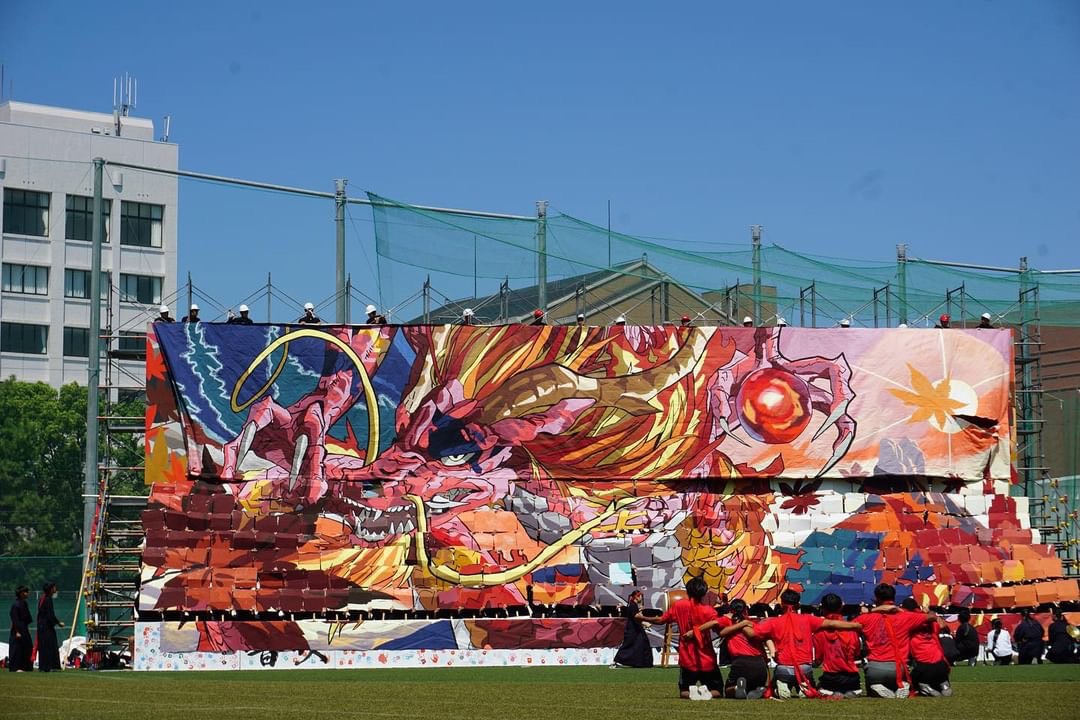
第二バックパネル（2023年）

- 応援コンテスト - 通称「応コン」。各ブロック全員で行われるマスゲーム（人文字）である。応援歌に乗せ、パネルを使って様々な文字や絵を表現する。応コンが行われるブロックスタンドは修猷館に所縁のある建設会社の協力で建てられており、背後にはバックパネルが設置される。

2023年第76回修猷大運動会 赤応援コンテスト
- タンブリング - 各ブロックの男子全員で行われる組体操である。各ブロックのタンブリングテーマを7段の人間ピラミッド（通称「7ピラ」）や4段の人間円塔（通称「4タワー」）などの技を組み合わせて表現する。7ピラを立てる際には『元寇』を歌い、鼓舞しあう。
- 創作ダンス - 各ブロックの女子全員で行われる。ダンスの動きや構成は各ブロックのダンス大幹が考える。
- エール - 「エーラー」と呼ばれる者が太鼓の音頭に合わせて演舞を行ったり、「エールっこ」と呼ばれる者がチアダンスを披露したりする。
- 陸上 - α・β・γの3競技がある。α・γはそれぞれ大運動会の幕開け・締め括りに行われるリレー競技であり、βはいわゆる障害物競走である。
- 綱引き - 各ブロックの男女80名と綱の最後尾を担うアンカーマン1名で綱を引き合う。
- 騎馬戦 - 男子競技。各ブロックの計16騎の騎馬（1騎あたり5名で構成される）どうしがぶつかり合い、大将騎落馬を目指す。決勝戦では『元寇』を歌いながら入場する。
- 棒倒し-男子競技。守備・攻撃に分かれ先に棒を倒したブロックが勝つ。
- 棒引き - 女子競技。12本の棒を自陣に引き合う。
- 大帽走 - 女子競技。10人11脚で走り、縄跳びをするリレー競技。バトンの代わりに帽子を使うことからこの名がついている。

大運動会の入場行進の際には五輪旗が掲げられる。かつては1964年東京オリンピックにおいて国立競技場に翻った実物を使用していが、現在では劣化したためレプリカを使用し、実物は額に入れられ同校の資料館に展示されている。

### 修猷大文化祭
毎年6月上旬頃に開催されていたが、2学期制への移行に伴って平成20年度からは3月中旬頃に移行された。例年一般公開されている。なお、3年生は参加しない。
内容を大別すると、各クラスが一体となって展示や劇を行うクラス企画、文化部が部活動の内容や成果を紹介したり部活動に関連した内容の展示や劇を行ったりする文化部企画、展示・バンド・歌・ダンスなど有志が中心となって行う文化祭有志企画、の3つがある。
秀逸だったクラス企画には、館長自らが選ぶ「館長賞」や、来場者からの投票で選ばれる「六光賞」が与えられる。
平成20年度の6月には文化部を中心とした文化祭「春のフェスト」が開催されたが、平成21年度から「春のフェスト」は廃止され、代わりに「文化部発表会」が開催されることとなった。

## 年間行事
上記の二大行事や学年行事、研修旅行を除いてほぼ全ての行事運営を執行部が担っている。年間を通しての行事スケジュールは以下の通り。

### 4月
- 入学式 - 講堂で執り行われ、孔子像や館歌の紹介がなされる。
- 部活動オリエンテーション - 1年生の入学直後の6限・7限に実施される。2週間ほどの体験入部期間の初日となる。
- 応援歌指導 - 應援團員と応援歌指導員により、1年生に対して歌唱指導が行われる。
- 創志研修 - 1学年の行事である。以前は近郊での宿泊研修だったが、自然災害の影響で平成29年度より日帰りの自然レクリエーションや校内でのクラス討議などに変更されている。
- 学年遠足 - 4月末に行われる、2・3学年の遠足である。2学年は志賀島方面、3学年は能古島へ向かう。クラスや学年での団結を強める行事である。

### 5月
- 創立記念行事 - 5月30日の創立記念日に合わせて様々な文化行事が1日かけて催される。午前中は政財界の要人や科学者、文化人などを招いて講演会が行われる。午後は各方面で活躍する卒業生が出前授業をする「卒業生キャリアセミナー」が実施される。なお、創立記念日として定められている同日は1885年（明治18年）福岡県令より、福岡県立英語専修修猷館の設置が告示された日である。

### 6月
- 芸術鑑賞 - 2学年の行事である。 6月中旬に集団で地下鉄に乗り観劇に向かう。
- 小学生ふれあい教室 - 6月中旬、近隣の小学生と保護者を招いて学校案内を行う。
- 文化部発表会 - 6月下旬、13の文化部と有志団体の活動成果を発表する。

### 7月
- 海外研修 - 7月中旬の一週間で実施される。校内から選抜された派遣団が米国西海岸・東海岸の諸都市を隔年で訪問する。同窓会組織からの手厚い補助が不可欠の行事である。また、2022年度の1月には台湾を訪れるアジア研修も実施された。
- クラスマッチ - いわゆる球技大会である。夏休み直前に2日間行われる。大運動会に向けてクラスの団結を高めるという側面をもち、各競技部門とクラス総合のそれぞれで成績が発表される。

### 8月
- 東京研修 - 夏季休業中の8月上旬に実施される。東京近辺への進学を考える2年生が参加する。大学や企業などを訪問する。

### 9月
- 大運動会 - 前述。
- 東北研修 - 9月末から10月初旬の秋季休業中に実施される。2011年度の修学旅行で最初に東北地方を訪れたことから、2018年度まで7年間続いた。東北の復興に鑑みてここで停止となる。

### 10月
- 修猷フェスト - 10月下旬から11月上旬頃に開催される。中学生に向けた学校説明会であり、部活動の紹介や体験授業などを行う。土曜の午後に開催され、午前は卒業生による出前授業が行われる。
- 研修旅行 - 10月末から11月初旬にかけて実施される、修学旅行である。学年全体で国内の同じ地方を訪れるが、その中でいくつかのコースに別れて研修を行う。
- 文化講演会 - 各界で活躍する人物を講師として迎え、講演会が実施される。

### 11月
- 菁莪祭 - 校内での図書館祭で、11月中旬の読書週間に行われる。教員による講演会などもある。生徒図書委員会発案により、1990年度より実施開始。

### 12月
- 十里踏破遠足 - かつては十里行軍とも呼ばれた。糸島半島十里（約40km）を歩きぬく行事（強歩大会）である。毎年2月上旬ごろに開催されていたが、2008年度から12月中旬に引き上げられた。3学年が参加しない行事の一つである。
- 課題研究発表会 - 課題研究の成果を発表し合う行事である。課題研究は、生徒自ら研究したいことについての講座を開き、それぞれの講座で1・2学年の混合グループを作り、夏季休業前から研究・発表準備が行われる。

### 1月
- 予餞会 - 毎年1月31日に開催される。下級生と上級生が対面形式で学校生活や生徒個人の理想、信念を語り合う場となっている。

### 3月
- 大文化祭 - 前述。
- 卒業式 - 講堂で執り行われる。学業・運動・文化・生徒会活動の各部門において、特に優れた業績を残した生徒に対して、「修猷館賞」・「功労賞」などの賞が与えられる。

## 生徒会・部活動
部活動への加入率が高く、兼部をする生徒も多い。全校生徒からなる生徒会が大幅な自治と学校運営を任されており、どの団体も行事や大会に向けて日頃から盛んに活動している。

### 生徒会
生徒会選挙で選出されるのは下記の三役員のみで、業務のほとんどは執行部が行う。
- 生徒会総務 - 前期・後期各1名。生徒会の代表者であり、名目上は執行部の長。
- 生徒会議長 - 前期・後期各1名。議長団を統括し生徒総会や談話会を主催する。
- 監査委員長 - 前期・後期各1名。各クラスの監査委員を集め生徒会三役選挙を行う。

### 事業部
生徒の学校生活や広報に関わる部で、学校運営の一端を担う。
- 執行部 - 校内雑務・行事運営を担う。選挙ではなく届け出による入部。
- 議長団 - 生徒会の議事録などを作成。
- 応援団 - 学校行事や部活の試合などで活動。
- 新聞部 - 年に5回「修猷新聞Neo」を発行。「修猷新聞Neo」はフルカラーの雑誌型新聞で、不定期に「EXTRA」も発行している。第46回全国高等学校総合文化祭出場。第26回全国高校新聞年間紙面審査優良賞受賞。

### 運動部
スポーツ推薦による入学もあり、ラグビー部や陸上部をはじめ多くの運動部がインターハイ出場を目指して盛んに活動している。
- ラグビー部 - 第4回国民体育大会優勝。2022年度全国高等学校選抜ラグビーフットボール大会ベスト16。
- 陸上部 - 平和台陸上競技場などで練習している。2023年度インターハイ出場。
- 水泳部 - 2023年度インターハイ出場。
- 山岳部 - 2023年度インターハイ男子2位、女子16位。
- 柔道部 - 金鷲旗9回優勝。第44回全国高等学校柔道選手権大会女子個人優勝。
- 剣道部 - 玉竜旗6回優勝。
- 弓道部
- 卓球部
- 野球部
- ヨット部 - 2023年度インターハイ出場。
- バドミントン部
- テニス部
- ソフトテニス部
- バレーボール部
- サッカー部
- バスケットボール部

### 文化部
文化部活動の成績による推薦入学もあり、多くの文化部で兼部が可能である。全国高等学校総合文化祭などへの出場を目指して盛んに活動している。
- ディベート部 - 第27回ディベート甲子園第3位。23大会連続23回出場。
- 映画制作部 - 高校生のための Eiga World Cup 2021 NPO法人映画甲子園賞受賞。
- 書道部 - 第46回全国高等学校総合文化祭東京大会特別賞受賞。
- 放送部 - 第46回全国高等学校総合文化祭東京大会出場。
- 華道部 - 第4回全国高校生花いけバトル準優勝。
- 吹奏楽部 - 2022年度高文連福岡県大会優秀賞受賞。
- 数学研究部 - 第32回日本数学オリンピック本選出場。
- 生物研究部 - 日本生物学オリンピック2022銅賞受賞。
- 物理部
- 化学部
- 茶道部
- 演劇部
- 美術部
- 写真部
- 文芸部
- パソコン部
- コーラス部
- JRC部  - Junior Red Cross（青少年赤十字）の略。ボランティア活動を行う。
- ESS - English Speaking Society の略。英語を使った様々な活動を行う。

### 文体総合部
校内での競技人口などの事情により部活こそ存在しないが、囲碁、将棋、空手など様々な分野で学校を代表して公式大会に出場している。第46回全国高等学校総合文化祭囲碁部門では準優勝を果たしている。

### 愛好団体
まだ部活動として認可されていないが、生徒有志が集まり、大会に出場したり、学校行事に参加したりしている団体。
- クイズ研究会 - 2021、2022年度AQLジュニア全国大会出場。第43回全国高等学校クイズ選手権出場。
- 競技かるた愛好会

## 高校関係者一覧

### 修猷山脈
修猷館出身の偉人は「修猷山脈」と称されており、大日本帝国憲法起草者の一人である金子堅太郎や、第32代内閣総理大臣・広田弘毅などが名を連ねている。

### 同窓会
1892年（明治25年）に金子堅太郎の勧誘により、教職員と卒業生の会「修猷館館友会」が創設された。この「修猷館館友会」や1899年（明治32年）に広田弘毅ら在京の卒業生が学生生活の拠点として作った「浩々居」が現在の同窓会の前身となる。
その後、各地で多くの同窓会が発足したが、包括的な組織が存在しなかったため、卒業生のつながりを確かなものにするため、1946年（昭和21年）11月3日に「修猷館同窓会」が発足した。
また、同窓会雑誌は広田弘毅らの尽力により1902年（明治35年）12月に第1号が発行され、『学友会雑誌』への改称を経て、1931年（昭和6年）に現在の『修猷』という名称になった。なお、この時に卒業生に関する内容が『菁莪』として別冊子として発行されるようになった。

## アクセス
最寄りの鉄道駅
- 福岡市地下鉄空港線西新駅1番出口

最寄りのバス停
- 西鉄バス
  - 修猷館前バス停
  - 脇山口バス停
  - 西南学院大学前バス停

最寄りの道路
- 明治通り
- サザエさん通り - 2012年5月27日、西新駅1番出口に程近い修猷館高校東側からシーサイドももちの福岡タワー先の博多湾岸までS字形に延びる市道約1.6キロメートルが、「サザエさん通り」と名付けられた。漫画『サザエさん』の作者である長谷川町子が、1944年から2年間この近くに住んでいた際、通りの一部にある旧海岸線（現在は埋め立てにより海岸からは離れている）において、『サザエさん』の登場人物の名前を思い付いたことに由来する。